# Lista tomów mangi Naruto
Naruto to manga stworzona przez Masashiego Kishimoto i wydawana przez wydawnictwo Shūeisha na łamach tygodnika Weekly Shōnen Jump w formie ok. 20–stronicowych rozdziałów. Cykl rozpoczął się ukazywać seryjnie (rozdziałami) od numeru 43 z 1999 roku (druga część mangi rozpoczęła się w nr. 19 z 2005 roku) i był kontynuowany aż do opublikowania rozdziału 700 w numerze 50 z 10 listopada 2014 roku. W późniejszym czasie Shūeisha zbierała rozdziały i wydawała je w formie tomów tankōbon po około 10 rozdziałów każdy. Cała manga jest podzielona na dwie części; pierwsze 238 rozdziałów jest znane jako Część I i stanowi pierwszą część fabuły Naruto. Wszystkie kolejne rozdziały (od 245) należą do Części II, która kontynuuje fabułę po 2,5 rocznym przeskoku czasowym (ang. timeskip). Pomiędzy dwoma częściami mangi zostało wydanych sześć rozdziałów stanowiących historię pt. Kakashi Chronicles (jap. カカシ外伝 Kakashi Gaiden), czyli poboczną opowieść (ang. gaiden), skoncentrowaną wokół postaci Kakashiego Hatake.
Na podstawie Naruto stworzono kilka adaptacji, w tym dwie serie anime i 11 filmów pełnometrażowych. Pierwsza seria anime, także pod tytułem Naruto, obejmuje całość Części I i 220 odcinków. Pierwszy odcinek został wyemitowany 3 października 2002 roku, a ostatni 8 lutego 2007 roku. Z kolei druga, o nazwie Naruto Shippūden (jap. ナルト疾風伝 Naruto Shippūden; dosł. Naruto: Hurricane Chronicles), opiera się na Części II; jej premiera miała miejsce 15 lutego 2007 roku. Epizody, które zostały wydane po zakończeniu anime Naruto opartego na mandze, były odcinkami fillerowymi mającymi na celu poszerzenie różnicy wydawniczej pomiędzy anime i mangą. Obie serie zostały wyprodukowane przez Studio Pierrot i TV Tokyo oraz są emitowane przez TV Tokyo.
Shūeisha wydała 72 tankōbon w Japonii, w tym 27 tomów zawierających Część I i kolejne 45 obejmujące Część II. Pierwszy tom mangi został wydany 3 marca 2000 roku; tom 28, będący pierwszym tomem Części II, został wydany 3 czerwca 2005, z kolei ostatni o numerze 72 został wydany 4 lutego 2015 roku. Ponadto, od 7 listopada 2008 do 10 kwietnia 2009 roku, Shūeisha przedrukowała całość Części I i wydała ją w postaci sōshūhen, 8–tomowego zestawu zatytułowanego Naruto Complete Collection: Uzumaki Megavolume (jap. NARUTO -ナルト- 総集編うずまき大巻 Naruto Sōshūhen: Uzumaki Daikan); kolekcja w większym rozmiarze, zawierająca wszystkie ilustracje w oryginalnym kolorze oraz posiadająca dodatki w postaci plakatów i wywiadów. Następnie od 24 kwietnia 2015 do 11 marca 2016 manga została ponownie wydana jako część Shūeisha Jump Remix oraz tzw. "Projektu Naruto" (znany również jako Naruto's New Era Opening Project (jap. NARUTO -ナルト- 新時代開幕プロジェクト Naruto: Shinjidai Kaimaku Purojekuto)); są to tomy składające się z większej ilości rozdziałów, a także krótkich artykułów na różne tematy, które wcześniej były zawarte w databookach. Dodatkowo Shūeisha wydała sześć tomów animangi, opartych na trzech pierwszych filmach Naruto i czterech pierwszych filmach Naruto Shippūden.
Viz Media będącą częścią Shūeishy posiadało licencję na wydawanie Naruto w języku angielskim na terenie Ameryki Północnej, gdzie był wydawany seryjnie w drukowanym miesięczniku Shonen Jump (do 2012 roku) oraz formie tomów. Od 30 stycznia 2012 roku Viz wydawał rozdziały w tygodniku Weekly Shonen Jump w formie cyfrowej. Viz Media wydało 72 tomów mangi Naruto w angielskiej wersji w wersji drukowanej i cyfrowej w Ameryce Północnej; pierwszy tom pojawił się 6 sierpnia 2003 roku, a ostatni 72 został wydany 6 października 2015. Ponadto 26 sierpnia 2008, jeszcze przez premierą Części II, wydano specjalny pudełkowy zestaw 27 tomów, obejmujących fabularnie całą Część I. Z kolei 16 września 2008 roku wydano „Edycję Kolekcjonerską”, czyli pierwszy tom Naruto w twardej oprawie. Drugi zestaw zawierający tomy z pierwszej połowy Części II został wydany w Stanach Zjednoczonych w dniu 7 lipca 2015 roku, z kolei trzeci zestaw z tomami drugiej połowy Części II wydano 5 stycznia 2016. W celu skompensowania różnicy pomiędzy japońskimi i angielskimi wydaniami mangi, krótko przed wydaniem 14 tomu Viz ogłosił kampanię „Naruto Nation”, której celem było wydanie trzech tomów każdego miesiąca w ciągu ostatnich czterech miesięcy 2007 roku w celu zamknięcia wspomnianej luki; Cammie Allen, menedżer produktowy Viz Media, skomentowała to następująco: "Głównym powodem [w przyspieszonym harmonogramie] było dotrzymanie japońskiego harmonogramu wydań, aby dać naszym czytelnikom podobne doświadczenie, jak naszym czytelnikom w Japonii". Podobna kampania, zatytułowana „Generation Ninja”, wydarzyła się w 2009 roku, w wyniku której 11 tomów Części II zostało wydanych w okresie od lutego do kwietnia tegoż roku w celu zrównania się z japońską wersją. Wraz z wydaniem 45 tomu w lipcu 2009 roku, Viz rozpoczął wydawanie tomów Naruto kwartalnie.
Na terenie Polski manga Naruto pojawiała się nakładem wydawnictwa Japonica Polonica Fantastica, które wydało wszystkie 72 tomy. Pierwszy tom został wydany 1 lipca 2003 roku, natomiast ostatni 1 listopada 2015 roku.

## Cześć I (1 – 27)
| # | Tytuł | Wydanie japońskie | Wydanie amerykańskie                                                                        | Wydanie polskie                                                                             |
| --- | --- | --- | ------------------------------------------------------------------------------------------- | ------------------------------------------------------------------------------------------- |
| 1 | Naruto Uzumaki Uzumaki Naruto (うずまきナルト) | 3 marca 2000 ISBN 978-4-08-872840-7 | 6 sierpnia 2003 ISBN 978-1-56931-900-0                                                      | 1 lipca 2003 ISBN 978-83-89505-23-1                                                         |
| Lista rozdziałów: - 001: „Naruto Uzumaki!!!” (jap. うずまきナルト!! Uzumaki Naruto!!) - 002: „Konohamaru!!!” (jap. 木ノ葉丸!! Konohamaru!!) - 003: „Sasuke Uchiha!!!” (jap. うちはサスケ Uchiha Sasuke!!) - 004: „Hatake Kakashi!!!” (jap. はたけカカシ!! Hatake Kakashi!!) - 005: „Nieuwaga największym wrogiem!!!” (jap. 油断大敵!! Yudan Taiteki!!) - 006: „Tylko Ty, Sasuke...!!!” (jap. サスケ君に限って...!! Sasuke-Kun ni Kagitte...!!) - 007: „Kakashi's Decision” (jap. カカシの結論 Kakashi no Ketsuron) | Lista rozdziałów: - 001: „Naruto Uzumaki!!!” (jap. うずまきナルト!! Uzumaki Naruto!!) - 002: „Konohamaru!!!” (jap. 木ノ葉丸!! Konohamaru!!) - 003: „Sasuke Uchiha!!!” (jap. うちはサスケ Uchiha Sasuke!!) - 004: „Hatake Kakashi!!!” (jap. はたけカカシ!! Hatake Kakashi!!) - 005: „Nieuwaga największym wrogiem!!!” (jap. 油断大敵!! Yudan Taiteki!!) - 006: „Tylko Ty, Sasuke...!!!” (jap. サスケ君に限って...!! Sasuke-Kun ni Kagitte...!!) - 007: „Kakashi's Decision” (jap. カカシの結論 Kakashi no Ketsuron) | Lista rozdziałów: - 001: „Naruto Uzumaki!!!” (jap. うずまきナルト!! Uzumaki Naruto!!) - 002: „Konohamaru!!!” (jap. 木ノ葉丸!! Konohamaru!!) - 003: „Sasuke Uchiha!!!” (jap. うちはサスケ Uchiha Sasuke!!) - 004: „Hatake Kakashi!!!” (jap. はたけカカシ!! Hatake Kakashi!!) - 005: „Nieuwaga największym wrogiem!!!” (jap. 油断大敵!! Yudan Taiteki!!) - 006: „Tylko Ty, Sasuke...!!!” (jap. サスケ君に限って...!! Sasuke-Kun ni Kagitte...!!) - 007: „Kakashi's Decision” (jap. カカシの結論 Kakashi no Ketsuron) | Postacie z okładki: - Naruto Uzumaki                                                        | Postacie z okładki: - Naruto Uzumaki                                                        |
| Przez pierwsze dwanaście lat swojego życia, Naruto Uzumaki musiał żyć bez rodziców i znosić niechęć ze strony mieszkańców Konohagakure, nie wiedząc, jak to jest być kochanym i mieć przyjaciół. Jednak pewnego dnia dowiaduje się od ninjy Mizukiego, że w dniu jego urodzin został w nim zapieczętowany Dziewięcioogoniasty Lisi Demon i to on jest powodem tego, że Naruto jest sam na świecie. Po tym los Uzumakiego zaczyna się zmieniać. Oprócz znalezienia namiastki ojca w osobie Iruki Umino po pokonaniu Mizukiego, Naruto osiąga swoje marzenie o staniu się ninją. Natomiast jego ostatecznym pragnieniem jest, aby zostać najpotężniejszym shinobi w Konosze, zwanym Hokage. Następnie Naruto zostaje przydzielony do Drużyny 7. wraz z Sasuke Uchiha i Sakurą Haruno pod kierownictwem Kakashiego Hatake. Aby sprawdzić, czy trójka jest gotowa, aby stać się ninja, Kakashi przeprowadza test w celu sprawdzenia, czy posiadają to, co potrzeba. Każdy niezależnie ponosi porażkę, natomiast Kakashi twierdzi, że nigdy zostaną ninja.                                              | | |                                                                                             |                                                                                             |
| 2 | Klient najgorszy z możliwych Saiaku no Irainin (最悪の依頼人) | 2 czerwca 2000 ISBN 978-4-08-872878-0 | 17 grudnia 2003 ISBN 978-1-59116-178-3                                                      | 1 września 2003 ISBN 83-89505-24-X                                                          |
| Lista rozdziałów: - 008: „Oblaliśmy, Teges Tamteges!” (jap. だから不合格だってんだ!! Dakara Fugōkaku Dattenda!!) - 009: „Klient najgorszy z możliwych” (jap. 最悪の依頼人 Saiaku no Irainin) - 010: „Druga ofiara” (jap. 2匹目 Nikihime) - 011: „Zejście na brzeg...!” (jap. 上陸...!! Jōriku...!!) - 012: „To koniec!” (jap. 終わりだ!! Owari da!!) - 013: „To Ninja!” (jap. 忍者だ!! Ninja da!!) - 014: „Tajemny plan...!” (jap. 秘策...!! Hisaku...!!) - 015: „Sharingan znów w akcji!” (jap. 蘇る写輪眼!! Yomigaeru Sharingan!!) - 016: „Kim jesteś, do licha?!” (jap. お前は誰だ!! Omae wa Dare da!!) - 017: „Przygotowania do walki!” (jap. 戦いの準備!! Tatakai no Junbi!!) | Lista rozdziałów: - 008: „Oblaliśmy, Teges Tamteges!” (jap. だから不合格だってんだ!! Dakara Fugōkaku Dattenda!!) - 009: „Klient najgorszy z możliwych” (jap. 最悪の依頼人 Saiaku no Irainin) - 010: „Druga ofiara” (jap. 2匹目 Nikihime) - 011: „Zejście na brzeg...!” (jap. 上陸...!! Jōriku...!!) - 012: „To koniec!” (jap. 終わりだ!! Owari da!!) - 013: „To Ninja!” (jap. 忍者だ!! Ninja da!!) - 014: „Tajemny plan...!” (jap. 秘策...!! Hisaku...!!) - 015: „Sharingan znów w akcji!” (jap. 蘇る写輪眼!! Yomigaeru Sharingan!!) - 016: „Kim jesteś, do licha?!” (jap. お前は誰だ!! Omae wa Dare da!!) - 017: „Przygotowania do walki!” (jap. 戦いの準備!! Tatakai no Junbi!!) | Lista rozdziałów: - 008: „Oblaliśmy, Teges Tamteges!” (jap. だから不合格だってんだ!! Dakara Fugōkaku Dattenda!!) - 009: „Klient najgorszy z możliwych” (jap. 最悪の依頼人 Saiaku no Irainin) - 010: „Druga ofiara” (jap. 2匹目 Nikihime) - 011: „Zejście na brzeg...!” (jap. 上陸...!! Jōriku...!!) - 012: „To koniec!” (jap. 終わりだ!! Owari da!!) - 013: „To Ninja!” (jap. 忍者だ!! Ninja da!!) - 014: „Tajemny plan...!” (jap. 秘策...!! Hisaku...!!) - 015: „Sharingan znów w akcji!” (jap. 蘇る写輪眼!! Yomigaeru Sharingan!!) - 016: „Kim jesteś, do licha?!” (jap. お前は誰だ!! Omae wa Dare da!!) - 017: „Przygotowania do walki!” (jap. 戦いの準備!! Tatakai no Junbi!!) | Postacie z okładki: - Naruto Uzumaki - Sasuke Uchiha - Sakura Haruno                        | Postacie z okładki: - Naruto Uzumaki - Sasuke Uchiha - Sakura Haruno                        |
| Kakashi doradza trójce młodych shinobi, aby zaczęli koncentrować się na pracy zespołowej zamiast na działaniach indywidualnych. Ostatecznie w ten sposób są w stanie zdać egzamin. Następnie w ramach jednej z pierwszych misji drużyny, zostają przedzieleni do eskortowania niejakiego Tazuny do Kraju Fal. Po drodze grupa zostaje zaatakowana przez Momochiego Zabuzę, zabójcę wysłanego do zabicia Tazuny. Kakashi, z pomocą Naruto, Sasuke i własnego Sharingana, jest w stanie pokonać Zabuzę. Zanim jednak Zabuza zostaje pokonany, pojawia się zamaskowany chłopiec imieniem Haku w celu zabrania go. W ramach przygotowań na kolejny atak Zabuzy, Kakashi postanawia trenować Naruto, Sasuke i Sakurę. | | |                                                                                             |                                                                                             |
| 3 | Dla spełnienia marzeń...!! Yume no Tame ni...!! (夢の為に...!!) | 4 sierpnia 2000 ISBN 978-4-08-872898-8 | 14 kwietnia 2004 ISBN 978-1-59116-187-5                                                     | 1 listopada 2003 ISBN 83-89505-25-8                                                         |
| Lista rozdziałów: - 018: „Rozpoczęcie treningu” (jap. 修業開始 Shūgyō Kaishi) - 019: „Symbol odwagi” (jap. 勇気の象徴 Yūki no Shōchō) - 020: „Kraj i jego bohater...!” (jap. 英雄のいた国...!! Eiyū no Ita Kuni...!!) - 021: „Spotkanie w lesie...!” (jap. 森の中の出会い...!! Mori no Naka no Deai...!!) - 022: „Pojawia się przeciwnik!” (jap. 強敵出現!! Raibaru Shutsugen!!) - 023: „Dwa ataki z zaskoczenia!” (jap. 2つの急襲...!! Futatsu no Kyūshū...!!) - 024: „Szybkość!” (jap. スピード!! Supīdo!!) - 025: „Dla spełnienia marzeń...!” (jap. 夢の為に...!! Yume no Tame ni...!!) - 026: „Sharingan rozpracowany...!” (jap. 写輪眼崩し...!! Sharingan Kuzushi...!!) - 027: „Przebudzenie...!” (jap. 覚醒...!! Mezame...!!) | Lista rozdziałów: - 018: „Rozpoczęcie treningu” (jap. 修業開始 Shūgyō Kaishi) - 019: „Symbol odwagi” (jap. 勇気の象徴 Yūki no Shōchō) - 020: „Kraj i jego bohater...!” (jap. 英雄のいた国...!! Eiyū no Ita Kuni...!!) - 021: „Spotkanie w lesie...!” (jap. 森の中の出会い...!! Mori no Naka no Deai...!!) - 022: „Pojawia się przeciwnik!” (jap. 強敵出現!! Raibaru Shutsugen!!) - 023: „Dwa ataki z zaskoczenia!” (jap. 2つの急襲...!! Futatsu no Kyūshū...!!) - 024: „Szybkość!” (jap. スピード!! Supīdo!!) - 025: „Dla spełnienia marzeń...!” (jap. 夢の為に...!! Yume no Tame ni...!!) - 026: „Sharingan rozpracowany...!” (jap. 写輪眼崩し...!! Sharingan Kuzushi...!!) - 027: „Przebudzenie...!” (jap. 覚醒...!! Mezame...!!) | Lista rozdziałów: - 018: „Rozpoczęcie treningu” (jap. 修業開始 Shūgyō Kaishi) - 019: „Symbol odwagi” (jap. 勇気の象徴 Yūki no Shōchō) - 020: „Kraj i jego bohater...!” (jap. 英雄のいた国...!! Eiyū no Ita Kuni...!!) - 021: „Spotkanie w lesie...!” (jap. 森の中の出会い...!! Mori no Naka no Deai...!!) - 022: „Pojawia się przeciwnik!” (jap. 強敵出現!! Raibaru Shutsugen!!) - 023: „Dwa ataki z zaskoczenia!” (jap. 2つの急襲...!! Futatsu no Kyūshū...!!) - 024: „Szybkość!” (jap. スピード!! Supīdo!!) - 025: „Dla spełnienia marzeń...!” (jap. 夢の為に...!! Yume no Tame ni...!!) - 026: „Sharingan rozpracowany...!” (jap. 写輪眼崩し...!! Sharingan Kuzushi...!!) - 027: „Przebudzenie...!” (jap. 覚醒...!! Mezame...!!) | Postacie z okładki: - Naruto Uzumaki - Kakashi Hatake                                       | Postacie z okładki: - Naruto Uzumaki - Kakashi Hatake                                       |
| W celu stania się silniejszym, Naruto trenuje ciężej niż Sasuke i Sakura. Choć dogania dwoje pod względem talentu, to wywierając dodatkowy wysiłek dopada go zmęczenie. Aby umożliwić mu szansę odzyskania energii, reszta Drużyny 7. decyduje się eskortować Tazunę bez niego. Wkrótce jednak, ponownie zostają zaatakowani przez Zabuzę i zamaskowanego Haku. Używając swojej nowej umiejętności, Sasuke walczy z Haku, wyniku czego wywiązuję się między nimi wyrównana walka i zmusza to Haku do złapania Sasuke w pułapkę z więzienia lodu. Naruto szybko przybywa, aby pomóc i dołącza do Sasuke w walce, choć obaj zostają szybko obezwładnieni. Gdy Haku postanawia skończyć z Naruto, Sasuke używa siebie jako tarczy w celu zablokowania ataku, w wyniku czego traci przytomność i wydaje się być martwy. Naruto, w gniewie, uaktywnia moc zapieczętowanego w nim dziewięcioogoniastego demona. | | |                                                                                             |                                                                                             |
| 4 | Most bohaterów!! Eiyū no hashi!! (英雄の橋!!) | 4 października 2000 ISBN 4-08-873026-7 | 14 kwietnia 2004 ISBN 978-1-59116-187-5                                                     | 1 stycznia 2004 ISBN 83-89505-26-6                                                          |
| Lista rozdziałów: - 028: „Dziewięć ogonów...!” (jap. 九尾...!! Kyūbi...!!) - 029: „Ktoś ważny...!” (jap. 大切な人...!! Taisetsuna Hito...!!) - 030: „Twoja przyszłość to...!” (jap. お前の未来は...!! Omae no Mirai wa...!!) - 031: „Osobne walki...!” (jap. それぞれの戦い...!! Sorezore no Tatakai...!!)) - 032: „Narzędzie zwane „shinobi”” (jap. 忍という名の道具 Shinobi to Iu Na no Dōgu) - 033: „Most bohaterów!” (jap. 英雄の橋!! Eiyū no Hashi!!) - 034: „Najeźdźcy?!” (jap. 侵入者!? Shinnyūsha!?) - 035: „Iruka kontra Kakashi?!” (jap. イルカVSカカシ!? Iruka Bāsasu Kakashi!?) - 036: „Sakura i jej melancholia!” (jap. サクラの憂鬱!! Sakura no Yūutsu!!) | Lista rozdziałów: - 028: „Dziewięć ogonów...!” (jap. 九尾...!! Kyūbi...!!) - 029: „Ktoś ważny...!” (jap. 大切な人...!! Taisetsuna Hito...!!) - 030: „Twoja przyszłość to...!” (jap. お前の未来は...!! Omae no Mirai wa...!!) - 031: „Osobne walki...!” (jap. それぞれの戦い...!! Sorezore no Tatakai...!!)) - 032: „Narzędzie zwane „shinobi”” (jap. 忍という名の道具 Shinobi to Iu Na no Dōgu) - 033: „Most bohaterów!” (jap. 英雄の橋!! Eiyū no Hashi!!) - 034: „Najeźdźcy?!” (jap. 侵入者!? Shinnyūsha!?) - 035: „Iruka kontra Kakashi?!” (jap. イルカVSカカシ!? Iruka Bāsasu Kakashi!?) - 036: „Sakura i jej melancholia!” (jap. サクラの憂鬱!! Sakura no Yūutsu!!) | Lista rozdziałów: - 028: „Dziewięć ogonów...!” (jap. 九尾...!! Kyūbi...!!) - 029: „Ktoś ważny...!” (jap. 大切な人...!! Taisetsuna Hito...!!) - 030: „Twoja przyszłość to...!” (jap. お前の未来は...!! Omae no Mirai wa...!!) - 031: „Osobne walki...!” (jap. それぞれの戦い...!! Sorezore no Tatakai...!!)) - 032: „Narzędzie zwane „shinobi”” (jap. 忍という名の道具 Shinobi to Iu Na no Dōgu) - 033: „Most bohaterów!” (jap. 英雄の橋!! Eiyū no Hashi!!) - 034: „Najeźdźcy?!” (jap. 侵入者!? Shinnyūsha!?) - 035: „Iruka kontra Kakashi?!” (jap. イルカVSカカシ!? Iruka Bāsasu Kakashi!?) - 036: „Sakura i jej melancholia!” (jap. サクラの憂鬱!! Sakura no Yūutsu!!) | Postacie z okładki: - Naruto Uzumaki - Zabuza Momochi - Haku                                | Postacie z okładki: - Naruto Uzumaki - Zabuza Momochi - Haku                                |
| Z mocą lisiego demona Naruto może łatwo pokonać Haku. Jednak gdy zrywa maskę Haku, Naruto nie jest jednak w stanie zmusić się do zabicia chłopaka ukrywającego się pod maską. Nieco dalej, Kakashi i Zabuza nadal walczą. Gdy Kakashi chce ostatecznie zabić Zabuzę za pomocą swojego Przecięcia Gromu (jap. 雷切 Raikiri), pojawia się przed nim Haku, ratując Zabuzę kosztem własnego życia. Walka na moście zostaje jednak przerwana, ponieważ na miejsce przybywa zleceniodawca Zabuzy, Gatō wraz ze swoimi najemnikami. Gdy Gatō nakazuje swojej osobistej armii zbirów, aby zabili Zabuzę wraz z Tazuną i Drużyną 7., Zabuza wykorzystuje swoje ostatnie siły, aby zabić Gato, tym samym mszcząc się za śmierć Haku, zanim sam umrze. Po ukończeniu misji i ocuceniu Sasuke, drużyna 7. wraca do Konohy. Wkrótce po powrocie do domu, Naruto, Sasuke i Sakura zostają wyznaczeni do wzięcia udziału w egzaminie na Chūnina. To dla nich okazja, aby wejść w szeregi ninja oraz przetestować swoje umiejętności.                                                                              | | |                                                                                             |                                                                                             |
| 5 | Podjąć wyzwanie!! Chōsensha-tachi!! (挑戦者たち!!) | 4 grudnia 2000 ISBN 978-4-08-873050-9 | 7 grudnia 2004 ISBN 978-1-59116-359-6                                                       | 1 marca 2004 ISBN 83-89505-27-4                                                             |
| Lista rozdziałów: - 037: „Najgorsze połączenie...!” (jap. 最悪の相性...!! Saiaku no Aishō...!!) - 038: „Start...!” (jap. START...!! Sutāto...!!) - 039: „Podjąć wyzwanie!” (jap. 挑戦者たち!! Chōsensha-Tachi!!) - 040: „Pierwszy egzamin!” (jap. 第一の試験!! Daiichi no Shiken!!)) - 041: „Szept diabła...!?” (jap. 悪魔の囁き...!? Akuma no Sasayaki...!?) - 042: „Walka każdego z nich...” (jap. それぞれの闘い...!! Sorezore no Tatakai...!!) - 043: „Dziesiąte pytanie...!” (jap. 第10問目...!! Daijūmonme...!!) - 044: „Sprawdzona natura...!” (jap. 試された資質...!! Tamesareta Mono...!!) - 045: „Drugi egzamin!” (jap. 第二の試験!! Daini no Shiken!!) | Lista rozdziałów: - 037: „Najgorsze połączenie...!” (jap. 最悪の相性...!! Saiaku no Aishō...!!) - 038: „Start...!” (jap. START...!! Sutāto...!!) - 039: „Podjąć wyzwanie!” (jap. 挑戦者たち!! Chōsensha-Tachi!!) - 040: „Pierwszy egzamin!” (jap. 第一の試験!! Daiichi no Shiken!!)) - 041: „Szept diabła...!?” (jap. 悪魔の囁き...!? Akuma no Sasayaki...!?) - 042: „Walka każdego z nich...” (jap. それぞれの闘い...!! Sorezore no Tatakai...!!) - 043: „Dziesiąte pytanie...!” (jap. 第10問目...!! Daijūmonme...!!) - 044: „Sprawdzona natura...!” (jap. 試された資質...!! Tamesareta Mono...!!) - 045: „Drugi egzamin!” (jap. 第二の試験!! Daini no Shiken!!) | Lista rozdziałów: - 037: „Najgorsze połączenie...!” (jap. 最悪の相性...!! Saiaku no Aishō...!!) - 038: „Start...!” (jap. START...!! Sutāto...!!) - 039: „Podjąć wyzwanie!” (jap. 挑戦者たち!! Chōsensha-Tachi!!) - 040: „Pierwszy egzamin!” (jap. 第一の試験!! Daiichi no Shiken!!)) - 041: „Szept diabła...!?” (jap. 悪魔の囁き...!? Akuma no Sasayaki...!?) - 042: „Walka każdego z nich...” (jap. それぞれの闘い...!! Sorezore no Tatakai...!!) - 043: „Dziesiąte pytanie...!” (jap. 第10問目...!! Daijūmonme...!!) - 044: „Sprawdzona natura...!” (jap. 試された資質...!! Tamesareta Mono...!!) - 045: „Drugi egzamin!” (jap. 第二の試験!! Daini no Shiken!!) | Postacie z okładki: - Naruto Uzumaki - Sasuke Uchiha - Sakura Haruno - Kakashi Hatake       | Postacie z okładki: - Naruto Uzumaki - Sasuke Uchiha - Sakura Haruno - Kakashi Hatake       |
| Przed rozpoczęciem egzaminu, Drużyna 7. ma szansę zapoznać się z dawnymi kolegami z klasy oraz kolegami będącymi debiutującymi ninja: członkami Drużyny 8 i Drużyny 10. Gdy pierwszy etap egzaminu rozpoczyna się, okazuje się, że wszyscy Ci, którzy chcą awansować do drugiego etapu muszą najpierw wypełnić test pisemny. Pytania na teście okazują się jednak zbyt trudne dla prawie wszystkich obecnych, i wkrótce staje się jasne, że prawdziwym celem pierwszego etapu jest oszukiwanie w taki sposób, aby nie zostać złapanym. Nieświadomy tego, że jest to prawdziwy cel tej części egzaminu, Naruto nalega na kontynuowanie. Poprzez swoją chęć zmierzenia się z nieznanym, może przejść do drugiego etapu z resztą egzaminowanych, którzy nie zostali złapani na ściąganiu. | | |                                                                                             |                                                                                             |
| 6 | Decyzja Sakury!! Sakura no ketsui!! (サクラの決意!!) | 2 marca 2001 ISBN 978-4-08-873089-9 | 5 kwietnia 2005 ISBN 978-1-59116-739-6                                                      | 1 maja 2004 ISBN 83-89505-28-2                                                              |
| Lista rozdziałów: - 046: „Jakie jest hasło...?” (jap. 合言葉は...!! Aikotoba wa...!!) - 047: „Drapieżnik!” (jap. 捕食者!! Hoshokusha!!) - 048: „Jaki w tym cel?” (jap. その目的は...!! Sono Mokuteki wa...!!) - 049: „Tchórz!” (jap. 臆病者...!! Okubyōmono...!!)) - 050: „Ja...!” (jap. 私が...!! Watashi ga...!!) - 051: „Piękna Bestia...!” (jap. 美しき野獣...!! Utsukushiki Yajū...!!) - 052: „Warunek wykorzystania!” (jap. 使用の条件!! Shiyō no Jōken!!) - 053: „Decyzja Sakury!” (jap. サクラの決意!! Sakura no Ketsui!!) - 054: „Sakura i Ino” (jap. サクラといの Sakura to Ino) | Lista rozdziałów: - 046: „Jakie jest hasło...?” (jap. 合言葉は...!! Aikotoba wa...!!) - 047: „Drapieżnik!” (jap. 捕食者!! Hoshokusha!!) - 048: „Jaki w tym cel?” (jap. その目的は...!! Sono Mokuteki wa...!!) - 049: „Tchórz!” (jap. 臆病者...!! Okubyōmono...!!)) - 050: „Ja...!” (jap. 私が...!! Watashi ga...!!) - 051: „Piękna Bestia...!” (jap. 美しき野獣...!! Utsukushiki Yajū...!!) - 052: „Warunek wykorzystania!” (jap. 使用の条件!! Shiyō no Jōken!!) - 053: „Decyzja Sakury!” (jap. サクラの決意!! Sakura no Ketsui!!) - 054: „Sakura i Ino” (jap. サクラといの Sakura to Ino) | Lista rozdziałów: - 046: „Jakie jest hasło...?” (jap. 合言葉は...!! Aikotoba wa...!!) - 047: „Drapieżnik!” (jap. 捕食者!! Hoshokusha!!) - 048: „Jaki w tym cel?” (jap. その目的は...!! Sono Mokuteki wa...!!) - 049: „Tchórz!” (jap. 臆病者...!! Okubyōmono...!!)) - 050: „Ja...!” (jap. 私が...!! Watashi ga...!!) - 051: „Piękna Bestia...!” (jap. 美しき野獣...!! Utsukushiki Yajū...!!) - 052: „Warunek wykorzystania!” (jap. 使用の条件!! Shiyō no Jōken!!) - 053: „Decyzja Sakury!” (jap. サクラの決意!! Sakura no Ketsui!!) - 054: „Sakura i Ino” (jap. サクラといの Sakura to Ino) | Postacie z okładki: - Sakura Haruno - Ino Yamanaka - Naruto Uzumaki - Sasuke Uchiha         | Postacie z okładki: - Sakura Haruno - Ino Yamanaka - Naruto Uzumaki - Sasuke Uchiha         |
| Podczas drugiego etapu egzaminu, pozostałe zespoły muszą przetrwać Lesie Śmierci i muszą dotrzeć do jego centrum w ciągu pięciu dni. Wkrótce po tym, jak Drużyna 7. wchodzi do lasu, zostaje zaatakowana przez Orochimaru. Naruto angażuje się w walce, jednak szybko zostaje pokonany. Sasuke zainspirowany determinacją Naruto, kontynuuje walkę w miejsce Naruto. Przed ucieczką, Orochimaru pozostawia na szyi Sasuke oznaczenie przeklętej pieczęci, tym samym powodując u niego utratę przytomności. Sakura, jedyny świadomy członek zespołu, jest zmuszona opiekować się swoimi kolegami i bronić ich przed atakami podwładnych Orochimaru. Gdy niemal zostaje pokonana, przybywa Rock Lee oraz Drużyna 10., aby pomóc jej w walce i zająć się nieprzytomnymi Naruto i Sasuke. | | |                                                                                             |                                                                                             |
| 7 | Właściwie wybrana droga...!! Susumubeki michi...!! (進むべき道...!!) | 1 maja 2001 ISBN 978-4-08-873113-1 | 2 sierpnia 2005 ISBN 978-1-59116-875-1                                                      | 1 maja 2004 ISBN 83-89505-29-0                                                              |
| Lista rozdziałów: - 055: „Wojna totalna!” (jap. 全面戦争!! Zenmen Sensō!!) - 056: „Otrzymana siła...!” (jap. 与えられし力...!! Ataerareshi Chikara...!!) - 057: „10 godzin wcześniej” (jap. 10時間前 Jūjikan Mae) - 058: „Świadek...!” (jap. 目撃者...!! Mokugekisha...!!)) - 059: „Piaskowa tragedia!” (jap. 砂の惨劇!! Suna no Sangeki!!) - 060: „Ostatnia szansa...!” (jap. ラストチャンス...!! Rasuto Chansu...!!) - 061: „Właściwie wybrana droga...!” (jap. 進むべき道...!! Susumubeki Michi...!!) - 062: „W kozim rogu...!” (jap. 袋のネズミ...!! Fukuro no Nezumi...!!) - 063: „Jeszcze jedna twarz” (jap. もう一つの顔 Mō Hitotsu no Kao) | Lista rozdziałów: - 055: „Wojna totalna!” (jap. 全面戦争!! Zenmen Sensō!!) - 056: „Otrzymana siła...!” (jap. 与えられし力...!! Ataerareshi Chikara...!!) - 057: „10 godzin wcześniej” (jap. 10時間前 Jūjikan Mae) - 058: „Świadek...!” (jap. 目撃者...!! Mokugekisha...!!)) - 059: „Piaskowa tragedia!” (jap. 砂の惨劇!! Suna no Sangeki!!) - 060: „Ostatnia szansa...!” (jap. ラストチャンス...!! Rasuto Chansu...!!) - 061: „Właściwie wybrana droga...!” (jap. 進むべき道...!! Susumubeki Michi...!!) - 062: „W kozim rogu...!” (jap. 袋のネズミ...!! Fukuro no Nezumi...!!) - 063: „Jeszcze jedna twarz” (jap. もう一つの顔 Mō Hitotsu no Kao) | Lista rozdziałów: - 055: „Wojna totalna!” (jap. 全面戦争!! Zenmen Sensō!!) - 056: „Otrzymana siła...!” (jap. 与えられし力...!! Ataerareshi Chikara...!!) - 057: „10 godzin wcześniej” (jap. 10時間前 Jūjikan Mae) - 058: „Świadek...!” (jap. 目撃者...!! Mokugekisha...!!)) - 059: „Piaskowa tragedia!” (jap. 砂の惨劇!! Suna no Sangeki!!) - 060: „Ostatnia szansa...!” (jap. ラストチャンス...!! Rasuto Chansu...!!) - 061: „Właściwie wybrana droga...!” (jap. 進むべき道...!! Susumubeki Michi...!!) - 062: „W kozim rogu...!” (jap. 袋のネズミ...!! Fukuro no Nezumi...!!) - 063: „Jeszcze jedna twarz” (jap. もう一つの顔 Mō Hitotsu no Kao) | Postacie z okładki: - Naruto Uzumaki - Sasuke Uchiha - Orochimaru                           | Postacie z okładki: - Naruto Uzumaki - Sasuke Uchiha - Orochimaru                           |
| Drużyna 10. i podwładni Orochimaru walczą, choć każda ze stron twierdzi, że zwycięży, to jednak ich postępy są niewielkie. Podczas gdy do pomocy Drużynie 10. przybywają kolejne posiłki, Sasuke w końcu budzi się, a przeklęta pieczęć dana mu przez Orochimaru przepełniła go siłą. Ze swoją nową mocą Sasuke jest w stanie szybko pokonać swoich przeciwników, zmuszając ich do ucieczki. Chociaż walka jest wygrana, Drużyna 7. potrzebuje trzech dni, aby odzyskać siły. Gdy chcą ostatniego dnia dotrzeć do centrum Lasu Śmierci, na ich drodze staje grupa maruderów, która na krótko krzyżuje im szyki. Ostatecznie jednak ogłaszają zwycięstwo i udaje im się zakończyć drugą część egzaminu. | | |                                                                                             |                                                                                             |
| 8 | Walka na śmierć i życie!! Inochigake no tatakai!! (命懸けの戦い!!) | 3 sierpnia 2001 ISBN 978-4-08-873147-6 | 6 grudnia 2004 ISBN 978-1-4215-0124-6                                                       | 1 września 2004 ISBN 83-89505-30-4                                                          |
| Lista rozdziałów: - 064: „Wiadomość od Hokage...!” (jap. 火影の伝令...!! Hokage no Messēji...!!) - 065: „Walka na śmierć i życie!” (jap. 命懸けの戦い!! Inochigake no Tatakai!!) - 066: „Porada Sakury” (jap. サクラの勧告 Sakura no Kankoku) - 067: „Heretyckie zdolności!” (jap. 異端なる能力!! Itannaru Nōryoku!!)) - 068: „Krew rodu Uchiha!” (jap. うちはの血!! Uchiha no Chi!!) - 069: „Przybysz niosący strach!” (jap. 恐怖の訪問者!! Kyōfu no Hōmonsha!!) - 070: „Kto umrze...?!” (jap. 死ぬのは...!? Shinu no wa...!?) - 071: „Zbyt wysoki mur...!” (jap. 高すぎる壁...!! Takasugiru Kabe...!!) - 072: „Rywalizacja...!” (jap. 拮抗...!! Kikkō...!!) | Lista rozdziałów: - 064: „Wiadomość od Hokage...!” (jap. 火影の伝令...!! Hokage no Messēji...!!) - 065: „Walka na śmierć i życie!” (jap. 命懸けの戦い!! Inochigake no Tatakai!!) - 066: „Porada Sakury” (jap. サクラの勧告 Sakura no Kankoku) - 067: „Heretyckie zdolności!” (jap. 異端なる能力!! Itannaru Nōryoku!!)) - 068: „Krew rodu Uchiha!” (jap. うちはの血!! Uchiha no Chi!!) - 069: „Przybysz niosący strach!” (jap. 恐怖の訪問者!! Kyōfu no Hōmonsha!!) - 070: „Kto umrze...?!” (jap. 死ぬのは...!? Shinu no wa...!?) - 071: „Zbyt wysoki mur...!” (jap. 高すぎる壁...!! Takasugiru Kabe...!!) - 072: „Rywalizacja...!” (jap. 拮抗...!! Kikkō...!!) | Lista rozdziałów: - 064: „Wiadomość od Hokage...!” (jap. 火影の伝令...!! Hokage no Messēji...!!) - 065: „Walka na śmierć i życie!” (jap. 命懸けの戦い!! Inochigake no Tatakai!!) - 066: „Porada Sakury” (jap. サクラの勧告 Sakura no Kankoku) - 067: „Heretyckie zdolności!” (jap. 異端なる能力!! Itannaru Nōryoku!!)) - 068: „Krew rodu Uchiha!” (jap. うちはの血!! Uchiha no Chi!!) - 069: „Przybysz niosący strach!” (jap. 恐怖の訪問者!! Kyōfu no Hōmonsha!!) - 070: „Kto umrze...?!” (jap. 死ぬのは...!? Shinu no wa...!?) - 071: „Zbyt wysoki mur...!” (jap. 高すぎる壁...!! Takasugiru Kabe...!!) - 072: „Rywalizacja...!” (jap. 拮抗...!! Kikkō...!!) | Postacie z okładki: - Naruto Uzumaki - Gaara                                                | Postacie z okładki: - Naruto Uzumaki - Gaara                                                |
| Siedem zespołów po trzy osoby przeszło drugi etap egzaminu, w wyniku czego wielu ambitnych ninja zakwalifikowało do końcowego etapu. Jednak aby zmniejszyć liczbę uczestników, odbywa się 10 wstępnych (eliminacyjnych) meczów, a zwycięzca każdego z nich awansuje do ścisłego finału. Po kilku pierwszych pojedynkach, gdzie w jednym z nich Sasuke ubiega się o zwycięstwo, Sakura staje do walki przeciwko swojej rywalce i przyjaciółce z dzieciństwa, Ino Yamanace. Chociaż nie lubi walczyć z innymi, to stara się być jak najgodniejszym przeciwnikiem. Mimo że Sakura jest w stanie unikać ataków Ino, co zajmuje dużo czasu podczas pojedynku, to jednak Ino jest w stanie w końcu ją powstrzymać. Korzystając z jednej z głównych technik jej klanu, Ino przejmuje kontrolę nad umysłem Sakury, chcąc siłą zmusić ją do poddania się. | | |                                                                                             |                                                                                             |
| 9 | Neji i Hinata Neji to Hinata (ネジとヒナタ) | 4 października 2001 ISBN 978-4-08-873174-2 | 7 marca 2006 ISBN 978-1-4215-0239-7                                                         | 1 listopada 2004 ISBN 83-89505-68-1                                                         |
| Lista rozdziałów: - 073: „Zapowiedź przegranej...!?” (jap. 敗北宣言...!? Haiboku Sengen...!?) - 074: „Walka szósta i...” (jap. 第六回戦...そして!! Dairoku Kaisen... Soshite!!) - 075: „Postępy Naruto...!” (jap. ナルトの成長...!! Naruto no Seichō...!!) - 076: „Kiba górą! Naruto Górą!?” (jap. キバの逆転!!ナルトの逆転!!? Kiba no Gyakuten!! Naruto no Gyakuten!!?)) - 077: „Spryt Naruto!” (jap. ナルトの奇策!! Naruto no Kisaku!!) - 078: „Neji i Hinata” (jap. ネジとヒナタ Neji to Hinata) - 079: „Klan Hyūga” (jap. 日向一族 Hyūga Ichizoku) - 080: „Przekroczona granica...” (jap. 限界を超えて... Genkai o Koete...) - 081: „Gaara kontra...” (jap. 我愛羅vs... Gaara Bāsasu...) | Lista rozdziałów: - 073: „Zapowiedź przegranej...!?” (jap. 敗北宣言...!? Haiboku Sengen...!?) - 074: „Walka szósta i...” (jap. 第六回戦...そして!! Dairoku Kaisen... Soshite!!) - 075: „Postępy Naruto...!” (jap. ナルトの成長...!! Naruto no Seichō...!!) - 076: „Kiba górą! Naruto Górą!?” (jap. キバの逆転!!ナルトの逆転!!? Kiba no Gyakuten!! Naruto no Gyakuten!!?)) - 077: „Spryt Naruto!” (jap. ナルトの奇策!! Naruto no Kisaku!!) - 078: „Neji i Hinata” (jap. ネジとヒナタ Neji to Hinata) - 079: „Klan Hyūga” (jap. 日向一族 Hyūga Ichizoku) - 080: „Przekroczona granica...” (jap. 限界を超えて... Genkai o Koete...) - 081: „Gaara kontra...” (jap. 我愛羅vs... Gaara Bāsasu...) | Lista rozdziałów: - 073: „Zapowiedź przegranej...!?” (jap. 敗北宣言...!? Haiboku Sengen...!?) - 074: „Walka szósta i...” (jap. 第六回戦...そして!! Dairoku Kaisen... Soshite!!) - 075: „Postępy Naruto...!” (jap. ナルトの成長...!! Naruto no Seichō...!!) - 076: „Kiba górą! Naruto Górą!?” (jap. キバの逆転!!ナルトの逆転!!? Kiba no Gyakuten!! Naruto no Gyakuten!!?)) - 077: „Spryt Naruto!” (jap. ナルトの奇策!! Naruto no Kisaku!!) - 078: „Neji i Hinata” (jap. ネジとヒナタ Neji to Hinata) - 079: „Klan Hyūga” (jap. 日向一族 Hyūga Ichizoku) - 080: „Przekroczona granica...” (jap. 限界を超えて... Genkai o Koete...) - 081: „Gaara kontra...” (jap. 我愛羅vs... Gaara Bāsasu...) | Postacie z okładki: - Naruto Uzumaki - Hinata Hyūga - Neji Hyūga                            | Postacie z okładki: - Naruto Uzumaki - Hinata Hyūga - Neji Hyūga                            |
| Chwilę przed poddaniem się, Sakurze udaje się wyrzucić Ino ze swojego umysłu. Obie są zmęczone długim pojedynkiem, który ostatecznie kończy się podwójnym ciosem obu dziewczyn, w wyniku czego obie odpadają. Następnie odnawiają swoją przyjaźń. Z kolei Naruto udowadnia, że ma więcej szczęścia w swoim pojedynku. Ku zaskoczeniu widzów, udaje mu się przechytrzyć i pokonać swojego przeciwnika, członka Drużyny 8., Kibę Inuzukę. Sukces Naruto motywuje koleżankę Kiby, Hinatę Hyūga do dania z siebie wszystko podczas pojedynku z kuzynem, Nejim Hyūgą. Neji, silniejszy wojownik, który nienawidzi rodziny Hinaty oraz jest fatalistyczny, nie okazuje jej żadnej litości podczas walki. Potyczka kończy się; Hinata jest w stanie krytycznym, a Neji nie wykazuje żadnej skruchy za doprowadzenie jednego ze swoich krewnych do takiego stanu. Naruto, rozwścieczony działaniami i poglądami Nejiego, przysięga na krew Hinaty, że pokona go w finałowym pojedynku. | | |                                                                                             |                                                                                             |
| 10 | Ninja z krwi i kości...!! Rippana Ninja...!! (立派な忍者...!!) | 4 grudnia 2001 ISBN 978-4-08-873197-1 | 6 czerwca 2006 ISBN 978-1-4215-0240-3                                                       | 1 stycznia 2005 ISBN 83-89505-93-2                                                          |
| Lista rozdziałów: - 082: „Tajemnica Lee!” (jap. リーの秘密!! Rī no Himitsu!!) - 083: „Ochrona absolutna... zniszczona?!” (jap. 絶対防御・崩壊!? Zettai Bōgyo: Hōkai!?) - 084: „Geniusz wytrwałości...!” (jap. 努力の天才...!! Doryoku no Tensai...!!) - 085: „Teraz albo nigdy...!” (jap. 今こそ...!! Ima koso...!!)) - 086: „Ninja z krwi i kości!” (jap. 立派な忍者...!! Rippana Ninja...!!) - 087: „Koniec eliminacji...!” (jap. 予選終了...!! Yosen Shūryō...!!) - 088: „Gdzie Sasuke...?!” (jap. サスケは...!? Sasuke wa...!?) - 089: „Prośba Naruto...!” (jap. ナルトのお願い...!! Naruto no Onegai...!!) - 090: „Co z treningami?!” (jap. 修業どーすんだ!? Shūgyō Dō Sunda!?) | Lista rozdziałów: - 082: „Tajemnica Lee!” (jap. リーの秘密!! Rī no Himitsu!!) - 083: „Ochrona absolutna... zniszczona?!” (jap. 絶対防御・崩壊!? Zettai Bōgyo: Hōkai!?) - 084: „Geniusz wytrwałości...!” (jap. 努力の天才...!! Doryoku no Tensai...!!) - 085: „Teraz albo nigdy...!” (jap. 今こそ...!! Ima koso...!!)) - 086: „Ninja z krwi i kości!” (jap. 立派な忍者...!! Rippana Ninja...!!) - 087: „Koniec eliminacji...!” (jap. 予選終了...!! Yosen Shūryō...!!) - 088: „Gdzie Sasuke...?!” (jap. サスケは...!? Sasuke wa...!?) - 089: „Prośba Naruto...!” (jap. ナルトのお願い...!! Naruto no Onegai...!!) - 090: „Co z treningami?!” (jap. 修業どーすんだ!? Shūgyō Dō Sunda!?) | Lista rozdziałów: - 082: „Tajemnica Lee!” (jap. リーの秘密!! Rī no Himitsu!!) - 083: „Ochrona absolutna... zniszczona?!” (jap. 絶対防御・崩壊!? Zettai Bōgyo: Hōkai!?) - 084: „Geniusz wytrwałości...!” (jap. 努力の天才...!! Doryoku no Tensai...!!) - 085: „Teraz albo nigdy...!” (jap. 今こそ...!! Ima koso...!!)) - 086: „Ninja z krwi i kości!” (jap. 立派な忍者...!! Rippana Ninja...!!) - 087: „Koniec eliminacji...!” (jap. 予選終了...!! Yosen Shūryō...!!) - 088: „Gdzie Sasuke...?!” (jap. サスケは...!? Sasuke wa...!?) - 089: „Prośba Naruto...!” (jap. ナルトのお願い...!! Naruto no Onegai...!!) - 090: „Co z treningami?!” (jap. 修業どーすんだ!? Shūgyō Dō Sunda!?) | Postacie z okładki: - Rock Lee - Maito Gai - Naruto Uzumaki - Ninkame                       | Postacie z okładki: - Rock Lee - Maito Gai - Naruto Uzumaki - Ninkame                       |
| W jednym z ostatnich pojedynków, Rock Lee walczy przeciwko Gaarze. Ze swoją ogromną prędkością i siłą Lee próbuje odnieść szybkie zwycięstwo, jednak nie jest w stanie całkowicie ominąć doskonałej obrony z piasku Gaary. Po kilku bardzo potężnych i obciążających atakach Lee jest niezdolny do poruszania się i pozostaje na łasce Gaary. Gdy ciało Lee jest uszkodzone po jego własnych atakach, Gaara chce go wykończyć. Ostatecznie Gaara zostaje ogłoszony zwycięzcą w celu zapobiegnięcia dalszym obrażeniom u Lee. Eliminacje zbliżają się do końca, a finaliści zostają przypisani do swoich przeciwników w pojedynkach finałowych oraz mają miesiąc na odzyskanie sił i trening. Naruto, chcąc przygotować się do meczu przeciwko Nejiemu Hyūga, prosi Kakashiego, aby pomógł mu w treningu. Jednak Kakashi, który już postanowił trenować Sasuke, zachęca Naruto do znalezienia alternatywy. Ten znajduje ją w postaci żabiego pustelnika, Jiraiyi. | | |                                                                                             |                                                                                             |
| 11 | Praktyki u Mistrza?! Deshiiri shigan!? (弟子入り志願!?) | 4 marca 2002 ISBN 978-4-08-873236-7 | 5 września 2006 ISBN 978-1-4215-0241-0                                                      | 1 marca 2005 ISBN 83-89505-94-0                                                             |
| Lista rozdziałów: - 091: „Praktyki u Mistrza?!” (jap. 弟子入り志願!? Deshiiri Shigan!?) - 092: „Liście, dźwięki, piasek i...!” (jap. 木ノ葉と音と砂と...!! Konoha to Oto to Suna to...!!) - 093: „Każdy w swoim żywiole!” (jap. 熱情...それぞれ!! Netsujō... Sorezore!!) - 094: „Klucz...!” (jap. 鍵...!! Kagi...!!)) - 095: „Niespodziewane spotkanie...!” (jap. 邂逅...!! Kaikō...!!) - 096: „Nagłe najście!” (jap. 突然の来訪者!! Totsuzen no Raihōsha!!) - 097: „Powód, by trwać!” (jap. 在り続ける理由!! Aritsuzukeru Wake!!) - 098: „Dumny przegrany!” (jap. 誇り高き失敗者!! Hokoritakaki Shippaisha!!) - 099: „Rozpoczęcie finałów...!” (jap. 本線、開始っ...!! Honzen, Kaishi...!!) | Lista rozdziałów: - 091: „Praktyki u Mistrza?!” (jap. 弟子入り志願!? Deshiiri Shigan!?) - 092: „Liście, dźwięki, piasek i...!” (jap. 木ノ葉と音と砂と...!! Konoha to Oto to Suna to...!!) - 093: „Każdy w swoim żywiole!” (jap. 熱情...それぞれ!! Netsujō... Sorezore!!) - 094: „Klucz...!” (jap. 鍵...!! Kagi...!!)) - 095: „Niespodziewane spotkanie...!” (jap. 邂逅...!! Kaikō...!!) - 096: „Nagłe najście!” (jap. 突然の来訪者!! Totsuzen no Raihōsha!!) - 097: „Powód, by trwać!” (jap. 在り続ける理由!! Aritsuzukeru Wake!!) - 098: „Dumny przegrany!” (jap. 誇り高き失敗者!! Hokoritakaki Shippaisha!!) - 099: „Rozpoczęcie finałów...!” (jap. 本線、開始っ...!! Honzen, Kaishi...!!) | Lista rozdziałów: - 091: „Praktyki u Mistrza?!” (jap. 弟子入り志願!? Deshiiri Shigan!?) - 092: „Liście, dźwięki, piasek i...!” (jap. 木ノ葉と音と砂と...!! Konoha to Oto to Suna to...!!) - 093: „Każdy w swoim żywiole!” (jap. 熱情...それぞれ!! Netsujō... Sorezore!!) - 094: „Klucz...!” (jap. 鍵...!! Kagi...!!)) - 095: „Niespodziewane spotkanie...!” (jap. 邂逅...!! Kaikō...!!) - 096: „Nagłe najście!” (jap. 突然の来訪者!! Totsuzen no Raihōsha!!) - 097: „Powód, by trwać!” (jap. 在り続ける理由!! Aritsuzukeru Wake!!) - 098: „Dumny przegrany!” (jap. 誇り高き失敗者!! Hokoritakaki Shippaisha!!) - 099: „Rozpoczęcie finałów...!” (jap. 本線、開始っ...!! Honzen, Kaishi...!!) | Postacie z okładki: - Naruto Uzumaki - Jiraiya                                              | Postacie z okładki: - Naruto Uzumaki - Jiraiya                                              |
| Wkrótce po tym, jak Jiraiya zaczyna trenować Naruto, zdaje sobie sprawę, że jest on nosicielem lisiego demona. Zamiast dać mu zwykłe szkolenie z zachowaniem własnej siły, Jiraiya trenuje go jak wykorzystywać moc. Tymczasem pogłoski o zbliżającej się inwazji na Konohę organizowaną przez wioski Otogakure i Sunagakure zaczynają się rozprzestrzeniać i powodują, że ninja Konohy zaczynają przygotowywać się na najgorsze. Z kolei Naruto podczas swojego treningu uczy się, jak przyzywać żaby podczas walki. Chociaż na początku efekty treningu są mierne i chce go zawiesić, to ostatecznie jest w stanie w pełni wykorzystać chakrę lisiego demona i wezwać żabę. Następnie Naruto odzyskuje siły po treningu, a w dniu finału kieruje do lokalizacji, gdzie zostają rozegrane ostatnie pojedynki. | | |                                                                                             |                                                                                             |
| 12 | Wielki skok!! Ōinaru hishō! (大いなる飛翔!!) | 1 maja 2002 ISBN 978-4-08-873259-6 | 5 grudnia 2006 ISBN 978-1-4215-0242-7                                                       | 1 czerwca 2005 ISBN 83-89505-95-9                                                           |
| Lista rozdziałów: - 100: „Gotów do walki na śmierć i życie...!” (jap. 玉砕覚悟...!! Gyakusai Kakugo...!!) - 101: „Jeszcze jedna...!” (jap. もう一つの...!! Mō Hitotsu no...!!) - 102: „Ptak w klatce...!” (jap. 籠の中の鳥...!! Kago no Naka no Tori...!!) - 103: „Nieudacznik!” (jap. 落ちこぼれ!! Ochikobore!!) - 104: „Siła do zmian...!” (jap. 変える力...!! Kaeru Chikara...!!) - 105: „Wielki skok!” (jap. 大いなる飛翔!! Ōinaru Hishō!!) - 106: „Sasuke zdyskwalifikowany...?!” (jap. サスケ失格...!? Sasuke Shikkaku...!?) - 107: „Ten, któremu nic się nie chce!” (jap. やる気ゼロの男!! Yaruki Zero no Otoko!!) - 108: „Przewidywać, aby wygrać...?!” (jap. 勝利への伏線...!? Shōri e no Fukusen...!?) | Lista rozdziałów: - 100: „Gotów do walki na śmierć i życie...!” (jap. 玉砕覚悟...!! Gyakusai Kakugo...!!) - 101: „Jeszcze jedna...!” (jap. もう一つの...!! Mō Hitotsu no...!!) - 102: „Ptak w klatce...!” (jap. 籠の中の鳥...!! Kago no Naka no Tori...!!) - 103: „Nieudacznik!” (jap. 落ちこぼれ!! Ochikobore!!) - 104: „Siła do zmian...!” (jap. 変える力...!! Kaeru Chikara...!!) - 105: „Wielki skok!” (jap. 大いなる飛翔!! Ōinaru Hishō!!) - 106: „Sasuke zdyskwalifikowany...?!” (jap. サスケ失格...!? Sasuke Shikkaku...!?) - 107: „Ten, któremu nic się nie chce!” (jap. やる気ゼロの男!! Yaruki Zero no Otoko!!) - 108: „Przewidywać, aby wygrać...?!” (jap. 勝利への伏線...!? Shōri e no Fukusen...!?) | Lista rozdziałów: - 100: „Gotów do walki na śmierć i życie...!” (jap. 玉砕覚悟...!! Gyakusai Kakugo...!!) - 101: „Jeszcze jedna...!” (jap. もう一つの...!! Mō Hitotsu no...!!) - 102: „Ptak w klatce...!” (jap. 籠の中の鳥...!! Kago no Naka no Tori...!!) - 103: „Nieudacznik!” (jap. 落ちこぼれ!! Ochikobore!!) - 104: „Siła do zmian...!” (jap. 変える力...!! Kaeru Chikara...!!) - 105: „Wielki skok!” (jap. 大いなる飛翔!! Ōinaru Hishō!!) - 106: „Sasuke zdyskwalifikowany...?!” (jap. サスケ失格...!? Sasuke Shikkaku...!?) - 107: „Ten, któremu nic się nie chce!” (jap. やる気ゼロの男!! Yaruki Zero no Otoko!!) - 108: „Przewidywać, aby wygrać...?!” (jap. 勝利への伏線...!? Shōri e no Fukusen...!?) | Postacie z okładki: - Naruto Uzumaki - Shikamaru Nara                                       | Postacie z okładki: - Naruto Uzumaki - Shikamaru Nara                                       |
| W pierwszym pojedynku finału, Naruto staje do walki Nejim Hyūgą. Neji posiada znacznie większe umiejętności niż Naruto, który podczas walki jest zmuszony wykorzystać nieaktywną moc lisiego demona, aby móc stoczyć wyrównaną walkę z Hyūgą. Po dwóch potężnych starciach i opadnięciu pyłu z pola walki, Neji wydaje się być zwycięzcą. Zanim jednak zostanie ogłoszony zwycięzcą, Naruto udaje się wyprowadzić ostateczny atak z zaskoczenia, którym uderza Nejiego spod ziemi i pozwala na ziemię; Naruto odnosi zwycięstwo. W następnym meczu, Shikamaru Nara walczy z Temari. Shikamaru używa swojego cienia, aby spróbować złapać ją w pułapkę. Choć Temari stara się pozostać poza zasięgiem jego cienia, to ostatecznie udaje mu się ją złapać. Choć gotowy, aby wygrać swój pojedynek, Shikamaru poddaje się ze względu na ilość energii, utraconej próbując złapać Temari. | | |                                                                                             |                                                                                             |
| 13 | Koniec egzaminów...!! Chūnin Shiken, Shūryō...!! (中忍試験、終了...!!) | 2 sierpnia 2002 ISBN 978-4-08-873298-5 | 6 marca 2007 ISBN 978-1-4215-1087-3                                                         | 1 sierpnia 2005 ISBN 83-89505-96-7                                                          |
| Lista rozdziałów: - 109: „Z wiru liści...!” (jap. 木の葉、舞い...!! Konoha, Mai...!!) - 110: „Już za chwilę...!” (jap. いよいよ...!! Iyoiyo...!!) - 111: „Sasuke kontra Gaara!” (jap. サスケVS我愛羅!! Sasuke Bāsasu Gaara!!) - 112: „Taijutsu Sasuke...!” (jap. サスケの体術...!! Sasuke no Taijutsu...!!) - 113: „Przyczyna spóźnienia...!” (jap. 遅刻の理由...!! Chikoku no Riyū...!!) - 114: „Potężny atak...!” (jap. 強襲...!! Kyōshū...!!) - 115: „Koniec egzaminów...!” (jap. 中忍試験、終了...!! Chūnin Shiken, Shūryō...!!) - 116: „Rozwiane liście...!” (jap. 木ノ葉崩し...!! Konoha Kuzushi...!!) - 117: „Powierzone zadanie...!” (jap. 下された任務...!? Kudasareta Ninmu...!?) | Lista rozdziałów: - 109: „Z wiru liści...!” (jap. 木の葉、舞い...!! Konoha, Mai...!!) - 110: „Już za chwilę...!” (jap. いよいよ...!! Iyoiyo...!!) - 111: „Sasuke kontra Gaara!” (jap. サスケVS我愛羅!! Sasuke Bāsasu Gaara!!) - 112: „Taijutsu Sasuke...!” (jap. サスケの体術...!! Sasuke no Taijutsu...!!) - 113: „Przyczyna spóźnienia...!” (jap. 遅刻の理由...!! Chikoku no Riyū...!!) - 114: „Potężny atak...!” (jap. 強襲...!! Kyōshū...!!) - 115: „Koniec egzaminów...!” (jap. 中忍試験、終了...!! Chūnin Shiken, Shūryō...!!) - 116: „Rozwiane liście...!” (jap. 木ノ葉崩し...!! Konoha Kuzushi...!!) - 117: „Powierzone zadanie...!” (jap. 下された任務...!? Kudasareta Ninmu...!?) | Lista rozdziałów: - 109: „Z wiru liści...!” (jap. 木の葉、舞い...!! Konoha, Mai...!!) - 110: „Już za chwilę...!” (jap. いよいよ...!! Iyoiyo...!!) - 111: „Sasuke kontra Gaara!” (jap. サスケVS我愛羅!! Sasuke Bāsasu Gaara!!) - 112: „Taijutsu Sasuke...!” (jap. サスケの体術...!! Sasuke no Taijutsu...!!) - 113: „Przyczyna spóźnienia...!” (jap. 遅刻の理由...!! Chikoku no Riyū...!!) - 114: „Potężny atak...!” (jap. 強襲...!! Kyōshū...!!) - 115: „Koniec egzaminów...!” (jap. 中忍試験、終了...!! Chūnin Shiken, Shūryō...!!) - 116: „Rozwiane liście...!” (jap. 木ノ葉崩し...!! Konoha Kuzushi...!!) - 117: „Powierzone zadanie...!” (jap. 下された任務...!? Kudasareta Ninmu...!?) | Postacie z okładki: - Naruto Uzumaki - Sasuke Uchiha - Gaara                                | Postacie z okładki: - Naruto Uzumaki - Sasuke Uchiha - Gaara                                |
| Sasuke zaczyna swój pojedynek z Gaarą, próbując jak Rock Lee, ominąć jego obronę. Gdy to okazuje się nieskuteczne, przygotowuje atak, którego nauczył go Kakashi: Chidori. Gdy używa go do przełamania obrony Gaary, rozpoczyna się inwazja na Konohę, zarazem kończąc finały. Orochimaru będący mózgiem całej operacji bierze przywódcę Konohy, Trzeciego Hokage, za zakładnika, a następnie obaj rozpoczynają walkę. Podczas gdy do Konohy wdzierają się wrogie siły, Sasuke podąża za uciekającym Gaarą. Kakashi, nie chcąc, aby Sasuke oddalił się za daleko oraz nie mogąc śledzić go osobiście, wysyła Sakurę, Naruto i Shikamaru, aby go powstrzymali. | | |                                                                                             |                                                                                             |
| 14 | Hokage kontra Hokage!! Hokage Bāsasu Hokage!! (火影vs火影!!) | 1 listopada 2002 ISBN 978-4-08-873341-8 | 1 maja 2007 ISBN 978-1-4215-1088-0                                                          | 1 października 2005 ISBN 978-83-7471-026-8                                                  |
| Lista rozdziałów: - 118: „Zatrzymać pościg...!” (jap. 足止め...!! Ashidome...!!) - 119: „Moje życie...!” (jap. オレの人生...!! Ore no Jinsei...!!) - 120: „Hokage kontra Hokage!” (jap. 火影vs火影!! Hokage Bāsasu Hokage!!) - 121: „Przerażający eksperyment...!” (jap. 恐るべき実験...!! Osorubeki Jikken...!!) - 122: „Wola przodków!” (jap. 受け継がれゆく意志!! Uketsugare Yuku Ishi!!) - 123: „Ostatnie pieczętowanie!” (jap. 最後の封印 Saigo no Fūin) - 124: „Wieczna walka...!” (jap. 永遠なる闘い...!! Eiennaru Tatakai...!!) - 125: „Czas przebudzenia...!” (jap. 目覚めの時...!! Mezame no Toki...!!) - 126: „Chwila nieuwagi...!” (jap. 油断...!! Yudan...!!) | Lista rozdziałów: - 118: „Zatrzymać pościg...!” (jap. 足止め...!! Ashidome...!!) - 119: „Moje życie...!” (jap. オレの人生...!! Ore no Jinsei...!!) - 120: „Hokage kontra Hokage!” (jap. 火影vs火影!! Hokage Bāsasu Hokage!!) - 121: „Przerażający eksperyment...!” (jap. 恐るべき実験...!! Osorubeki Jikken...!!) - 122: „Wola przodków!” (jap. 受け継がれゆく意志!! Uketsugare Yuku Ishi!!) - 123: „Ostatnie pieczętowanie!” (jap. 最後の封印 Saigo no Fūin) - 124: „Wieczna walka...!” (jap. 永遠なる闘い...!! Eiennaru Tatakai...!!) - 125: „Czas przebudzenia...!” (jap. 目覚めの時...!! Mezame no Toki...!!) - 126: „Chwila nieuwagi...!” (jap. 油断...!! Yudan...!!) | Lista rozdziałów: - 118: „Zatrzymać pościg...!” (jap. 足止め...!! Ashidome...!!) - 119: „Moje życie...!” (jap. オレの人生...!! Ore no Jinsei...!!) - 120: „Hokage kontra Hokage!” (jap. 火影vs火影!! Hokage Bāsasu Hokage!!) - 121: „Przerażający eksperyment...!” (jap. 恐るべき実験...!! Osorubeki Jikken...!!) - 122: „Wola przodków!” (jap. 受け継がれゆく意志!! Uketsugare Yuku Ishi!!) - 123: „Ostatnie pieczętowanie!” (jap. 最後の封印 Saigo no Fūin) - 124: „Wieczna walka...!” (jap. 永遠なる闘い...!! Eiennaru Tatakai...!!) - 125: „Czas przebudzenia...!” (jap. 目覚めの時...!! Mezame no Toki...!!) - 126: „Chwila nieuwagi...!” (jap. 油断...!! Yudan...!!) | Postacie z okładki: - Naruto Uzumaki - Hiruzen Sarutobi (Trzeci Hokage)                     | Postacie z okładki: - Naruto Uzumaki - Hiruzen Sarutobi (Trzeci Hokage)                     |
| Orochimaru, były uczeń Trzeciego Hokage, który chce zabić swojego starego mistrza, wskrzesza Pierwszego i Drugiego Hokage, byłych nauczycieli Trzeciego, aby z nim walczyli. Trzeci, aby pokonać Orochimaru, musi pozbyć się poprzednich Hokage, w wyniku czego pieczętuje ich dusze w sobie. Próbuje również zapieczętować duszę Orochimaru, jednak zostaje trafiony mieczem w plecy, zanim wykonuje pieczętowanie. Gdzie indziej, Naruto, Sakura i Shikamaru odkrywają, że w pogoń za nimi ruszyli niektórzy wrodzy ninja. Shikamaru decyduje się pozostać, aby dać pozostałej dwójce szansę na podążanie dalej. Użycie siły pozostałej po jego walce z Temari kupuje im niezbędny czas. | | |                                                                                             |                                                                                             |
| 15 | O Naruto sztuce ninjutsu!! Naruto Ninpōchō!! (ナルト忍法帖!!) | 20 grudnia 2002 ISBN 4-08-873368-1 | 3 lipca 2007 ISBN 978-1-4215-1089-7                                                         | 1 listopada 2005 ISBN 83-7471-027-6                                                         |
| Lista rozdziałów: - 127: „Prawdziwy smak życia...!” (jap. 生の実感...!! Sei no Jitsukan...!!) - 128: „Przekroczyć granicę...!” (jap. 限界を超えて...!! Genkai o Koete...!!) - 129: „Ból...!” (jap. 痛み...!! Itami...!!) - 130: „Miłość...!” (jap. 愛情...!! Aijō...!!) - 131: „Imię Gaary...!” (jap. 我愛羅という名...!! Gaara to Iu Na...!!)) - 132: „Ich dwoje... Światło i Mrok” (jap. 二人...闇と光 Futari... Yami to Hikari) - 133: „W nim siła...!” (jap. 強き者...!! Tsuyokimono...!!) - 134: „O Naruto sztuce ninjutsu!” (jap. ナルト忍法帖!! Naruto Ninpōchō!!) - 135: „Walka niczym sztorm!” (jap. 嵐の如き戦い!! Arashi no Gotoki Tatakai!!) | Lista rozdziałów: - 127: „Prawdziwy smak życia...!” (jap. 生の実感...!! Sei no Jitsukan...!!) - 128: „Przekroczyć granicę...!” (jap. 限界を超えて...!! Genkai o Koete...!!) - 129: „Ból...!” (jap. 痛み...!! Itami...!!) - 130: „Miłość...!” (jap. 愛情...!! Aijō...!!) - 131: „Imię Gaary...!” (jap. 我愛羅という名...!! Gaara to Iu Na...!!)) - 132: „Ich dwoje... Światło i Mrok” (jap. 二人...闇と光 Futari... Yami to Hikari) - 133: „W nim siła...!” (jap. 強き者...!! Tsuyokimono...!!) - 134: „O Naruto sztuce ninjutsu!” (jap. ナルト忍法帖!! Naruto Ninpōchō!!) - 135: „Walka niczym sztorm!” (jap. 嵐の如き戦い!! Arashi no Gotoki Tatakai!!) | Lista rozdziałów: - 127: „Prawdziwy smak życia...!” (jap. 生の実感...!! Sei no Jitsukan...!!) - 128: „Przekroczyć granicę...!” (jap. 限界を超えて...!! Genkai o Koete...!!) - 129: „Ból...!” (jap. 痛み...!! Itami...!!) - 130: „Miłość...!” (jap. 愛情...!! Aijō...!!) - 131: „Imię Gaary...!” (jap. 我愛羅という名...!! Gaara to Iu Na...!!)) - 132: „Ich dwoje... Światło i Mrok” (jap. 二人...闇と光 Futari... Yami to Hikari) - 133: „W nim siła...!” (jap. 強き者...!! Tsuyokimono...!!) - 134: „O Naruto sztuce ninjutsu!” (jap. ナルト忍法帖!! Naruto Ninpōchō!!) - 135: „Walka niczym sztorm!” (jap. 嵐の如き戦い!! Arashi no Gotoki Tatakai!!) | Postacie z okładki: - Naruto Uzumaki - Gaara - Shukaku (Ichibi) - Gamabunta                 | Postacie z okładki: - Naruto Uzumaki - Gaara - Shukaku (Ichibi) - Gamabunta                 |
| Sasuke udaje się dogonić Gaarę, w samą porę, by być świadkiem początków jego transformacji w demona. Kiedy zaczyna przyjmować potworną formę, Gaara otrzymuje wystarczającą prędkość i siłę do pokonania Chidori Sasuke. Gdy Gaara chce go zabić, Naruto udaje się przybyć czas, ratuje Sasuke oraz zajmuje jego miejsce w walce. Po tym jak Naruto wykorzystuje moc lisiego demona zapieczętowanego w nim, Gaara kończy swoją przemianę, stając się repliką Shukaku naturalnej wielkości, będącego bestią, która została w nim zapieczętowana. Aby konkurować z tą gigantyczną formą Gaary, Naruto przywołuje największy żabę jaką mógł. Rozpoczyna się walka Naruto z Gamabuntą przeciwko Shukaku. Uzumaki ma nadzieję na szybkie zakończenie walki, w wyniku czego stara się przebudzić Gaarę. | | |                                                                                             |                                                                                             |
| 16 | Rozpad Konohy, finał!! Konoha kuzushi, shūketsu!! (木ノ葉崩し、終結!!) | 4 marca 2003 ISBN 4-08-873394-0 | 4 września 2007 ISBN 978-1-4215-1090-3                                                      | 1 stycznia 2006 ISBN 83-7471-028-4                                                          |
| Lista rozdziałów: - 136: „Ostatni cios...!” (jap. 最後の一撃...!! Saigo no Ichigeki...!!) - 137: „Shinobi z Konohy...!” (jap. 木ノ葉の忍...!! Konoha no Shinobi...!!) - 138: „Rozpad Konohy, finał!” (jap. 木ノ葉崩し、終結!! Konoha Kuzushi, Shūketsu!!) - 139: „A imię jego to...!” (jap. その者の名は...!! Sono Mono no Na wa...!!) - 140: „Zbliżenie...!” (jap. 接近...!! Sekkin...!!)) - 141: „Itachi Uchiha!” (jap. うちはイタチ!! Uchiha Itachi!!) - 142: „Kakashi kontra Itachi” (jap. カカシvsイタチ Kakashi Bāsasu Itachi) - 143: „Spadek po Czwartym Hokage!” (jap. 四代目の遺産!! Yondaime no Isan!!) - 144: „Pościg” (jap. 追跡者 Tsuisekisha) | Lista rozdziałów: - 136: „Ostatni cios...!” (jap. 最後の一撃...!! Saigo no Ichigeki...!!) - 137: „Shinobi z Konohy...!” (jap. 木ノ葉の忍...!! Konoha no Shinobi...!!) - 138: „Rozpad Konohy, finał!” (jap. 木ノ葉崩し、終結!! Konoha Kuzushi, Shūketsu!!) - 139: „A imię jego to...!” (jap. その者の名は...!! Sono Mono no Na wa...!!) - 140: „Zbliżenie...!” (jap. 接近...!! Sekkin...!!)) - 141: „Itachi Uchiha!” (jap. うちはイタチ!! Uchiha Itachi!!) - 142: „Kakashi kontra Itachi” (jap. カカシvsイタチ Kakashi Bāsasu Itachi) - 143: „Spadek po Czwartym Hokage!” (jap. 四代目の遺産!! Yondaime no Isan!!) - 144: „Pościg” (jap. 追跡者 Tsuisekisha) | Lista rozdziałów: - 136: „Ostatni cios...!” (jap. 最後の一撃...!! Saigo no Ichigeki...!!) - 137: „Shinobi z Konohy...!” (jap. 木ノ葉の忍...!! Konoha no Shinobi...!!) - 138: „Rozpad Konohy, finał!” (jap. 木ノ葉崩し、終結!! Konoha Kuzushi, Shūketsu!!) - 139: „A imię jego to...!” (jap. その者の名は...!! Sono Mono no Na wa...!!) - 140: „Zbliżenie...!” (jap. 接近...!! Sekkin...!!)) - 141: „Itachi Uchiha!” (jap. うちはイタチ!! Uchiha Itachi!!) - 142: „Kakashi kontra Itachi” (jap. カカシvsイタチ Kakashi Bāsasu Itachi) - 143: „Spadek po Czwartym Hokage!” (jap. 四代目の遺産!! Yondaime no Isan!!) - 144: „Pościg” (jap. 追跡者 Tsuisekisha) | Postacie z okładki: - Naruto Uzumaki - Iruka Umino                                          | Postacie z okładki: - Naruto Uzumaki - Iruka Umino                                          |
| Naruto uderza głową Gaarę, powodując, że forma Shukaku rozpada się. Obaj mają po jednej, ostatniej wymianie ciosów. Naruto udaje się zwyciężyć, jednocześnie zmieniając podejście do życia Gaaru. Tymczasem Trzeci Hokage zdaje sobie sprawę, że brakuje mu mocy potrzebnej do pełnego zapieczętowania duszy Orochimaru. Ostatecznie pieczętuje tylko ręce Orochimaru, kończąc inwazję kosztem swojego życia. Orochimaru i najeźdźcy uciekają, a Konoha zaczyna odbudowę. Jiraiya, z pomocą Naruto, wyrusza na poszukiwanie nowego Hokage w nadziei, że jego dawna koleżanka, Tsunade, podejmie się tej funkcji. Gdy opuszczają wioskę, Itachi Uchiha i Kisame Hoshigaki dokonują infiltracji Konohy i angażują w walkę z elitarnymi ninja Konohy. Dwójka okazuje się zbyt potężna dla sił Konohy, nawet Kakashi zostaje pobity w walce z nimi. Kakashi dowiaduje się, że są oni członkami Akatsuki, którzy starają się złapać Naruto, aby pozyskać zapieczętowanego w nim Kyūbiego. Sasuke dowiaduje się o tym i po uprzedniej chęci zabicia brata, Itachiego, próbuje znaleźć Naruto przed nimi. | | |                                                                                             |                                                                                             |
| 17 | Siła Itachiego!! Itachi no Chikara!! (イタチの能力!!) | 1 maja 2003 ISBN 4-08-873420-3 | 4 września 2007 ISBN 978-1-4215-1652-3                                                      | 1 lutego 2006 ISBN 83-7471-029-2                                                            |
| Lista rozdziałów: - 145: „Wspomnienie utraty nadziei” (jap. 絶望の記憶 Zetsubō no Kioku) - 146: „A wraz z nienawiścią...!” (jap. 憎悪とともに...!! Zōo to Tomo ni...!!) - 147: „Moja walka!” (jap. オレの戦い!! Ore no Tatakai!!) - 148: „Siła Itachiego!” (jap. イタチの能力!! Itachi no Chikara!!) - 149: „Legendarny...!” (jap. 伝説の...!! Densetsu no...!!)) - 150: „Początek treningów...?!” (jap. 修行開始...!? Shūgyō Kaishi...!?) - 151: „Od tego się zaczęło...!” (jap. きっかけ...!! Kikkake...!!) - 152: „Druga faza” (jap. 第二段階 Daini Dankai) - 153: „Poszukiwacze!” (jap. 捜索者たち!! Sōsakusha-Tachi!!) | Lista rozdziałów: - 145: „Wspomnienie utraty nadziei” (jap. 絶望の記憶 Zetsubō no Kioku) - 146: „A wraz z nienawiścią...!” (jap. 憎悪とともに...!! Zōo to Tomo ni...!!) - 147: „Moja walka!” (jap. オレの戦い!! Ore no Tatakai!!) - 148: „Siła Itachiego!” (jap. イタチの能力!! Itachi no Chikara!!) - 149: „Legendarny...!” (jap. 伝説の...!! Densetsu no...!!)) - 150: „Początek treningów...?!” (jap. 修行開始...!? Shūgyō Kaishi...!?) - 151: „Od tego się zaczęło...!” (jap. きっかけ...!! Kikkake...!!) - 152: „Druga faza” (jap. 第二段階 Daini Dankai) - 153: „Poszukiwacze!” (jap. 捜索者たち!! Sōsakusha-Tachi!!) | Lista rozdziałów: - 145: „Wspomnienie utraty nadziei” (jap. 絶望の記憶 Zetsubō no Kioku) - 146: „A wraz z nienawiścią...!” (jap. 憎悪とともに...!! Zōo to Tomo ni...!!) - 147: „Moja walka!” (jap. オレの戦い!! Ore no Tatakai!!) - 148: „Siła Itachiego!” (jap. イタチの能力!! Itachi no Chikara!!) - 149: „Legendarny...!” (jap. 伝説の...!! Densetsu no...!!)) - 150: „Początek treningów...?!” (jap. 修行開始...!? Shūgyō Kaishi...!?) - 151: „Od tego się zaczęło...!” (jap. きっかけ...!! Kikkake...!!) - 152: „Druga faza” (jap. 第二段階 Daini Dankai) - 153: „Poszukiwacze!” (jap. 捜索者たち!! Sōsakusha-Tachi!!) | Postacie z okładki: - Sasuke Uchiha - Naruto Uzumaki                                        | Postacie z okładki: - Sasuke Uchiha - Naruto Uzumaki                                        |
| Po znalezieniu Naruto, Itachi i Kisame próbują zabrać go ze sobą. Zanim jednak będą mogli to zrobić, przybywa Sasuke, gotowy zabić Itachiego za wymordowanie lata wcześniej ich rodziny. Pomimo wysiłków Sasuke, Itachi poradził sobie z nim bez większych problemów. Następnie przybywa Jiraiya, który powstrzymuje dwójkę i zmusza ich do wycofania się. Sasuke zostaje odesłany do Konohy, a Naruto i Jiraiya kontynuują poszukiwania. Podróżując z miasta do miasta i próbując zlokalizować Tsunade, Jiraiya zaczyna uczyć Naruto jak używać Rasengana. Gdy Naruto powoli przechodzi przez kolejne etapy nauki techniki, Orochimaru, potrzebujący wyleczenia rąk, aby znów zaatakować Konohę, również postanawia znaleźć Tsunade. Jej wiedza medyczna to jedyna rzecz, która może mu pomóc. | | |                                                                                             |                                                                                             |
| 18 | Decyzja Tsunade!! Tsunade no Ketsui!! (綱手の決意!!) | 4 sierpnia 2003 ISBN 4-08-873493-9 | 4 września 2007 ISBN 978-1-4215-1653-0                                                      | 1 maja 2006 ISBN 83-7471-030-6                                                              |
| Lista rozdziałów: - 154: „Przybycie...!” (jap. 到達...!! Tōtatsu...!!) - 155: „Trzeci etap” (jap. 第三段階 Daisan Dankai) - 156: „Układ” (jap. 取り引き Torihiki) - 157: „Jaka odpowiedź...?!” (jap. 答えは...!? Kotae wa...!?) - 158: „Nie daruję...!” (jap. 許さねぇ...!! Yurusanee...!!)) - 159: „Zakład...!” (jap. 賭け...!! Kake...!!) - 160: „Naszyjnik śmierci...!” (jap. 死の首飾り...!! Shi no Kubikazari...!!) - 161: „Decyzja Tsunade!” (jap. 綱手の決意!! Tsunade no Ketsui!!) - 162: „Niepoddająca się dusza...!” (jap. 抗えぬ心...!! Aragaenu Kokoro...!!) | Lista rozdziałów: - 154: „Przybycie...!” (jap. 到達...!! Tōtatsu...!!) - 155: „Trzeci etap” (jap. 第三段階 Daisan Dankai) - 156: „Układ” (jap. 取り引き Torihiki) - 157: „Jaka odpowiedź...?!” (jap. 答えは...!? Kotae wa...!?) - 158: „Nie daruję...!” (jap. 許さねぇ...!! Yurusanee...!!)) - 159: „Zakład...!” (jap. 賭け...!! Kake...!!) - 160: „Naszyjnik śmierci...!” (jap. 死の首飾り...!! Shi no Kubikazari...!!) - 161: „Decyzja Tsunade!” (jap. 綱手の決意!! Tsunade no Ketsui!!) - 162: „Niepoddająca się dusza...!” (jap. 抗えぬ心...!! Aragaenu Kokoro...!!) | Lista rozdziałów: - 154: „Przybycie...!” (jap. 到達...!! Tōtatsu...!!) - 155: „Trzeci etap” (jap. 第三段階 Daisan Dankai) - 156: „Układ” (jap. 取り引き Torihiki) - 157: „Jaka odpowiedź...?!” (jap. 答えは...!? Kotae wa...!?) - 158: „Nie daruję...!” (jap. 許さねぇ...!! Yurusanee...!!)) - 159: „Zakład...!” (jap. 賭け...!! Kake...!!) - 160: „Naszyjnik śmierci...!” (jap. 死の首飾り...!! Shi no Kubikazari...!!) - 161: „Decyzja Tsunade!” (jap. 綱手の決意!! Tsunade no Ketsui!!) - 162: „Niepoddająca się dusza...!” (jap. 抗えぬ心...!! Aragaenu Kokoro...!!) | Postacie z okładki: - Naruto Uzumaki - Tsunade                                              | Postacie z okładki: - Naruto Uzumaki - Tsunade                                              |
| Orochimaru znajduje Tsunade i przedstawia jej swoją ofertę: ona wyleczy mu ręce, a on w zamian ożywi jej zmarłego brata Nawakiego i kochanka Dana. Daje jej tydzień na rozważenie propozycji a następnie odchodzi. Wkrótce Jiraiya i Naruto ją odnajdują i oferować jej tytuł Hokage. Tsunade jednak odrzuca ofertę i dodatkowo obraża Czwartego Hokage. Naruto, wściekły, atakuje ją niepełnym Rasenganem. Zaintrygowana jego rozwojem, Tsunade zakłada się z nim, że nie da rady udoskonalić Rasengana w ciągu tygodnia. Naruto postanowił udowodnić jej, że się myli, akceptuje wyzwanie i poświęca swój czas na dopracowanie techniki. Po tygodniu treningi wydają się być nieskuteczne, a Tsunade, rozczarowana brakiem postępu, idzie na spotkanie z Orochimaru. | | |                                                                                             |                                                                                             |
| 19 | Godny Następca Uketsugumono (受け継ぐ者) | 11 listopada 2003 ISBN 4-08-873523-4 | 2 października 2007 ISBN 978-1-4215-1654-7                                                  | 1 września 2006 ISBN 83-7471-031-4                                                          |
| Lista rozdziałów: - 163: „To co nigdy nie wyblaknie...!” (jap. 朽ちぬもの...!! Kuchinumono...!!) - 164: „Specjalistka od uzdrawiania!” (jap. 医療忍者!! Supesharisuto!!) - 165: „Naruto w natarciu!” (jap. ナルト、突撃っ!! Naruto, Totsugeki!!) - 166: „Talent shinobi...!” (jap. 忍の才能...!! Shinobi no Sainō...!!) - 167: „Zgodnie z obietnicą...!” (jap. 約束通り...!! Yakusokudōri...!!) - 168: „Jeszcze jeden tylko raz” (jap. もう一度だけ Mō Ichido Dake) - 169: „Położyć życie na szalę...!” (jap. 命を懸ける...!! Inochi o Kakeru...!!) - 170: „W impasie” (jap. 三竦みの攻防!! Sansukumi no Kōbō!!) - 171: „Godny następca” (jap. 受け継ぐ者 Uketsugumono) | Lista rozdziałów: - 163: „To co nigdy nie wyblaknie...!” (jap. 朽ちぬもの...!! Kuchinumono...!!) - 164: „Specjalistka od uzdrawiania!” (jap. 医療忍者!! Supesharisuto!!) - 165: „Naruto w natarciu!” (jap. ナルト、突撃っ!! Naruto, Totsugeki!!) - 166: „Talent shinobi...!” (jap. 忍の才能...!! Shinobi no Sainō...!!) - 167: „Zgodnie z obietnicą...!” (jap. 約束通り...!! Yakusokudōri...!!) - 168: „Jeszcze jeden tylko raz” (jap. もう一度だけ Mō Ichido Dake) - 169: „Położyć życie na szalę...!” (jap. 命を懸ける...!! Inochi o Kakeru...!!) - 170: „W impasie” (jap. 三竦みの攻防!! Sansukumi no Kōbō!!) - 171: „Godny następca” (jap. 受け継ぐ者 Uketsugumono) | Lista rozdziałów: - 163: „To co nigdy nie wyblaknie...!” (jap. 朽ちぬもの...!! Kuchinumono...!!) - 164: „Specjalistka od uzdrawiania!” (jap. 医療忍者!! Supesharisuto!!) - 165: „Naruto w natarciu!” (jap. ナルト、突撃っ!! Naruto, Totsugeki!!) - 166: „Talent shinobi...!” (jap. 忍の才能...!! Shinobi no Sainō...!!) - 167: „Zgodnie z obietnicą...!” (jap. 約束通り...!! Yakusokudōri...!!) - 168: „Jeszcze jeden tylko raz” (jap. もう一度だけ Mō Ichido Dake) - 169: „Położyć życie na szalę...!” (jap. 命を懸ける...!! Inochi o Kakeru...!!) - 170: „W impasie” (jap. 三竦みの攻防!! Sansukumi no Kōbō!!) - 171: „Godny następca” (jap. 受け継ぐ者 Uketsugumono) | Postacie z okładki: - Naruto Uzumaki - Tsunade - Jiraiya - Orochimaru                       | Postacie z okładki: - Naruto Uzumaki - Tsunade - Jiraiya - Orochimaru                       |
| Tsunade spotyka się z Orochimaru, ale zamiast uleczyć go, próbuje go zabić. Nie chce zobaczyć swoich bliskich, jeśli oznaczałoby to zniszczenie Konohy. Tsunade zostaje wciągnięta do walki z asystentem Orochimaru, Kabuto Yakushim. Kabuto udaje się ją unieruchomić, zmuszając dopiero co przybyłych Jiraiyę i Naruto, aby ją bronili; Jiraiya walczy z Orochimaru, a Naruto walczy z Kabuto. Chociaż Kabuto wydaje się mieć kontrolę nad walką, Naruto, starając się chronić Tsunade, udaje się zaatakować go perfekcyjnym Rasenganem w brzuch. Zainspirowana wygraniem przez Naruto ich zakładu, Tsunade przezwycięża swoje słabości i dołącza do Jiraiyi, aby walczyć z Orochimaru. Nie mogąc sobie poradzić z obydwojgiem, Orochimaru i Kabuto wycofują się. Gdy Naruto odzyskuje siły, Tsunade decyduje się przyjąć tytuł Hokage oraz wraca z nim i Jiraiyą do Konohy. | | |                                                                                             |                                                                                             |
| 20 | Naruto kontra Sasuke!! Naruto Bāsasu Sasuke!! (ナルトvsサスケ!!) | 19 grudnia 2003 ISBN 978-4-08-873552-8 | 2 października 2007 ISBN 978-1-4215-1655-4                                                  | 1 lutego 2007 ISBN 83-7471-032-2                                                            |
| Lista rozdziałów: - 172: „Powrót do osady” (jap. 帰郷 Kikyō) - 173: „Ludzie w cierpieniach” (jap. 苦悩する者たち Kunōsuru Mono-Tachi) - 174: „Każdy czuje inaczej...!” (jap. 想い、それぞれ...! Omoi, Sorezore...!) - 175: „Naruto kontra Sasuke!” (jap. ナルトvsサスケ!! Naruto Bāsasu Sasuke!!) - 176: „Co znaczy być rywalem” (jap. ライバルというもの Raibaru to Iu Mono) - 177: „Czwórka z Kraju Dźwięku” (jap. 音の四人衆 Oto no Yoninshū) - 178: „Propozycja przybyszów...!” (jap. 音の誘い...!! Oto no Izanai...!!) - 179: „Nie zapominaj...!” (jap. 忘れるな...!! Wasureruna...!!) - 180: „Przyrzekam!” (jap. 約束だ!! Yakusoku da!!) | Lista rozdziałów: - 172: „Powrót do osady” (jap. 帰郷 Kikyō) - 173: „Ludzie w cierpieniach” (jap. 苦悩する者たち Kunōsuru Mono-Tachi) - 174: „Każdy czuje inaczej...!” (jap. 想い、それぞれ...! Omoi, Sorezore...!) - 175: „Naruto kontra Sasuke!” (jap. ナルトvsサスケ!! Naruto Bāsasu Sasuke!!) - 176: „Co znaczy być rywalem” (jap. ライバルというもの Raibaru to Iu Mono) - 177: „Czwórka z Kraju Dźwięku” (jap. 音の四人衆 Oto no Yoninshū) - 178: „Propozycja przybyszów...!” (jap. 音の誘い...!! Oto no Izanai...!!) - 179: „Nie zapominaj...!” (jap. 忘れるな...!! Wasureruna...!!) - 180: „Przyrzekam!” (jap. 約束だ!! Yakusoku da!!) | Lista rozdziałów: - 172: „Powrót do osady” (jap. 帰郷 Kikyō) - 173: „Ludzie w cierpieniach” (jap. 苦悩する者たち Kunōsuru Mono-Tachi) - 174: „Każdy czuje inaczej...!” (jap. 想い、それぞれ...! Omoi, Sorezore...!) - 175: „Naruto kontra Sasuke!” (jap. ナルトvsサスケ!! Naruto Bāsasu Sasuke!!) - 176: „Co znaczy być rywalem” (jap. ライバルというもの Raibaru to Iu Mono) - 177: „Czwórka z Kraju Dźwięku” (jap. 音の四人衆 Oto no Yoninshū) - 178: „Propozycja przybyszów...!” (jap. 音の誘い...!! Oto no Izanai...!!) - 179: „Nie zapominaj...!” (jap. 忘れるな...!! Wasureruna...!!) - 180: „Przyrzekam!” (jap. 約束だ!! Yakusoku da!!) | Postacie z okładki: - Naruto Uzumaki - Sasuke Uchiha                                        | Postacie z okładki: - Naruto Uzumaki - Sasuke Uchiha                                        |
| Po powrocie, Tsunade ma zająć się kilkoma rannymi ninja, którzy nie zostali jeszcze w pełni uzdrowieni. Obrażenia Rocka Lee po jego walce z Gaarą okazują się zbyt ciężkie, aby mogły być leczone przez zwykłych lekarzy; jest to najtrudniejszy przypadek Tsunade. Po skontrolowaniu obrażeń w jego ciele, Tsunade informuje, aby dał sobie spokój z byciem ninją. Jednak Lee upiera przy przeprowadzeniu operacji. Tymczasem Sasuke jest zły na siebie za to, że został tak łatwo pokonany przez Itachiego. Zaczyna szukać wszelkich środków, aby stać się silniejszy. W ten sposób zmusza Naruto, aby z nim walczył, mimo że jego wściekłość wzmaga się jeszcze bardziej, gdy okazuje się, że Rasengan Naruto jest silniejszy niż jego Chidori. Aby kierować Sasuke dalej ścieżką zemsty, Orochimaru wysyła po niego czwórkę shinobi w celu konfrontacji z Sasuke i pokazania mu siły, która może uzyskać, gdy dołączony do niego. | | |                                                                                             |                                                                                             |
| 21 | Nie wybaczę!! Yurusenai!! (許せない!!) | 4 marca 2004 ISBN 4-08-873573-0 | 2 października 2007 ISBN 978-1-4215-1855-8                                                  | 1 lipca 2007 ISBN 978-83-7471-099-2                                                         |
| Lista rozdziałów: - 181: „Początek walki...!” (jap. 闘いの始まり...!! Tatakai no Hajimari...!!) - 182: „Zakończenie!” (jap. 集結!! Shūketsu!!) - 183: „Najważniejsza w życiu obietnica” (jap. 一生の約束 Isshō no Yakusoku) - 184: „Dźwięk kontra Konoha!” (jap. 音vs木ノ葉!! Oto Bāsasu Konoha!!) - 185: „W pogoni z Dźwiękiem...!” (jap. 音を追え...!! Oto o Oe...!!) - 186: „Misja... nie udana?!” (jap. 作戦...失敗!? Sakusen... Shippai!?) - 187: „Błaganie o litość...!” (jap. 命乞い...!! Inochigoi...!!) - 188: „Shinobi z Konohy...!” (jap. 木ノ葉隠れの忍...!! Konohagakure no Shinobi...!!) - 189: „Siła wiary...!” (jap. 信じる力...!! Shinjiru Chikara...!!) - 190: „Nie wybaczę!” (jap. 許せない!! Yurusenai!!) | Lista rozdziałów: - 181: „Początek walki...!” (jap. 闘いの始まり...!! Tatakai no Hajimari...!!) - 182: „Zakończenie!” (jap. 集結!! Shūketsu!!) - 183: „Najważniejsza w życiu obietnica” (jap. 一生の約束 Isshō no Yakusoku) - 184: „Dźwięk kontra Konoha!” (jap. 音vs木ノ葉!! Oto Bāsasu Konoha!!) - 185: „W pogoni z Dźwiękiem...!” (jap. 音を追え...!! Oto o Oe...!!) - 186: „Misja... nie udana?!” (jap. 作戦...失敗!? Sakusen... Shippai!?) - 187: „Błaganie o litość...!” (jap. 命乞い...!! Inochigoi...!!) - 188: „Shinobi z Konohy...!” (jap. 木ノ葉隠れの忍...!! Konohagakure no Shinobi...!!) - 189: „Siła wiary...!” (jap. 信じる力...!! Shinjiru Chikara...!!) - 190: „Nie wybaczę!” (jap. 許せない!! Yurusenai!!) | Lista rozdziałów: - 181: „Początek walki...!” (jap. 闘いの始まり...!! Tatakai no Hajimari...!!) - 182: „Zakończenie!” (jap. 集結!! Shūketsu!!) - 183: „Najważniejsza w życiu obietnica” (jap. 一生の約束 Isshō no Yakusoku) - 184: „Dźwięk kontra Konoha!” (jap. 音vs木ノ葉!! Oto Bāsasu Konoha!!) - 185: „W pogoni z Dźwiękiem...!” (jap. 音を追え...!! Oto o Oe...!!) - 186: „Misja... nie udana?!” (jap. 作戦...失敗!? Sakusen... Shippai!?) - 187: „Błaganie o litość...!” (jap. 命乞い...!! Inochigoi...!!) - 188: „Shinobi z Konohy...!” (jap. 木ノ葉隠れの忍...!! Konohagakure no Shinobi...!!) - 189: „Siła wiary...!” (jap. 信じる力...!! Shinjiru Chikara...!!) - 190: „Nie wybaczę!” (jap. 許せない!! Yurusenai!!) | Postacie z okładki: - Naruto Uzumaki - Shikamaru Nara - Chōji Akimichi                      | Postacie z okładki: - Naruto Uzumaki - Shikamaru Nara - Chōji Akimichi                      |
| Sasuke postanawia udać się do Orochimaru, aby stać się silniejszym. Towarzyszy mu Czwórka Dźwięku. Sakura próbuje go przekonać, aby zmienił zdanie i pozostał w wiosce, jednak Sasuke chłodno odrzuca ją i wyrusza w drogę. Na wieść o ucieczce Sasuke, Tsunade organizuje grupę mającą sprowadzić go z powrotem do domu; na czele grupy staje Shikamaru, a w jej skład wchodzą Naruto, Neji, Kiba i Chōji. Zespół podąża tropem Czwórki Dźwięku, dopóki nie zostaje chwilowo powstrzymany przez Jirōbō, podczas gdy reszta Czwórki Dźwięku podąża dalej. Chōji postanawia zająć się z Jirōbō i zaczyna walczyć z nim, aby reszta grupy mogła kontynuować pościg. Chōji i Jirōbō staczają zażartą walkę, którą ostatecznie wygrywa ten pierwszy, pokonując swojego przeciwnika i doprowadzając go do śmierci. | | |                                                                                             |                                                                                             |
| 22 | Transmigracja...!! Tensei...!! (転生...!!) | 30 kwietnia 2004 ISBN 4-08-873595-1 | 6 listopada 2007 ISBN 978-1-4215-1858-9                                                     | 1 września 2007 ISBN 978-83-7471-100-5                                                      |
| Lista rozdziałów: - 191: „Przyjaciele...!” (jap. 仲間...!! Nakama...!!) - 192: „Plan...!” (jap. 段取り...!! Dandori...!!) - 193: „Koniec gry” (jap. ゲームオーバー Gēmu Ōbā) - 194: „Wyczuwanie przeciwnika” (jap. さぐりあい Saguriai) - 195: „Strategia ataku...!” (jap. 攻略法...!! Kōryakuhō...!!) - 196: „Najpotężniejszy przeciwnik!” (jap. 一番強い敵!! Ichiban Tsuyoi Teki!!) - 197: „Gotowy na śmierć!” (jap. 決死の覚悟!! Kesshi no Kakugo!!) - 198: „Transmigracja...!” (jap. 転生...!! Tensei...!!) - 199: „Marzenie” (jap. 願望...!! Ganbō...!!) | Lista rozdziałów: - 191: „Przyjaciele...!” (jap. 仲間...!! Nakama...!!) - 192: „Plan...!” (jap. 段取り...!! Dandori...!!) - 193: „Koniec gry” (jap. ゲームオーバー Gēmu Ōbā) - 194: „Wyczuwanie przeciwnika” (jap. さぐりあい Saguriai) - 195: „Strategia ataku...!” (jap. 攻略法...!! Kōryakuhō...!!) - 196: „Najpotężniejszy przeciwnik!” (jap. 一番強い敵!! Ichiban Tsuyoi Teki!!) - 197: „Gotowy na śmierć!” (jap. 決死の覚悟!! Kesshi no Kakugo!!) - 198: „Transmigracja...!” (jap. 転生...!! Tensei...!!) - 199: „Marzenie” (jap. 願望...!! Ganbō...!!) | Lista rozdziałów: - 191: „Przyjaciele...!” (jap. 仲間...!! Nakama...!!) - 192: „Plan...!” (jap. 段取り...!! Dandori...!!) - 193: „Koniec gry” (jap. ゲームオーバー Gēmu Ōbā) - 194: „Wyczuwanie przeciwnika” (jap. さぐりあい Saguriai) - 195: „Strategia ataku...!” (jap. 攻略法...!! Kōryakuhō...!!) - 196: „Najpotężniejszy przeciwnik!” (jap. 一番強い敵!! Ichiban Tsuyoi Teki!!) - 197: „Gotowy na śmierć!” (jap. 決死の覚悟!! Kesshi no Kakugo!!) - 198: „Transmigracja...!” (jap. 転生...!! Tensei...!!) - 199: „Marzenie” (jap. 願望...!! Ganbō...!!) | Postacie z okładki: - Neji Hyūga - Naruto Uzumaki                                           | Postacie z okładki: - Neji Hyūga - Naruto Uzumaki                                           |
| Gdy grupa Shikamaru dogania Czwórkę Dźwięku, Kidōmaru używa pajęczej sieci w celu złapania ich w pułapkę. Neji uwalnia zespół z sieci i wysyła pozostałych, aby podążali dalej za podwładnymi Orochimaru. Kidōmaru atakuje Nejiego z daleka, powoli analizując jego działania, aby wymyślić sposób na jego pokonanie. Korzysta z jedwabiu, który produkuje, aby tworzyć łuk i strzały, Kidōmaru zaczyna strzelać strzałami w martwy punkt w obronie Nejiego, aż w końcu udaje mu się trafić swój cel. Nejiemu udaje się jednak przetrwać atak, a następnie wykorzystuje strzałę, która go przebiła, aby zabić Kidōmaru. Gdzie indziej, Orochimaru bardzo oczekuje na przybycie Sasuke, ponieważ planuje zabrać jego ciało dla siebie, aby odzyskać możliwość korzystania z rąk. Choć stara się wytrzymać tak długo, jak tylko może, ostatecznie Orochimaru zmuszony jest przejąć inne ciało, a ciało Sasuke zamierza zabrać następnym razem. | | |                                                                                             |                                                                                             |
| 23 | Kłopoty...!! Kukyō...!! (苦境...!!) | 4 sierpnia 2004 ISBN 4-08-873639-7 | 6 listopada 2007 ISBN 978-1-4215-1859-6                                                     | 1 grudnia 2007 ISBN 978-83-7471-101-2                                                       |
| Lista rozdziałów: - 200: „Zgodnie z obliczeniami...!” (jap. 計算通り...!! Keisandōri...!!) - 201: „Błąd w obliczeniach...!” (jap. 計算違い...!! Keisan Chigai...!!) - 202: „Trzy życzenia!” (jap. 三つの願い!! Mittsu no Negai!!) - 203: „Tajemnica Sakona” (jap. 左近の秘密 Sakon no Himitsu) - 204: „Zdolność Ukona” (jap. 右近の能力 Ukon no Nōryoku) - 205: „Postanowienie Kiby!” (jap. キバの決意!! Kiba no Ketsui!!) - 206: „Kłopoty...!” (jap. 苦境...!! Kukyō...!!) - 207: „Hetman poza planszą” (jap. 飛車角落ち Hishakakuochi) - 208: „Pierwsze podejście to zmyłka!” (jap. 一手目はフェイク!! Itteme wa Feiku!!) | Lista rozdziałów: - 200: „Zgodnie z obliczeniami...!” (jap. 計算通り...!! Keisandōri...!!) - 201: „Błąd w obliczeniach...!” (jap. 計算違い...!! Keisan Chigai...!!) - 202: „Trzy życzenia!” (jap. 三つの願い!! Mittsu no Negai!!) - 203: „Tajemnica Sakona” (jap. 左近の秘密 Sakon no Himitsu) - 204: „Zdolność Ukona” (jap. 右近の能力 Ukon no Nōryoku) - 205: „Postanowienie Kiby!” (jap. キバの決意!! Kiba no Ketsui!!) - 206: „Kłopoty...!” (jap. 苦境...!! Kukyō...!!) - 207: „Hetman poza planszą” (jap. 飛車角落ち Hishakakuochi) - 208: „Pierwsze podejście to zmyłka!” (jap. 一手目はフェイク!! Itteme wa Feiku!!) | Lista rozdziałów: - 200: „Zgodnie z obliczeniami...!” (jap. 計算通り...!! Keisandōri...!!) - 201: „Błąd w obliczeniach...!” (jap. 計算違い...!! Keisan Chigai...!!) - 202: „Trzy życzenia!” (jap. 三つの願い!! Mittsu no Negai!!) - 203: „Tajemnica Sakona” (jap. 左近の秘密 Sakon no Himitsu) - 204: „Zdolność Ukona” (jap. 右近の能力 Ukon no Nōryoku) - 205: „Postanowienie Kiby!” (jap. キバの決意!! Kiba no Ketsui!!) - 206: „Kłopoty...!” (jap. 苦境...!! Kukyō...!!) - 207: „Hetman poza planszą” (jap. 飛車角落ち Hishakakuochi) - 208: „Pierwsze podejście to zmyłka!” (jap. 一手目はフェイク!! Itteme wa Feiku!!) | Postacie z okładki: - Kiba Inuzuka - Naruto Uzumaki - Akamaru - Gamakichi                   | Postacie z okładki: - Kiba Inuzuka - Naruto Uzumaki - Akamaru - Gamakichi                   |
| Pozostała część grupy ponownie dogania Czwórkę Dźwięku; Naruto, Shikamaru i Kiba rozdzielają się, aby indywidualnie walczyć z pozostałymi członkami Czwórki. Kiba walczy z braćmi Sakonem i Ukonem, z kolei Shikamaru walczy z Tayuyą. Członkowie Czwórki Dźwięku górują nad ninja Konohy, w wyniku czego są oni na skraju klęski. Tymczasem Kimimaro Kaguya, były członek Czwórki Dźwięku zostaje wysłany, aby kontynuować zadanie sprowadzenia Sasuke do Orochimaru. Staje do walki z Naruto. Pomimo dołożenia wszelkich starań przez Naruto, Kimimaro udaje się kupić wystarczająco dużo czasu, aby Sasuke kontynuował podróż do Orochimaru na własną rękę. | | |                                                                                             |                                                                                             |
| 24 | W tarapatach!! Pinchi, Pinchi, Pinchi!! (ピンチ・ピンチ・ピンチ!!) | 4 października 2004 ISBN 4-08-873660-5 | 6 listopada 2007 ISBN 978-1-4215-1860-2                                                     | 1 marca 2008 ISBN 978-83-7471-102-9                                                         |
| Lista rozdziałów: - 209: „Nadchodzi pomoc!” (jap. 助っ人、参上!! Suketto, Sanjō!!) - 210: „Tajemnica Lee!” (jap. リーの秘密!! Rī no Himitsu!!) - 211: „Nieregularność...!” (jap. 変則的...!! Hensokuteki...!!) - 212: „W tarapatach!” (jap. ピンチ・ピンチ・ピンチ!! Pinchi, Pinchi, Pinchi!!) - 213: „Wielki dług wdzięczności...!” (jap. 大きな借り...!! Ōkina Kari...!!) - 214: „Wycofać się na chwilę...!” (jap. いったん退いて...!! Ittan Hiite...!!) - 215: „Pustynny Gaara” (jap. 砂瀑の我愛羅 Sabaku no Gaara) - 216: „Tarcza i włócznia...!” (jap. 矛と盾...!! Hoko to Tate...!!) - 217: „Dla tych, na których Ci zależy” (jap. 大切な者の為に Taisetsuna Mono no Tame ni) | Lista rozdziałów: - 209: „Nadchodzi pomoc!” (jap. 助っ人、参上!! Suketto, Sanjō!!) - 210: „Tajemnica Lee!” (jap. リーの秘密!! Rī no Himitsu!!) - 211: „Nieregularność...!” (jap. 変則的...!! Hensokuteki...!!) - 212: „W tarapatach!” (jap. ピンチ・ピンチ・ピンチ!! Pinchi, Pinchi, Pinchi!!) - 213: „Wielki dług wdzięczności...!” (jap. 大きな借り...!! Ōkina Kari...!!) - 214: „Wycofać się na chwilę...!” (jap. いったん退いて...!! Ittan Hiite...!!) - 215: „Pustynny Gaara” (jap. 砂瀑の我愛羅 Sabaku no Gaara) - 216: „Tarcza i włócznia...!” (jap. 矛と盾...!! Hoko to Tate...!!) - 217: „Dla tych, na których Ci zależy” (jap. 大切な者の為に Taisetsuna Mono no Tame ni) | Lista rozdziałów: - 209: „Nadchodzi pomoc!” (jap. 助っ人、参上!! Suketto, Sanjō!!) - 210: „Tajemnica Lee!” (jap. リーの秘密!! Rī no Himitsu!!) - 211: „Nieregularność...!” (jap. 変則的...!! Hensokuteki...!!) - 212: „W tarapatach!” (jap. ピンチ・ピンチ・ピンチ!! Pinchi, Pinchi, Pinchi!!) - 213: „Wielki dług wdzięczności...!” (jap. 大きな借り...!! Ōkina Kari...!!) - 214: „Wycofać się na chwilę...!” (jap. いったん退いて...!! Ittan Hiite...!!) - 215: „Pustynny Gaara” (jap. 砂瀑の我愛羅 Sabaku no Gaara) - 216: „Tarcza i włócznia...!” (jap. 矛と盾...!! Hoko to Tate...!!) - 217: „Dla tych, na których Ci zależy” (jap. 大切な者の為に Taisetsuna Mono no Tame ni) | Postacie z okładki: - Naruto Uzumaki - Kimimaro Kaguya - Tayuya - Sakon - Kidōmaru - Jirōbō | Postacie z okładki: - Naruto Uzumaki - Kimimaro Kaguya - Tayuya - Sakon - Kidōmaru - Jirōbō |
| Zdeterminowany, aby odzyskać Sasuke, Naruto rozważa jak pokonać Kimimaro. Rock Lee, które odzyskuje siły po operacji, szybko przybywa do walki z Kimimaro w jego miejsce, dzięki czemu Naruto może kontynuować pogoń za Sasuke. Pomimo uzyskania chwilowej przewagi w walce, Lee, podobnie jak Kiba i Shikamaru, jest zmuszony przejść do defensywy. W ostatniej chwili ratuje ich przybycie Gaary, Temari i Kankurō. Temari pokonuje Tayuyę swoimi wiatrowymi technikami, Kankurō zabija Sakona i Ukona lalkami. Z kolei Gaara trafia na bardziej wymagającego przeciwnika, gdyż Kimimaro udaje się przetrwać każdy jego atak. Gdy Kimimaro ma zamiar zabić Gaarę oraz Lee za pomocą ataku z ukrycia, umiera na chorobę, która zmusiła go do opuszczenia Czwórki Dźwięku. Walki zostają wygrane, ninja Konohy wracają do domu wraz ze swoimi wybawcami. Natomiast Naruto dogania Sasuke w Dolinie Końca, gdzie Pierwszy Hokage walczył z przodkiem Sasuke, Madarą Uchiha. | | |                                                                                             |                                                                                             |
| 25 | Itachi i Sasuke Itachi to Sasuke (兄と弟) | 3 grudnia 2004 ISBN 978-4-08-873679-2 | 4 grudnia 2007 ISBN 978-1-4215-1861-9                                                       | 1 maja 2008 ISBN 978-83-7471-103-6                                                          |
| Lista rozdziałów: - 218: „Sprzymierzeniec Konohy!” (jap. 木ノ葉の仲間!! Konoha no Nakama!!) - 219: „Przyszłość i przeszłość” (jap. 未来と過去 Mirai to Kako) - 220: „Itachi i Sasuke” (jap. 兄と弟 Itachi to Sasuke) - 221: „Brat nazbyt odległy” (jap. 遠すぎる兄 Tōsugiru Ani) - 222: „Podejrzenia wobec Itachiego” (jap. イタチの疑惑 Itachi no Giwaku) - 223: „Sasuke i ojciec” (jap. サスケと父 Sasuke to Chichi) - 224: „Tamtego dnia...!” (jap. その日...!! Sono Hi...!!) - 225: „W ciemności...!” (jap. 闇の中...!! Yami no Naka...!!) - 226: „Drogi przyjacielu...!” (jap. 親しき友に...!! Shitashiki Tomo ni...!!) | Lista rozdziałów: - 218: „Sprzymierzeniec Konohy!” (jap. 木ノ葉の仲間!! Konoha no Nakama!!) - 219: „Przyszłość i przeszłość” (jap. 未来と過去 Mirai to Kako) - 220: „Itachi i Sasuke” (jap. 兄と弟 Itachi to Sasuke) - 221: „Brat nazbyt odległy” (jap. 遠すぎる兄 Tōsugiru Ani) - 222: „Podejrzenia wobec Itachiego” (jap. イタチの疑惑 Itachi no Giwaku) - 223: „Sasuke i ojciec” (jap. サスケと父 Sasuke to Chichi) - 224: „Tamtego dnia...!” (jap. その日...!! Sono Hi...!!) - 225: „W ciemności...!” (jap. 闇の中...!! Yami no Naka...!!) - 226: „Drogi przyjacielu...!” (jap. 親しき友に...!! Shitashiki Tomo ni...!!) | Lista rozdziałów: - 218: „Sprzymierzeniec Konohy!” (jap. 木ノ葉の仲間!! Konoha no Nakama!!) - 219: „Przyszłość i przeszłość” (jap. 未来と過去 Mirai to Kako) - 220: „Itachi i Sasuke” (jap. 兄と弟 Itachi to Sasuke) - 221: „Brat nazbyt odległy” (jap. 遠すぎる兄 Tōsugiru Ani) - 222: „Podejrzenia wobec Itachiego” (jap. イタチの疑惑 Itachi no Giwaku) - 223: „Sasuke i ojciec” (jap. サスケと父 Sasuke to Chichi) - 224: „Tamtego dnia...!” (jap. その日...!! Sono Hi...!!) - 225: „W ciemności...!” (jap. 闇の中...!! Yami no Naka...!!) - 226: „Drogi przyjacielu...!” (jap. 親しき友に...!! Shitashiki Tomo ni...!!) | Postacie z okładki: - Naruto Uzumaki - Sasuke Uchiha - Itachi Uchiha                        | Postacie z okładki: - Naruto Uzumaki - Sasuke Uchiha - Itachi Uchiha                        |
| Naruto próbuje rozmawiać z Sasuke, ale ten jest obojętny w sprawie powrotu do Konohy. Na początku ich walki Sasuke pamięta, dlaczego stał się tak zdeterminowany, by zdobyć moc i zabić Itachiego. Sasuke spędził dzieciństwo próbując zdobyć uznanie swojej rodziny, choć ich uwaga zawsze koncentrowała się wokół Itachiego i jego cudownych umiejętnościach. Właśnie wtedy, gdy Itachi zaczął dystansować się od klanu, Sasuke zaczął się cieszyć, że rodzina go zauważa. Pewnego dnia, gdy wracał do domu, okazuje się, że Itachi zabił całą swoją rodzinę. Decydując się oszczędzić Sasuke, Itachi dał mu radę: aby stał się na tyle silny, by go zabić i pomścić klan. Sasuke musi skupić się wyłącznie na zdobyciu siły. Aby pomóc Sasuke iść tą drogą, Itachi mówi mu jak zdobyć najpotężniejszą zdolność klanu Uchiha, Mangekyō Sharingan, którego może uzyskać po prostu przez zabicie swojego najbliższego przyjaciela. Sasuke mówi Naruto, że jest jego najbliższym przyjacielem i stwierdza, że utrata przyjaciela będzie odpowiednią ceną za moc potrzebną do zabicia Itachiego.     | | |                                                                                             |                                                                                             |
| 26 | Dzień rozstania...!! Wakare no hi...!! (別れの日...!!) | 4 lutego 2005 ISBN 4-08-873770-9 | 4 grudnia 2007 ISBN 978-1-4215-1862-6                                                       | 1 czerwca 2008 ISBN 978-83-7471-104-3                                                       |
| Lista rozdziałów: - 227: „Tysiąc Siewek kontra Wirująca Sfera!” (jap. 千鳥VS螺旋丸!! Chidori Bāsasu Rasengan!!) - 228: „Przeczucie Kakashiego” (jap. カカシの予感 Kakashi no Yokan) - 229: „Więź...!” (jap. 繋がり...!! Tsunagari...!!) - 230: „Czas przebudzenia!” (jap. 目醒めの時!! Mezame no Toki!!) - 231: „Wyjątkowa siła!” (jap. 特別な力!! Tokubetsuna Chikara!!) - 232: „Dolina Końca” (jap. 終末の谷 Shūmatsu no Tani) - 233: „Najgorsze zakończenie...!” (jap. 最悪の結末...!! Saiaku no Ketsumatsu...!!) - 234: „Dzień rozstania” (jap. 別れの日...!! Wakare no Hi...!!) - 235: „Nieudana misja” (jap. 任務失敗...!! Ninmu Shippai...!!) | Lista rozdziałów: - 227: „Tysiąc Siewek kontra Wirująca Sfera!” (jap. 千鳥VS螺旋丸!! Chidori Bāsasu Rasengan!!) - 228: „Przeczucie Kakashiego” (jap. カカシの予感 Kakashi no Yokan) - 229: „Więź...!” (jap. 繋がり...!! Tsunagari...!!) - 230: „Czas przebudzenia!” (jap. 目醒めの時!! Mezame no Toki!!) - 231: „Wyjątkowa siła!” (jap. 特別な力!! Tokubetsuna Chikara!!) - 232: „Dolina Końca” (jap. 終末の谷 Shūmatsu no Tani) - 233: „Najgorsze zakończenie...!” (jap. 最悪の結末...!! Saiaku no Ketsumatsu...!!) - 234: „Dzień rozstania” (jap. 別れの日...!! Wakare no Hi...!!) - 235: „Nieudana misja” (jap. 任務失敗...!! Ninmu Shippai...!!) | Lista rozdziałów: - 227: „Tysiąc Siewek kontra Wirująca Sfera!” (jap. 千鳥VS螺旋丸!! Chidori Bāsasu Rasengan!!) - 228: „Przeczucie Kakashiego” (jap. カカシの予感 Kakashi no Yokan) - 229: „Więź...!” (jap. 繋がり...!! Tsunagari...!!) - 230: „Czas przebudzenia!” (jap. 目醒めの時!! Mezame no Toki!!) - 231: „Wyjątkowa siła!” (jap. 特別な力!! Tokubetsuna Chikara!!) - 232: „Dolina Końca” (jap. 終末の谷 Shūmatsu no Tani) - 233: „Najgorsze zakończenie...!” (jap. 最悪の結末...!! Saiaku no Ketsumatsu...!!) - 234: „Dzień rozstania” (jap. 別れの日...!! Wakare no Hi...!!) - 235: „Nieudana misja” (jap. 任務失敗...!! Ninmu Shippai...!!) | Postacie z okładki: - Naruto Uzumaki                                                        | Postacie z okładki: - Naruto Uzumaki                                                        |
| Pojedynek Naruto i Sasuke jest bardzo wyrównany. Aby odnieść zwycięstwo, każdy z nich korzysta ze swoich unikalnych mocy: Naruto z mocy lisiego demona, a Sasuke z mocy przeklętej pieczęci. Zarówno Naruto, jak i Sasuke dodają swoje moce odpowiednio do Rasengana i Chidori, a atakują siebie nawzajem. Gdy energia stworzona poprzez zderzenie ich najpotężniejszych technik się rozprasza, Sasuke stoi nad pokonanym Naruto, który odniósł nieco większe obrażenia. Chociaż rozważa zabicie Naruto, ostatecznie decyduje zaniechać temu, zdając sobie sprawę, że to droga, którą wyznaczył mu Itachi. Decydując się uzyskać moc na swój własny sposób, Sasuke zmierza do Orochimaru, gotowy na wszystko, co konieczne, byle stać się silniejszym. Kakashi dociera do nieprzytomnego Naruto i zabiera go do Konohy, gdzie, podobnie jak reszta grupy Shikamaru, jest leczony. | | |                                                                                             |                                                                                             |
| 27 | Komu w drogę!! Tabidachi no hi!! (旅立ちの日!!) | 4 kwietnia 2005 ISBN 978-4-08-873791-1 | 4 grudnia 2007 ISBN 978-1-4215-1863-3                                                       | 1 września 2008 ISBN 978-83-7471-121-0                                                      |
| Lista rozdziałów: - 236: „Niespełniona obietnica” (jap. 守れなかった約束 Mamorenakatta Yakusoku) - 237: „Głupiec...!” (jap. 馬鹿...!! Baka...!!) - 238: „Komu w drogę!” (jap. 旅立ちの日!! Tabidachi no Hi!!) - 239: „Kronika cz. 1: Początek misji...!” (jap. 外伝其ノ一:任務開始...!! Gaiden sono ichi: Misshon Sutāto...!!) - 240: „Kronika cz. 2: Siła grupy!” (jap. 外伝其ノ二:チームワーク!! Gaiden Sono Ni: Chīmuwāku!!) - 241: „Kronika cz. 3: Prawdziwy bohater” (jap. 外伝其ノ三:本当の英雄 Gaiden Sono San: Hontō no Eiyū) - 242: „Kronika cz. 4: Ninja beksa” (jap. 外伝其ノ四:泣き虫忍者 Gaiden Sono Yon: Nakimushi Ninja) - 243: „Kronika cz. 5: Podarunek” (jap. 外伝其ノ五:プレゼント Gaiden Sono Go: Purezento) - 244: „Kronika cz. 6: Bohater z Sharinganem” (jap. 外伝最終話:写輪眼の英雄 Gaiden Saishūwa: Sharingan no Eiyū) | Lista rozdziałów: - 236: „Niespełniona obietnica” (jap. 守れなかった約束 Mamorenakatta Yakusoku) - 237: „Głupiec...!” (jap. 馬鹿...!! Baka...!!) - 238: „Komu w drogę!” (jap. 旅立ちの日!! Tabidachi no Hi!!) - 239: „Kronika cz. 1: Początek misji...!” (jap. 外伝其ノ一:任務開始...!! Gaiden sono ichi: Misshon Sutāto...!!) - 240: „Kronika cz. 2: Siła grupy!” (jap. 外伝其ノ二:チームワーク!! Gaiden Sono Ni: Chīmuwāku!!) - 241: „Kronika cz. 3: Prawdziwy bohater” (jap. 外伝其ノ三:本当の英雄 Gaiden Sono San: Hontō no Eiyū) - 242: „Kronika cz. 4: Ninja beksa” (jap. 外伝其ノ四:泣き虫忍者 Gaiden Sono Yon: Nakimushi Ninja) - 243: „Kronika cz. 5: Podarunek” (jap. 外伝其ノ五:プレゼント Gaiden Sono Go: Purezento) - 244: „Kronika cz. 6: Bohater z Sharinganem” (jap. 外伝最終話:写輪眼の英雄 Gaiden Saishūwa: Sharingan no Eiyū) | Lista rozdziałów: - 236: „Niespełniona obietnica” (jap. 守れなかった約束 Mamorenakatta Yakusoku) - 237: „Głupiec...!” (jap. 馬鹿...!! Baka...!!) - 238: „Komu w drogę!” (jap. 旅立ちの日!! Tabidachi no Hi!!) - 239: „Kronika cz. 1: Początek misji...!” (jap. 外伝其ノ一:任務開始...!! Gaiden sono ichi: Misshon Sutāto...!!) - 240: „Kronika cz. 2: Siła grupy!” (jap. 外伝其ノ二:チームワーク!! Gaiden Sono Ni: Chīmuwāku!!) - 241: „Kronika cz. 3: Prawdziwy bohater” (jap. 外伝其ノ三:本当の英雄 Gaiden Sono San: Hontō no Eiyū) - 242: „Kronika cz. 4: Ninja beksa” (jap. 外伝其ノ四:泣き虫忍者 Gaiden Sono Yon: Nakimushi Ninja) - 243: „Kronika cz. 5: Podarunek” (jap. 外伝其ノ五:プレゼント Gaiden Sono Go: Purezento) - 244: „Kronika cz. 6: Bohater z Sharinganem” (jap. 外伝最終話:写輪眼の英雄 Gaiden Saishūwa: Sharingan no Eiyū) | Postacie z okładki: - Sasuke Uchiha                                                         | Postacie z okładki: - Sasuke Uchiha                                                         |
| Gdy Naruto odzyskuje zdrowie z powodu odniesionych ran, on i Sakura przyrzekają, że sprowadzą Sasuke z powrotem do domu. Aby przygotować się do ich następnego spotkania z Sasuke, Sakura staje się uczennicą Tsunade, a Naruto opuszcza wioskę z Jiraiyą, aby trenować z nim przez dwa i pół roku. W przerwie pomiędzy wyjazdem i powrotem Naruto, historia toczy się wokół „Opowieści o Kakashim”, przedstawiającej genezę mistrza Drużyny 7. Podczas Trzeciej Wielkiej Wojny Ninja Kakashi wraz ze swoim kolegą z drużyny, Obito Uchiha, udają się ratować swoją koleżankę, Rin Noharę z rąk wroga. W drodze zostają zaatakowani przez wrogiego z ninja, przez którego Kakashi traci oko (od tej pory jego twarz zdobi pionowa szrama), a Obito zostaje przygnieciony głazem. Chwilę przed śmiercią, Obito daje swojego Sharingana Kakashiemu, który przygnębiony odchodzi z Rin i zostaje uratowany przez ich mistrza, Minato Namikaze, przyszłego Czwartego Hokage. | | |                                                                                             |                                                                                             |

## Cześć II (28 – 72)
| # | Tytuł | Wydanie japońskie | Wydanie amerykańskie | Wydanie polskie |
| --- | --- | --- | --- | --- |
| 28 | Powraca Naruto!! Naruto no Kikyō!! (ナルトの帰郷!!) | 3 czerwca 2005 ISBN 978-4-08-873828-4 | 4 marca 2008 ISBN 978-1-4215-1864-0 | 1 października 2008 ISBN 978-83-7471-122-7 |
| Lista rozdziałów: - 245: „Powraca Naruto!” (jap. ナルトの帰郷!! Naruto no Kikyō!!) - 246: „Postępy!” (jap. 二人の成長!! Futari no Seichō!!) - 247: „Intruzi w Sunagakure” (jap. 砂への侵入者たち Suna e no Shinnyūsha-Tachi) - 248: „Piasek wychodzi naprzeciw...!” (jap. 迎えうつ砂...!! Mukaeutsu Suna...!!) - 249: „Jako Kazekage...!” (jap. 風影として...!! Kazekage Toshite...!!) - 250: „Pierwsze zadanie nowej drużyny!” (jap. 新チーム、初任務!! Shin Chīmu, Hatsuninmu!!) - 251: „Ku piaskom...!” (jap. 砂へ...!! Suna e...!!) - 252: „Bieg pełen uczuć...!” (jap. 想い、駆ける...!! Omoi, Kakeru...!!) - 253: „Pomoc, na której można polegać...!” (jap. 頼れる加勢...!! Tayoreru Kasei...!!) | Lista rozdziałów: - 245: „Powraca Naruto!” (jap. ナルトの帰郷!! Naruto no Kikyō!!) - 246: „Postępy!” (jap. 二人の成長!! Futari no Seichō!!) - 247: „Intruzi w Sunagakure” (jap. 砂への侵入者たち Suna e no Shinnyūsha-Tachi) - 248: „Piasek wychodzi naprzeciw...!” (jap. 迎えうつ砂...!! Mukaeutsu Suna...!!) - 249: „Jako Kazekage...!” (jap. 風影として...!! Kazekage Toshite...!!) - 250: „Pierwsze zadanie nowej drużyny!” (jap. 新チーム、初任務!! Shin Chīmu, Hatsuninmu!!) - 251: „Ku piaskom...!” (jap. 砂へ...!! Suna e...!!) - 252: „Bieg pełen uczuć...!” (jap. 想い、駆ける...!! Omoi, Kakeru...!!) - 253: „Pomoc, na której można polegać...!” (jap. 頼れる加勢...!! Tayoreru Kasei...!!) | Lista rozdziałów: - 245: „Powraca Naruto!” (jap. ナルトの帰郷!! Naruto no Kikyō!!) - 246: „Postępy!” (jap. 二人の成長!! Futari no Seichō!!) - 247: „Intruzi w Sunagakure” (jap. 砂への侵入者たち Suna e no Shinnyūsha-Tachi) - 248: „Piasek wychodzi naprzeciw...!” (jap. 迎えうつ砂...!! Mukaeutsu Suna...!!) - 249: „Jako Kazekage...!” (jap. 風影として...!! Kazekage Toshite...!!) - 250: „Pierwsze zadanie nowej drużyny!” (jap. 新チーム、初任務!! Shin Chīmu, Hatsuninmu!!) - 251: „Ku piaskom...!” (jap. 砂へ...!! Suna e...!!) - 252: „Bieg pełen uczuć...!” (jap. 想い、駆ける...!! Omoi, Kakeru...!!) - 253: „Pomoc, na której można polegać...!” (jap. 頼れる加勢...!! Tayoreru Kasei...!!) | Postacie z okładki: - Naruto Uzumaki - Kakashi Hatake - Sakura Haruno | Postacie z okładki: - Naruto Uzumaki - Kakashi Hatake - Sakura Haruno |
| Po dwóch i pół roku szkolenia poza wioską, Naruto powraca do rodzinnej Konohy. Z czasem jego powrotu, organizacja przestępcza Akatsuki staje się coraz bardziej aktywna w swoim dążeniu do przechwytywania wszystkich ogoniastych bestii. W celu realizacji tego zadania, członkowie Akatsuki Sasori i Deidara mają za zadanie schwytać Gaarę z Sunagakure. Udaje im się wykonać zadanie i uciekają z wioski wraz z pokonanym Gaarą. W Konosze, po otrzymaniu szokujących wieści, Naruto razem z Sakurą Haruno i ich mistrzem Kakashim Hatake, teraz jako Drużyna Kakashiego, zostają wysłani na misję ratowania Gaary z rąk Akatsuki. | | | | |
| 29 | Kakashi kontra Itachi!! Kakashi Bāsasu Itachi!! (カカシVSイタチ!!) | 4 sierpnia 2005 ISBN 978-4-08-873849-9 | 4 maja 2008 ISBN 978-1-4215-1865-7 | 1 listopada 2008 ISBN 978-83-7471-123-4 |
| Lista rozdziałów: - 254: „Bracia...!” (jap. 兄弟...!! Kyōdai...!!) - 255: „Zbliżenie...!” (jap. 接近...!! Sekkin...!!) - 256: „Kłody rzucone pod nogi!” (jap. 立ちはだかる者たち!! Tachihadakaru Mono-Tachi!!) - 257: „Doświadczenie Kakashiego” (jap. カカシの経験値 Kakashi no Keikenchi) - 258: „Gai kontra Kisame!” (jap. ガイVS鬼鮫!! Gai Bāsasu Kisame!!) - 259: „Siła Itachiego...!” (jap. イタチの力...!! Itachi no Chikara...!!) - 260: „Kakashi kontra Itachi!” (jap. カカシVSイタチ!! Kakashi Bāsasu Itachi!!) - 261: „Sakryfikant...!” (jap. 人柱力...!! Jinchūriki...!!) - 262: „Narastające obawy...!” (jap. 駆ける思い...!! Kakeru Omoi...!!) | Lista rozdziałów: - 254: „Bracia...!” (jap. 兄弟...!! Kyōdai...!!) - 255: „Zbliżenie...!” (jap. 接近...!! Sekkin...!!) - 256: „Kłody rzucone pod nogi!” (jap. 立ちはだかる者たち!! Tachihadakaru Mono-Tachi!!) - 257: „Doświadczenie Kakashiego” (jap. カカシの経験値 Kakashi no Keikenchi) - 258: „Gai kontra Kisame!” (jap. ガイVS鬼鮫!! Gai Bāsasu Kisame!!) - 259: „Siła Itachiego...!” (jap. イタチの力...!! Itachi no Chikara...!!) - 260: „Kakashi kontra Itachi!” (jap. カカシVSイタチ!! Kakashi Bāsasu Itachi!!) - 261: „Sakryfikant...!” (jap. 人柱力...!! Jinchūriki...!!) - 262: „Narastające obawy...!” (jap. 駆ける思い...!! Kakeru Omoi...!!) | Lista rozdziałów: - 254: „Bracia...!” (jap. 兄弟...!! Kyōdai...!!) - 255: „Zbliżenie...!” (jap. 接近...!! Sekkin...!!) - 256: „Kłody rzucone pod nogi!” (jap. 立ちはだかる者たち!! Tachihadakaru Mono-Tachi!!) - 257: „Doświadczenie Kakashiego” (jap. カカシの経験値 Kakashi no Keikenchi) - 258: „Gai kontra Kisame!” (jap. ガイVS鬼鮫!! Gai Bāsasu Kisame!!) - 259: „Siła Itachiego...!” (jap. イタチの力...!! Itachi no Chikara...!!) - 260: „Kakashi kontra Itachi!” (jap. カカシVSイタチ!! Kakashi Bāsasu Itachi!!) - 261: „Sakryfikant...!” (jap. 人柱力...!! Jinchūriki...!!) - 262: „Narastające obawy...!” (jap. 駆ける思い...!! Kakeru Omoi...!!) | Postacie z okładki: - Naruto Uzumaki - Gaara | Postacie z okładki: - Naruto Uzumaki - Gaara |
| Podczas krótkiego postoju w Sunagakure, do Drużyny Kakashiego dołącza Chiyo, babcia Sasoriego. Grupa wyrusza z Wioski Piasku i podąża śladami członków Akatsuki, podczas gdy Konoha wysyła Drużynę Gaia na pomoc. Z kolei Akatsuki decyduje się na tymczasowe powstrzymanie dwóch grup wystarczająco długo, aby wydobycie jednoogoniastego Shukaku z ciała Gaary zakończyło się sukcesem. W tym celu zostają wysłane sobowtóry członków Akatsuki, Itachiego Uchiha i Kisame Hoshigakiego dla odwrócenia uwagi i zdobycia potrzebnego czasu. Ostatecznie ninja Konoha docierają do kryjówki Akatsuki, gdy ekstrakcja Shukaku dobiega właśnie końca. | | | | |
| 30 | Chiyo i Sakura Chiyo-Baa to Sakura (チヨバアとサクラ) | 4 listopada 2005 ISBN 978-4-08-873881-9 | 1 lipca 2008 ISBN 978-1-4215-1942-5 | 1 grudnia 2008 ISBN 978-83-7471-124-1 |
| Lista rozdziałów: - 263: „Głos gniewu...!” (jap. 大声で怒れ...!! Ōgoe de Ikare...!!) - 264: „Sztuka Sasoriego...!” (jap. サソリの芸術...!! Sasori no Geijutsu...!!) - 265: „Chiyo i Sakura” (jap. チヨバアとサクラ Chiyo-Baa to Sakura) - 266: „Pojawia się Sasori...!” (jap. サソリ、現る...!! Sasori, Arawaru...!!) - 267: „Gwałtowna determinacja...!” (jap. 激しき決意...!! Hageshiki Ketsui...!!) - 268: „Walka marionetek!” (jap. 傀儡師VS傀儡師!! Kugutsushi Bāsasu Kugutsushi!!) - 269: „Co mogę zrobić...?” (jap. 出来ること...!! Dekiru Koto....!!) - 270: „Błąd w obliczeniach...!” (jap. 誤算...!! Gosan...!!) - 271: „Nieznane umiejętności...!” (jap. 未知の能力...!! Michi no Chikara...!!) | Lista rozdziałów: - 263: „Głos gniewu...!” (jap. 大声で怒れ...!! Ōgoe de Ikare...!!) - 264: „Sztuka Sasoriego...!” (jap. サソリの芸術...!! Sasori no Geijutsu...!!) - 265: „Chiyo i Sakura” (jap. チヨバアとサクラ Chiyo-Baa to Sakura) - 266: „Pojawia się Sasori...!” (jap. サソリ、現る...!! Sasori, Arawaru...!!) - 267: „Gwałtowna determinacja...!” (jap. 激しき決意...!! Hageshiki Ketsui...!!) - 268: „Walka marionetek!” (jap. 傀儡師VS傀儡師!! Kugutsushi Bāsasu Kugutsushi!!) - 269: „Co mogę zrobić...?” (jap. 出来ること...!! Dekiru Koto....!!) - 270: „Błąd w obliczeniach...!” (jap. 誤算...!! Gosan...!!) - 271: „Nieznane umiejętności...!” (jap. 未知の能力...!! Michi no Chikara...!!) | Lista rozdziałów: - 263: „Głos gniewu...!” (jap. 大声で怒れ...!! Ōgoe de Ikare...!!) - 264: „Sztuka Sasoriego...!” (jap. サソリの芸術...!! Sasori no Geijutsu...!!) - 265: „Chiyo i Sakura” (jap. チヨバアとサクラ Chiyo-Baa to Sakura) - 266: „Pojawia się Sasori...!” (jap. サソリ、現る...!! Sasori, Arawaru...!!) - 267: „Gwałtowna determinacja...!” (jap. 激しき決意...!! Hageshiki Ketsui...!!) - 268: „Walka marionetek!” (jap. 傀儡師VS傀儡師!! Kugutsushi Bāsasu Kugutsushi!!) - 269: „Co mogę zrobić...?” (jap. 出来ること...!! Dekiru Koto....!!) - 270: „Błąd w obliczeniach...!” (jap. 誤算...!! Gosan...!!) - 271: „Nieznane umiejętności...!” (jap. 未知の能力...!! Michi no Chikara...!!) | Postacie z okładki: - Sakura Haruno - Naruto Uzumaki - Chiyo | Postacie z okładki: - Sakura Haruno - Naruto Uzumaki - Chiyo |
| Żeby Drużyna Kakashiego uzyskała dostęp do kryjówki Akatsuki, Drużyna Gaia zostaje zmuszona do rozdzielenia się, aby zdjąć barierę nad wejściem. Mimo że wykonują swoje zadanie, to członkowie Drużyny Gaia mają do czynienia z szeregiem pozostawionych pułapek. Jak Drużyna Kakashiego, dostaje się do kryjówki, ma miejscu znajdują się Sasori i Deidara wraz z martwym ciałem Gaary. Deidara odlatuje z ciałem Kazekage, za którym rusza Naruto i Kakashi natomiast Sakura i Chiyo walczą z Sasorim i jego marionetkami. Sakura dzięki ogromnej sile oraz Chiyo z umiejętnościami lalkarskimi są w stanie sobie poradzić w lalkami Sasoriego. | | | | |
| 32 | Droga ku Sasuke!! Sasuke e no Michi!! (サスケへの道!!) | 4 kwietnia 2006 ISBN 978-4-08-874039-3 | 4 listopada 2008 ISBN 978-1-4215-1944-9 | 1 lutego 2009 ISBN 978-83-7471-126-5 |
| Lista rozdziałów: - 281: „Droga ku Sasuke!” (jap. サスケへの道!! Sasuke e no Michi!!) - 282: „Powrót Drużyny Kakashiego” (jap. カカシ班帰還 Kakashi-Han Kikan) - 283: „Poszukiwanie zastępców!” (jap. メンバー探し!! Menbā Sagashi!!) - 284: „Nowy członek drużyny...!” (jap. 新しい仲間...!! Atarashii Nakama...!!) - 285: „Człowiek z „Korzeni”!” (jap. “根”の者!! „Ne” no Mono!!) - 286: „Naruto, Sasuke i Sakura” (jap. ナルトとサスケとサクラ Naruto to Sasuke to Sakura) - 287: „Bez tytułu” (jap. 無題 Mudai) - 288: „Uczucia, których nie znam” (jap. 分からない感情 Wakaranai Omoi) - 289: „Szpieg „Brzasku”” (jap. “暁”のスパイ!! „Akatsuki” no Supai!!) | Lista rozdziałów: - 281: „Droga ku Sasuke!” (jap. サスケへの道!! Sasuke e no Michi!!) - 282: „Powrót Drużyny Kakashiego” (jap. カカシ班帰還 Kakashi-Han Kikan) - 283: „Poszukiwanie zastępców!” (jap. メンバー探し!! Menbā Sagashi!!) - 284: „Nowy członek drużyny...!” (jap. 新しい仲間...!! Atarashii Nakama...!!) - 285: „Człowiek z „Korzeni”!” (jap. “根”の者!! „Ne” no Mono!!) - 286: „Naruto, Sasuke i Sakura” (jap. ナルトとサスケとサクラ Naruto to Sasuke to Sakura) - 287: „Bez tytułu” (jap. 無題 Mudai) - 288: „Uczucia, których nie znam” (jap. 分からない感情 Wakaranai Omoi) - 289: „Szpieg „Brzasku”” (jap. “暁”のスパイ!! „Akatsuki” no Supai!!) | Lista rozdziałów: - 281: „Droga ku Sasuke!” (jap. サスケへの道!! Sasuke e no Michi!!) - 282: „Powrót Drużyny Kakashiego” (jap. カカシ班帰還 Kakashi-Han Kikan) - 283: „Poszukiwanie zastępców!” (jap. メンバー探し!! Menbā Sagashi!!) - 284: „Nowy członek drużyny...!” (jap. 新しい仲間...!! Atarashii Nakama...!!) - 285: „Człowiek z „Korzeni”!” (jap. “根”の者!! „Ne” no Mono!!) - 286: „Naruto, Sasuke i Sakura” (jap. ナルトとサスケとサクラ Naruto to Sasuke to Sakura) - 287: „Bez tytułu” (jap. 無題 Mudai) - 288: „Uczucia, których nie znam” (jap. 分からない感情 Wakaranai Omoi) - 289: „Szpieg „Brzasku”” (jap. “暁”のスパイ!! „Akatsuki” no Supai!!) | Postacie z okładki: - Shikamaru Nara - Ino Yamanaka - Chōji Akimichi - Naruto Uzumaki | Postacie z okładki: - Shikamaru Nara - Ino Yamanaka - Chōji Akimichi - Naruto Uzumaki |
| Chociaż Kakashi zostaje przykuty do łóżka po powrocie do Konohy po jego walce z Deidarą, to jednak obmyśla plany dla Naruto i Sakury, aby spotkali się ze szpiegiem Sasoriego w nadziei, że będą oni w stanie odzyskać ostatniego członka oryginalnej Drużyny 7.: Sasuke Uchiha. Danzō Shimura z Rady Konohy, obawiając się, że Akatsuki może próbować przechwycić dziewięcioogoniastego demona zapieczętowanego w Naruto, przypisuje Saia do Drużyny Kakashiego. W związku z tym Tsunade przydziela do drużyny Yamato jako tymczasowego lidera grupy. Jednakże Yamato ma problemy z odmową Naruto, który nie może dogadać się z emocjonalnie martwym Saiem. Ostatecznie po przybyciu do miejsca przeznaczenia, Yamato idzie na spotkanie sam na sam ze szpiegiem, natomiast reszta Drużyny Kakashiego pozostaje w cieniu jako wsparcie. Gdy Yamato zaczyna pytać szpiega, Kabuto Yakushiego o bazy operacyjne Orochimaru, na miejscu pojawia się sam Orochimaru, w wyniku czego dyskusja zostaje zakończona. | | | | |
| 33 | Tajna misja...!! Gokuhi Ninmu...!! (極秘任務...!!) | 2 czerwca 2006 ISBN 978-4-08-874108-6 | 16 grudnia 2008 ISBN 978-1-4215-2001-8 | 1 marca 2009 ISBN 978-83-7471-135-7 |
| Lista rozdziałów: - 290: „Koniec zdrajcy!” (jap. 裏切りの結末!! Uragiri no Ketsumatsu!!) - 291: „Iskra do eksplozji wściekłości!” (jap. 怒りの引き金!! Ikari no Hikigane!!) - 292: „Trzeci ogon...!” (jap. 三本目...!! Sanbonme...!!) - 293: „Utrata kontroli...!” (jap. 暴走...!! Bōsō...!!) - 294: „Czwarty ogon...!” (jap. 四本目...!! Yonhonme...!!) - 295: „Dotrzeć do Dziewięcioogoniastego...!” (jap. 九尾へ...!! Kyūbi e...!!) - 296: „Smutne zakończenie” (jap. 悲しき決着 Kanashiki Ketchaku) - 297: „Zadanie Saia!” (jap. サイの任務!! Sai no Ninmu!!) - 298: „Tajna misja...!” (jap. 極秘任務...!! Gokuhi Ninmu...!!) - 299: „Źródło siły...” (jap. 強さの源...!! Tsuyosa no Minamoto...!!) | Lista rozdziałów: - 290: „Koniec zdrajcy!” (jap. 裏切りの結末!! Uragiri no Ketsumatsu!!) - 291: „Iskra do eksplozji wściekłości!” (jap. 怒りの引き金!! Ikari no Hikigane!!) - 292: „Trzeci ogon...!” (jap. 三本目...!! Sanbonme...!!) - 293: „Utrata kontroli...!” (jap. 暴走...!! Bōsō...!!) - 294: „Czwarty ogon...!” (jap. 四本目...!! Yonhonme...!!) - 295: „Dotrzeć do Dziewięcioogoniastego...!” (jap. 九尾へ...!! Kyūbi e...!!) - 296: „Smutne zakończenie” (jap. 悲しき決着 Kanashiki Ketchaku) - 297: „Zadanie Saia!” (jap. サイの任務!! Sai no Ninmu!!) - 298: „Tajna misja...!” (jap. 極秘任務...!! Gokuhi Ninmu...!!) - 299: „Źródło siły...” (jap. 強さの源...!! Tsuyosa no Minamoto...!!) | Lista rozdziałów: - 290: „Koniec zdrajcy!” (jap. 裏切りの結末!! Uragiri no Ketsumatsu!!) - 291: „Iskra do eksplozji wściekłości!” (jap. 怒りの引き金!! Ikari no Hikigane!!) - 292: „Trzeci ogon...!” (jap. 三本目...!! Sanbonme...!!) - 293: „Utrata kontroli...!” (jap. 暴走...!! Bōsō...!!) - 294: „Czwarty ogon...!” (jap. 四本目...!! Yonhonme...!!) - 295: „Dotrzeć do Dziewięcioogoniastego...!” (jap. 九尾へ...!! Kyūbi e...!!) - 296: „Smutne zakończenie” (jap. 悲しき決着 Kanashiki Ketchaku) - 297: „Zadanie Saia!” (jap. サイの任務!! Sai no Ninmu!!) - 298: „Tajna misja...!” (jap. 極秘任務...!! Gokuhi Ninmu...!!) - 299: „Źródło siły...” (jap. 強さの源...!! Tsuyosa no Minamoto...!!) | Postacie z okładki: - Naruto Uzumaki - Sai | Postacie z okładki: - Naruto Uzumaki - Sai |
| Kabuto, który zawsze był lojalny wobec Orochimaru, niszczy ciało Sasoriego i Hiruko, zmuszając Yamato, aby wezwał na miejsce Naruto, Sakurę i Saia. Ostatecznie, Naruto zostaje wciągnięty do walki z Orochimaru. Podczas walki zostaje owładnięty przez Dziewięcioogoniastego, w wyniku czego chłopak zmienia się czteroogoniastą miniaturę ogoniastej bestii. Owładnięty psychicznie Naruto atakuje Orochimaru. Następnie Yamato wykorzystuje swoje unikalne zdolności do stłumienia Dziewięcioogoniastego i przywraca Naruto jego normalny stan. Przez całe zajście, Naruto dowiaduje się, że rany wyrządzone Sakurze zostały poczynione przez niego, kiedy był pod wpływem lisiego demona. Tymczasem Sai dołącza do Orochimaru w imieniu organizacji Danzō, „Korzenia” i udaje się do kryjówki Orochimaru. Natomiast Drużyna Kakashiego podąża za nim. | | | | |
| 34 | Spotkanie po latach...!! Saikai no Toki...!! (再会の時...!!) | 4 sierpnia 2006 ISBN 978-4-08-874138-3 | 3 lutego 2009 ISBN 978-1-4215-2002-5 | 1 kwietnia 2009 ISBN 978-83-7471-136-4 |
| Lista rozdziałów: - 300: „Ilustracje Saia...!” (jap. サイの絵本...!! Sai no Ehon...!!) - 301: „Sai i Sasuke!” (jap. サイとサスケ!! Sai to Sasuke!!) - 302: „Infiltracja...!” (jap. 潜入...!! Sennyū...!!) - 303: „Zdrada Saia!” (jap. サイの裏切り!! Sai no Uragiri!!) - 304: „Drugie oblicze zdrady!” (jap. 裏切りの裏側!! Uragiri no Uragawa!!) - 305: „To, co nas łączy” (jap. キミとのつながり Kimi to no Tsunagari) - 306: „Spotkanie po latach...!” (jap. 再会の時...!! Saikai no Toki...!!) - 307: „Kaprys...!” (jap. 気まぐれ...!! Kimagure...!!) - 308: „Siła Sasuke!” (jap. サスケの力!! Sasuke no Chikara!!) - 309: „Rozmowa z Dziewięcioogoniastym!” (jap. 九尾との対話!! Kyūbi to no Taiwa!!) | Lista rozdziałów: - 300: „Ilustracje Saia...!” (jap. サイの絵本...!! Sai no Ehon...!!) - 301: „Sai i Sasuke!” (jap. サイとサスケ!! Sai to Sasuke!!) - 302: „Infiltracja...!” (jap. 潜入...!! Sennyū...!!) - 303: „Zdrada Saia!” (jap. サイの裏切り!! Sai no Uragiri!!) - 304: „Drugie oblicze zdrady!” (jap. 裏切りの裏側!! Uragiri no Uragawa!!) - 305: „To, co nas łączy” (jap. キミとのつながり Kimi to no Tsunagari) - 306: „Spotkanie po latach...!” (jap. 再会の時...!! Saikai no Toki...!!) - 307: „Kaprys...!” (jap. 気まぐれ...!! Kimagure...!!) - 308: „Siła Sasuke!” (jap. サスケの力!! Sasuke no Chikara!!) - 309: „Rozmowa z Dziewięcioogoniastym!” (jap. 九尾との対話!! Kyūbi to no Taiwa!!) | Lista rozdziałów: - 300: „Ilustracje Saia...!” (jap. サイの絵本...!! Sai no Ehon...!!) - 301: „Sai i Sasuke!” (jap. サイとサスケ!! Sai to Sasuke!!) - 302: „Infiltracja...!” (jap. 潜入...!! Sennyū...!!) - 303: „Zdrada Saia!” (jap. サイの裏切り!! Sai no Uragiri!!) - 304: „Drugie oblicze zdrady!” (jap. 裏切りの裏側!! Uragiri no Uragawa!!) - 305: „To, co nas łączy” (jap. キミとのつながり Kimi to no Tsunagari) - 306: „Spotkanie po latach...!” (jap. 再会の時...!! Saikai no Toki...!!) - 307: „Kaprys...!” (jap. 気まぐれ...!! Kimagure...!!) - 308: „Siła Sasuke!” (jap. サスケの力!! Sasuke no Chikara!!) - 309: „Rozmowa z Dziewięcioogoniastym!” (jap. 九尾との対話!! Kyūbi to no Taiwa!!) | Postacie z okładki: - Kiba Inuzuka - Akamaru - Shina Aburame - Hinata Hyūga - Naruto Uzumaki | Postacie z okładki: - Kiba Inuzuka - Akamaru - Shina Aburame - Hinata Hyūga - Naruto Uzumaki |
| Yamato, Naruto, Sakura odnajdują Saia i powstrzymują jego zdradę, choć okazuje się, że jego misja to zabicie Sasuke zamiast sprowadzenia go z powrotem do Konohy żywego. Podczas przygotowań do poszukiwań Sasuke, Sai kwestionuje powody Naruto dla których chce sprowadzić Sasuke z powrotem. Naruto odpowiada, że oni dwaj tworzą więź, której nie chce złamać. Zaintrygowany tą koncepcją więzi, Sai dołącza do grupy, a nawet pomaga w schwytaniu Kabuto. Grupa rozdziela się, a Sai jako pierwszy odnajduje Sasuke. Chociaż Sai próbuje schwytać go w imieniu Naruto, to jednak Sasuke okazuje zbyt silny dla nowo utworzonej Drużyny Kakashiego. Mimo takiego obrotu sprawy, Naruto nie chce korzystać z mocy Dziewięcioogoniastego, natomiast Sasuke wchodzi w umysł młodzieńca i tłumi ogoniastą bestię. Gdy Sasuke przygotowuje się do zabicia wszystkich, Orochimaru i Kabuto go przekonują, aby pozwolił im żyć, aby także mogli zająć się Akatsuki w celu zwiększenia ich szans na powodzenie misji zabicia Itachiego. | | | | |
| 35 | Nowy tandem!! Aratanaru Futarigumi!! (新たなる二人組!!) | 2 listopada 2006 ISBN 978-4-08-874273-1 | 3 lutego 2009 ISBN 978-1-4215-2003-2 | 1 maja 2009 ISBN 978-83-7471-137-1 |
| Lista rozdziałów: - 310: „Tytuł” (jap. タイトル Taitoru) - 311: „Przydomki” (jap. あだ名 Adana) - 312: „Skradające się niebezpieczeństwo!” (jap. 忍び寄る脅威!! Shinobiyoru Kyōi!!) - 313: „Nowy tandem!” (jap. 新たなる二人組!! Aratanaru Futarigumi!!) - 314: „„Brzask” atakuje...!” (jap. “暁”侵攻...!! „Akatsuki” Shinkō...!!) - 315: „Specjalny trening!” (jap. 特別な修業!! Tokubetsuna Shugyō!!) - 316: „Początek ćwiczeń!” (jap. 修業、始め!! Shugyō, Hajime!!) - 317: „Początek koszmaru!” (jap. 悪夢の始まり!! Akumu no Hajimari!!) - 318: „Postępy w nauce” (jap. 順調なる修業 Junchōnaru Shugyō) - 319: „Źródło motywacji” (jap. つき動かすもの Tsukiugokasu Mono) | Lista rozdziałów: - 310: „Tytuł” (jap. タイトル Taitoru) - 311: „Przydomki” (jap. あだ名 Adana) - 312: „Skradające się niebezpieczeństwo!” (jap. 忍び寄る脅威!! Shinobiyoru Kyōi!!) - 313: „Nowy tandem!” (jap. 新たなる二人組!! Aratanaru Futarigumi!!) - 314: „„Brzask” atakuje...!” (jap. “暁”侵攻...!! „Akatsuki” Shinkō...!!) - 315: „Specjalny trening!” (jap. 特別な修業!! Tokubetsuna Shugyō!!) - 316: „Początek ćwiczeń!” (jap. 修業、始め!! Shugyō, Hajime!!) - 317: „Początek koszmaru!” (jap. 悪夢の始まり!! Akumu no Hajimari!!) - 318: „Postępy w nauce” (jap. 順調なる修業 Junchōnaru Shugyō) - 319: „Źródło motywacji” (jap. つき動かすもの Tsukiugokasu Mono) | Lista rozdziałów: - 310: „Tytuł” (jap. タイトル Taitoru) - 311: „Przydomki” (jap. あだ名 Adana) - 312: „Skradające się niebezpieczeństwo!” (jap. 忍び寄る脅威!! Shinobiyoru Kyōi!!) - 313: „Nowy tandem!” (jap. 新たなる二人組!! Aratanaru Futarigumi!!) - 314: „„Brzask” atakuje...!” (jap. “暁”侵攻...!! „Akatsuki” Shinkō...!!) - 315: „Specjalny trening!” (jap. 特別な修業!! Tokubetsuna Shugyō!!) - 316: „Początek ćwiczeń!” (jap. 修業、始め!! Shugyō, Hajime!!) - 317: „Początek koszmaru!” (jap. 悪夢の始まり!! Akumu no Hajimari!!) - 318: „Postępy w nauce” (jap. 順調なる修業 Junchōnaru Shugyō) - 319: „Źródło motywacji” (jap. つき動かすもの Tsukiugokasu Mono) | Postacie z okładki: - Naruto Uzumaki | Postacie z okładki: - Naruto Uzumaki |
| Kakashi, chcąc pomóc Naruto, aby miał większe szanse w walce z Sasuke w czasie ich kolejnego spotkania, zaczyna trenować go w tworzeniu nowej techniki. Po stwierdzeniu, że Naruto ma naturę czakry wiatru, Kakashi pomaga mu doskonalić zdolność kontrolowania go. Aby przyspieszyć ten proces Kakashi chce, aby podczas treningu Naruto wykorzystywał swoje Klony Cienia i ćwiczył za pomocą setek swoich kopii. Dzięki temu ich zbiorowa wiedza pozwoli ukończyć roczne szkolenie w ciągu kilku dni. Tymczasem, po pokonaniu jinchūriki Dwuogoniastego Yugito Nii, nieśmiertelny duet z Akatsuki Hidan i Kakuzu zmierzają w kierunku Konohy, aby zrealizować następny cel organizacji. Tsunade, zdeterminowana, żeby schwytać lub wyeliminować duet, mobilizuje Nijū Shōtai, grupę dwudziestu drużyn po czterech ninja, przypisanych do wykonania tego samego zadania, czyli znalezienia dwójki z Akatsuki. | | | | |
| 36 | Drużyna 10 Daijippan (第十班) | 27 grudnia 2006 ISBN 978-4-08-874288-5 | 3 lutego 2009 ISBN 978-1-4215-2172-5 | 1 czerwca 2009 ISBN 978-83-7471-138-8 |
| Lista rozdziałów: - 320: „Wyznaczona nagroda...!” (jap. 賞金首...!! Shōkinkubi...!!) - 321: „Przekonujący mówca...!” (jap. 口上手...!! Kuchijōzu...!!) - 322: „Nie da się go zabić” (jap. あいつは殺せない Aitsu wa Korosenai) - 323: „Kara boska!” (jap. 神の裁き!! Kami no Sabaki!!) - 324: „Analiza Shikamaru!” (jap. シカマルの分析!! Shikamaru no Bunseki!!) - 325: „Na jedną kartę...!” (jap. 後は無い...!! Ato wa Nai...!!) - 326: „Ból, o który proszono...!” (jap. 望んだ痛み...!! Nozonda Itami...!!) - 327: „W otchłani beznadziei...” (jap. 絶望の中に... Zetsubō no Naka ni...) - 328: „Drużyna 10" (jap. 第十班 Daijippan) - 329: „Celem jest...!” (jap. その目的...!! Sono Mokuteki...!!) | Lista rozdziałów: - 320: „Wyznaczona nagroda...!” (jap. 賞金首...!! Shōkinkubi...!!) - 321: „Przekonujący mówca...!” (jap. 口上手...!! Kuchijōzu...!!) - 322: „Nie da się go zabić” (jap. あいつは殺せない Aitsu wa Korosenai) - 323: „Kara boska!” (jap. 神の裁き!! Kami no Sabaki!!) - 324: „Analiza Shikamaru!” (jap. シカマルの分析!! Shikamaru no Bunseki!!) - 325: „Na jedną kartę...!” (jap. 後は無い...!! Ato wa Nai...!!) - 326: „Ból, o który proszono...!” (jap. 望んだ痛み...!! Nozonda Itami...!!) - 327: „W otchłani beznadziei...” (jap. 絶望の中に... Zetsubō no Naka ni...) - 328: „Drużyna 10" (jap. 第十班 Daijippan) - 329: „Celem jest...!” (jap. その目的...!! Sono Mokuteki...!!) | Lista rozdziałów: - 320: „Wyznaczona nagroda...!” (jap. 賞金首...!! Shōkinkubi...!!) - 321: „Przekonujący mówca...!” (jap. 口上手...!! Kuchijōzu...!!) - 322: „Nie da się go zabić” (jap. あいつは殺せない Aitsu wa Korosenai) - 323: „Kara boska!” (jap. 神の裁き!! Kami no Sabaki!!) - 324: „Analiza Shikamaru!” (jap. シカマルの分析!! Shikamaru no Bunseki!!) - 325: „Na jedną kartę...!” (jap. 後は無い...!! Ato wa Nai...!!) - 326: „Ból, o który proszono...!” (jap. 望んだ痛み...!! Nozonda Itami...!!) - 327: „W otchłani beznadziei...” (jap. 絶望の中に... Zetsubō no Naka ni...) - 328: „Drużyna 10" (jap. 第十班 Daijippan) - 329: „Celem jest...!” (jap. その目的...!! Sono Mokuteki...!!) | Postacie z okładki: - Hidan - Kakuzu - Naruto Uzumaki | Postacie z okładki: - Hidan - Kakuzu - Naruto Uzumaki |
| Po tym jak Naruto zyskuje właściwą kontrolę nad elementem wiatru, Kakashi mówi mu, że tworząc swój własny oryginalny atak, będzie musiał połączyć wiatr z Rasenganem. Gdy Naruto stara się wykonać to zadanie, jeden z zespołów Nijū Shōtai składający się z Shikamaru Nary i Asumy Sarutobi znajduje Hidana i Kakuzu. Mimo że są w stanie szybko zadać śmiertelny cios Hidanowi, to szybko staje się oczywiste, że Hidan nie może zostać zabity przy użyciu zwykłych metod, ponieważ jego nieśmiertelność pozwala mu na wykonywanie rytuału, podczas którego zadaje ból zarówno sobie, jak i osobie, którą „przeklina”. Hidanowi ostatecznie udaje się śmiertelnie zranić Asumę poprzez serce, mimo prób Shikamaru, próbującemu temu zapobiec. Gdy przybywa wsparcie, dwójka Akatsuki wycofuje się, a członkowie Nijū Shōtai wracają do domu, aby pochować Asumę. | | | | |
| 37 | Walka Shikamaru!! Shikamaru no Tatakai!! (シカマルの戦い!!) | 4 kwietnia 2007 ISBN 978-4-08-874338-7 | 3 lutego 2009 ISBN 978-1-4215-2173-2 | 1 lipca 2009 ISBN 978-83-7471-139-5 |
| Lista rozdziałów: - 330: „Smutna wiadomość...!” (jap. 悲しき報せ...!! Kanashiki Shirase...!!) - 331: „Wyrusza Drużyna 10...!” (jap. 第十班が行く...!! Daijippan ga Iku...!!) - 332: „Walka Shikamaru!” (jap. シカマルの戦い!! Shikamaru no Tatakai!!) - 333: „Zgranie...!” (jap. 相性...!! Aishō...!!) - 334: „Czarna przemiana...!” (jap. 黒き変貌...!! Kuroki Henbō...!!) - 335: „Przerażający sekret!” (jap. 恐るべき秘密!! Osorubeki Himitsu!!) - 336: „Nieoczekiwana zmiana sytuacji...!” (jap. 一転、窮地...!! Itten, Kyūchi...!!) - 337: „Talent Shikamaru!” (jap. シカマルの才!! Shikamaru no Sai!!) - 338: „Kto dołki kopie...” (jap. 人を呪わば... Hito o Norowaba...) - 339: „Nowa technika...!” (jap. 新術...!! Shinjutsu...!!) | Lista rozdziałów: - 330: „Smutna wiadomość...!” (jap. 悲しき報せ...!! Kanashiki Shirase...!!) - 331: „Wyrusza Drużyna 10...!” (jap. 第十班が行く...!! Daijippan ga Iku...!!) - 332: „Walka Shikamaru!” (jap. シカマルの戦い!! Shikamaru no Tatakai!!) - 333: „Zgranie...!” (jap. 相性...!! Aishō...!!) - 334: „Czarna przemiana...!” (jap. 黒き変貌...!! Kuroki Henbō...!!) - 335: „Przerażający sekret!” (jap. 恐るべき秘密!! Osorubeki Himitsu!!) - 336: „Nieoczekiwana zmiana sytuacji...!” (jap. 一転、窮地...!! Itten, Kyūchi...!!) - 337: „Talent Shikamaru!” (jap. シカマルの才!! Shikamaru no Sai!!) - 338: „Kto dołki kopie...” (jap. 人を呪わば... Hito o Norowaba...) - 339: „Nowa technika...!” (jap. 新術...!! Shinjutsu...!!) | Lista rozdziałów: - 330: „Smutna wiadomość...!” (jap. 悲しき報せ...!! Kanashiki Shirase...!!) - 331: „Wyrusza Drużyna 10...!” (jap. 第十班が行く...!! Daijippan ga Iku...!!) - 332: „Walka Shikamaru!” (jap. シカマルの戦い!! Shikamaru no Tatakai!!) - 333: „Zgranie...!” (jap. 相性...!! Aishō...!!) - 334: „Czarna przemiana...!” (jap. 黒き変貌...!! Kuroki Henbō...!!) - 335: „Przerażający sekret!” (jap. 恐るべき秘密!! Osorubeki Himitsu!!) - 336: „Nieoczekiwana zmiana sytuacji...!” (jap. 一転、窮地...!! Itten, Kyūchi...!!) - 337: „Talent Shikamaru!” (jap. シカマルの才!! Shikamaru no Sai!!) - 338: „Kto dołki kopie...” (jap. 人を呪わば... Hito o Norowaba...) - 339: „Nowa technika...!” (jap. 新術...!! Shinjutsu...!!) | Postacie z okładki: - Naruto Uzumaki - Kakashi Hatake - Ino Yamanaka - Chōji Akimichi - Shikamaru Nara - Asuma Sarutobi                                                                                        | Postacie z okładki: - Naruto Uzumaki - Kakashi Hatake - Ino Yamanaka - Chōji Akimichi - Shikamaru Nara - Asuma Sarutobi                                                                                        |
| Shikamaru wraz z pozostałymi członkami Drużyny Asumy, chce odnaleźć Hidana i pomścić swojego nauczyciela. Aby pomóc im w ich dążeniu, Kakashi dołącza do nich jako lider grupy, pozostawiając Yamato, aby nadzorował szkolenie Naruto. Kiedy znajdują duet z Akatsuki, Shikamaru powstrzymuje ich swoim cieniem, natomiast Kakashi przebija pierś Kakuzu. Jednak Kakuzu, posiadając wiele dodatkowych serc, przeżywa atak oraz uwalnia Hidana, dzięki czemu obaj współpracują przeciwko shinobi Konohy. Z konieczności rozdzielenia ich, Shikamaru przechwytuje Hidana i prowadzi go w inne miejsce, gdzie mści się za Asumę poprzez wysadzenie go i zakopanie jego „żyjących” szczątków w lesie klanu Nara, gdzie nigdy nie zostanie odnaleziony. Kakashi z pozostałymi ma znacznie trudniej z Kakuzu i jego dodatkowymi sercami, jednak przybywa wsparcie w postaci Naruto, Yamato, Sakury i Saia. | | | | |
| 38 | Rezultat treningów...!! Shugyō no Seika...!! (修業の成果...!!) | 4 czerwca 2007 ISBN 978-4-08-874364-6 | 3 marca 2009 ISBN 978-1-4215-2174-9 | 1 sierpnia 2009 ISBN 978-83-7471-140-1 |
| Lista rozdziałów: - 340: „Niepewny most” (jap. 危ない橋 Abunai Hashi) - 341: „Rezultat treningów...!” (jap. 修業の成果...!! Shugyō no Seika...!!)) - 342: „Król...!” (jap. 玉...!! Gyoku...!!) - 343: „Bezlitosny...” (jap. 非情に... Hijō ni...) - 344: „Z wężem...” (jap. 蛇と... Hebi to...) - 345: „Rytuał...!” (jap. 儀式...!! Gishiki...!!) - 346: „Tajemnica nowej techniki!” (jap. 新術の秘密!! Shinjutsu no Himitsu!!) - 347: „Wstąpić w jedno miejsce!” (jap. 寄り道!! Yorimichi!!) - 348: „Kolejny członek grupy!” (jap. 次なる一人!! Tsuginaru Hitori!!) - 349: „W północnej kryjówce” (jap. 北アジトにて Kita Ajito nite) | Lista rozdziałów: - 340: „Niepewny most” (jap. 危ない橋 Abunai Hashi) - 341: „Rezultat treningów...!” (jap. 修業の成果...!! Shugyō no Seika...!!)) - 342: „Król...!” (jap. 玉...!! Gyoku...!!) - 343: „Bezlitosny...” (jap. 非情に... Hijō ni...) - 344: „Z wężem...” (jap. 蛇と... Hebi to...) - 345: „Rytuał...!” (jap. 儀式...!! Gishiki...!!) - 346: „Tajemnica nowej techniki!” (jap. 新術の秘密!! Shinjutsu no Himitsu!!) - 347: „Wstąpić w jedno miejsce!” (jap. 寄り道!! Yorimichi!!) - 348: „Kolejny członek grupy!” (jap. 次なる一人!! Tsuginaru Hitori!!) - 349: „W północnej kryjówce” (jap. 北アジトにて Kita Ajito nite) | Lista rozdziałów: - 340: „Niepewny most” (jap. 危ない橋 Abunai Hashi) - 341: „Rezultat treningów...!” (jap. 修業の成果...!! Shugyō no Seika...!!)) - 342: „Król...!” (jap. 玉...!! Gyoku...!!) - 343: „Bezlitosny...” (jap. 非情に... Hijō ni...) - 344: „Z wężem...” (jap. 蛇と... Hebi to...) - 345: „Rytuał...!” (jap. 儀式...!! Gishiki...!!) - 346: „Tajemnica nowej techniki!” (jap. 新術の秘密!! Shinjutsu no Himitsu!!) - 347: „Wstąpić w jedno miejsce!” (jap. 寄り道!! Yorimichi!!) - 348: „Kolejny członek grupy!” (jap. 次なる一人!! Tsuginaru Hitori!!) - 349: „W północnej kryjówce” (jap. 北アジトにて Kita Ajito nite) | Postacie z okładki: - Sasuke Uchiha - Naruto Uzumaki | Postacie z okładki: - Sasuke Uchiha - Naruto Uzumaki |
| Po zaawansowanym treningu wystarczającym do utworzenia ataku, Naruto używa swojego Rasenshurikena, który wyrządza Kakuzu ogromne uszkodzenia ciała, natomiast Kakashi zadaje mu śmiertelny cios. Gdzie indziej, Sasuke stwierdzając, że nauczył się już wszystkiego, co można u Orochimaru, próbuje zabić swojego byłego mentora, kiedy ten decyduje się zainicjować proces kradzieży ciała. Dzięki wykorzystaniu swojego Sharingana, Sasuke udaje się odwrócić proces, w wyniku czego pochłania Orochimaru do własnego ciała. Teraz będąc nieskrępowany, Sasuke postanawia ostatecznie zrealizować swój plan zabicia Itachiego. W związku z tym rekrutuje do swojego zespołu Suigetsu Hōzukiego, Karin Uzumaki i Jūgo, aby pomogli mu w polowaniu. | | | | |
| 39 | W drogę Ugokidasu mono-tachi (動き出す者たち) | 3 sierpnia 2007 ISBN 978-4-08-874397-4 | 3 marca 2009 ISBN 978-1-4215-2175-6 | 1 września 2009 ISBN 978-83-7471-141-8 |
| Lista rozdziałów: - 350: „Szokująca wiadomość...!” (jap. 衝撃の報せ...!! Shōgeki no Shirase...!!) - 351: „Męska rozmowa!” (jap. 男との対話!! Otoko to no Taiwa!!)) - 352: „Cel...!” (jap. 目的は...!! Mokuteki wa...!!) - 353: „Zebranie „Brzasku”...!” (jap. “暁”集合...!! „Akatsuki” Shūgō...!!) - 354: „W drogę” (jap. 動き出す者たち Ugokidasu Mono-Tachi) - 355: „Dokąd...?!” (jap. どっちへ...!? Dotchi e...!?) - 356: „Starcie...!” (jap. 衝突...!! Shōtotsu...!!) - 357: „Deidara kontra Sasuke!” (jap. デイダラVSサスケ!! Deidara Bāsasu Sasuke!!) - 358: „Atakuje C2!” (jap. 追いつめるC2!! Oitsumeru Shī Tsū!!) - 359: „Te oczy...!” (jap. その眼...!! Sono Me...!!) | Lista rozdziałów: - 350: „Szokująca wiadomość...!” (jap. 衝撃の報せ...!! Shōgeki no Shirase...!!) - 351: „Męska rozmowa!” (jap. 男との対話!! Otoko to no Taiwa!!)) - 352: „Cel...!” (jap. 目的は...!! Mokuteki wa...!!) - 353: „Zebranie „Brzasku”...!” (jap. “暁”集合...!! „Akatsuki” Shūgō...!!) - 354: „W drogę” (jap. 動き出す者たち Ugokidasu Mono-Tachi) - 355: „Dokąd...?!” (jap. どっちへ...!? Dotchi e...!?) - 356: „Starcie...!” (jap. 衝突...!! Shōtotsu...!!) - 357: „Deidara kontra Sasuke!” (jap. デイダラVSサスケ!! Deidara Bāsasu Sasuke!!) - 358: „Atakuje C2!” (jap. 追いつめるC2!! Oitsumeru Shī Tsū!!) - 359: „Te oczy...!” (jap. その眼...!! Sono Me...!!) | Lista rozdziałów: - 350: „Szokująca wiadomość...!” (jap. 衝撃の報せ...!! Shōgeki no Shirase...!!) - 351: „Męska rozmowa!” (jap. 男との対話!! Otoko to no Taiwa!!)) - 352: „Cel...!” (jap. 目的は...!! Mokuteki wa...!!) - 353: „Zebranie „Brzasku”...!” (jap. “暁”集合...!! „Akatsuki” Shūgō...!!) - 354: „W drogę” (jap. 動き出す者たち Ugokidasu Mono-Tachi) - 355: „Dokąd...?!” (jap. どっちへ...!? Dotchi e...!?) - 356: „Starcie...!” (jap. 衝突...!! Shōtotsu...!!) - 357: „Deidara kontra Sasuke!” (jap. デイダラVSサスケ!! Deidara Bāsasu Sasuke!!) - 358: „Atakuje C2!” (jap. 追いつめるC2!! Oitsumeru Shī Tsū!!) - 359: „Te oczy...!” (jap. その眼...!! Sono Me...!!) | Postacie z okładki: - Sasuke Uchiha - Karin Uzumaki - Suigetsu Hōzuki - Jūgo | Postacie z okładki: - Sasuke Uchiha - Karin Uzumaki - Suigetsu Hōzuki - Jūgo |
| Gdy Jūgo dołącza do grupy Hebi, Sasuke i jego towarzysze dzielą się w celu szukania wskazówek na temat miejsca pobytu Itachiego. Gdy wieści o porażce Orochimaru z rąk Sasuke docierają do Konohy, Naruto stwierdza, że będzie to dobra okazja, aby ponownie spróbować odzyskać Sasuke. Zdając sobie sprawę, że Sasuke szuka Itachiego, Naruto wraz z Sakurą, Saiem, Kakashim, Yamato, a także członkami Drużyny 8. decydują się odnaleźć jednego z braci Uchiha. Akatsuki również dowiaduje się porażce Orochimaru i wysyła Deidarę oraz jego nowego kolegę Tobiego do załatwienia Sasuke. Obaj szybko odnajdują Sasuke, natomiast Deidara chce z nim walczyć, mimo że umiejętności Sasuke szybko okazują się bardziej potężne niż bomby Deidary. | | | | |
| 40 | Sztuka ostateczna!! Kyūkyoku Geijutsu!! (究極芸術!!) | 3 listopada 2007 ISBN 978-4-08-874432-2 | 3 marca 2009 ISBN 978-1-4215-2841-0 | 1 listopada 2009 ISBN 978-83-7471-142-5 |
| Lista rozdziałów: - 360: „C4 Garuda” (jap. C4カルラ Shī Fō Karura) - 361: „Słaby punkt...!” (jap. 弱点...!! Jakuten...!!)) - 362: „Sztuka ostateczna!” (jap. 究極芸術!! Kyūkyoku Geijutsu!!) - 363: „Śmierć Sasuke...!” (jap. サスケの死...!! Sasuke no Shi...!!) - 364: „Celem jest...!” (jap. 狙いは...!! Nerai wa...!!) - 365: „W pogoni za Itachim” (jap. イタチを追え Itachi o oe) - 366: „Bracia” (jap. 兄弟 Kyōdai) - 367: „Itachi i Sasuke” (jap. イタチとサスケ Itachi to Sasuke) - 368: „Rekonesans” (jap. 情報収集 Jōhō Shūshū) - 369: „Kim jest Pain” (jap. ペインについて Pein ni Tsuite) | Lista rozdziałów: - 360: „C4 Garuda” (jap. C4カルラ Shī Fō Karura) - 361: „Słaby punkt...!” (jap. 弱点...!! Jakuten...!!)) - 362: „Sztuka ostateczna!” (jap. 究極芸術!! Kyūkyoku Geijutsu!!) - 363: „Śmierć Sasuke...!” (jap. サスケの死...!! Sasuke no Shi...!!) - 364: „Celem jest...!” (jap. 狙いは...!! Nerai wa...!!) - 365: „W pogoni za Itachim” (jap. イタチを追え Itachi o oe) - 366: „Bracia” (jap. 兄弟 Kyōdai) - 367: „Itachi i Sasuke” (jap. イタチとサスケ Itachi to Sasuke) - 368: „Rekonesans” (jap. 情報収集 Jōhō Shūshū) - 369: „Kim jest Pain” (jap. ペインについて Pein ni Tsuite) | Lista rozdziałów: - 360: „C4 Garuda” (jap. C4カルラ Shī Fō Karura) - 361: „Słaby punkt...!” (jap. 弱点...!! Jakuten...!!)) - 362: „Sztuka ostateczna!” (jap. 究極芸術!! Kyūkyoku Geijutsu!!) - 363: „Śmierć Sasuke...!” (jap. サスケの死...!! Sasuke no Shi...!!) - 364: „Celem jest...!” (jap. 狙いは...!! Nerai wa...!!) - 365: „W pogoni za Itachim” (jap. イタチを追え Itachi o oe) - 366: „Bracia” (jap. 兄弟 Kyōdai) - 367: „Itachi i Sasuke” (jap. イタチとサスケ Itachi to Sasuke) - 368: „Rekonesans” (jap. 情報収集 Jōhō Shūshū) - 369: „Kim jest Pain” (jap. ペインについて Pein ni Tsuite) | Postacie z okładki: - Sasuke Uchiha - Deidara | Postacie z okładki: - Sasuke Uchiha - Deidara |
| Sasuke udaje się przetrwać najsilniejsze ataki Deidary, zmuszając członka Akatsuki, aby użył siebie jako samobójczej bomby, która pochłonie przeciwnika. Jednak Sasuke ucieka przed wybuchem poświęcając przywołanego węża Mandę. W wyniku tego jest zmuszony do przegrupowania się z innymi członkami grupy, aby odpocząć. Po tym, jak wyzdrowiał, udaje się do pobliskiej kryjówki Akatsuki, gdzie Sasuke spotyka się z Itachim. Gdy Sasuke wykazuje wzrost swoich umiejętności, Itachi zgadza się spotkanie w świątyni Uchiha na ich ostateczną walkę. W międzyczasie, Tobi, który przetrwał wybuch Deidary, pojawia się u Paina w Amegakure. Twierdzi, że jest prawdziwym liderem Akatsuki i nazywa się Madara Uchiha. Daje mu zadanie schwytania Naruto. Jednak przed przygotowaniami na misję, Amegakure jest infiltrowana przez Jiraiyę, w wyniku czego Pain jest zmuszony do walki z nim, zanim wyruszy po Naruto. | | | | |
| 41 | Wybór Jiraiyi!! Jiraiya no Sentaku!! (自来也の選択!!) | 4 lutego 2008 ISBN 978-4-08-874472-8 | 3 marca 2009 ISBN 978-1-4215-2842-7 | 1 listopada 2009 ISBN 978-83-7471-143-2 |
| Lista rozdziałów: - 370: „Niepokój” (jap. 胸騒ぎ Munasawagi) - 371: „Stary znajomy...!” (jap. 旧知...!! Kyūchi...!!)) - 372: „Kraj we łzach!” (jap. 泣いている国!! Naite Iru Kuni!!) - 373: „Mistrz i uczniowie...!” (jap. 師弟時代...!! Shitei Jidai...!!) - 374: „Droga ku boskości!” (jap. 神への成長!! Kami e no Seichō!!) - 375: „Dwoje największych Pustelników...!” (jap. 二大仙人...!! Nidai Sennin...!!) - 376: „Dziecię z przepowiedni!” (jap. 予言の子!! Yogen no Ko!!) - 377: „Tryb Pustelniczy!” (jap. 仙人モード!! Sennin Mōdo!!) - 378: „Jeden na jednego...!” (jap. 一対一...!! Ittaiichi...!!) - 379: „Wybór Jiraiyi!” (jap. 自来也の選択!! Jiraiya no Sentaku!!) | Lista rozdziałów: - 370: „Niepokój” (jap. 胸騒ぎ Munasawagi) - 371: „Stary znajomy...!” (jap. 旧知...!! Kyūchi...!!)) - 372: „Kraj we łzach!” (jap. 泣いている国!! Naite Iru Kuni!!) - 373: „Mistrz i uczniowie...!” (jap. 師弟時代...!! Shitei Jidai...!!) - 374: „Droga ku boskości!” (jap. 神への成長!! Kami e no Seichō!!) - 375: „Dwoje największych Pustelników...!” (jap. 二大仙人...!! Nidai Sennin...!!) - 376: „Dziecię z przepowiedni!” (jap. 予言の子!! Yogen no Ko!!) - 377: „Tryb Pustelniczy!” (jap. 仙人モード!! Sennin Mōdo!!) - 378: „Jeden na jednego...!” (jap. 一対一...!! Ittaiichi...!!) - 379: „Wybór Jiraiyi!” (jap. 自来也の選択!! Jiraiya no Sentaku!!) | Lista rozdziałów: - 370: „Niepokój” (jap. 胸騒ぎ Munasawagi) - 371: „Stary znajomy...!” (jap. 旧知...!! Kyūchi...!!)) - 372: „Kraj we łzach!” (jap. 泣いている国!! Naite Iru Kuni!!) - 373: „Mistrz i uczniowie...!” (jap. 師弟時代...!! Shitei Jidai...!!) - 374: „Droga ku boskości!” (jap. 神への成長!! Kami e no Seichō!!) - 375: „Dwoje największych Pustelników...!” (jap. 二大仙人...!! Nidai Sennin...!!) - 376: „Dziecię z przepowiedni!” (jap. 予言の子!! Yogen no Ko!!) - 377: „Tryb Pustelniczy!” (jap. 仙人モード!! Sennin Mōdo!!) - 378: „Jeden na jednego...!” (jap. 一対一...!! Ittaiichi...!!) - 379: „Wybór Jiraiyi!” (jap. 自来也の選択!! Jiraiya no Sentaku!!) | Postacie z okładki: - Naruto Uzumaki - Pain - Tobi - Konan - Itachi Uchiha - Deidara - Kisame Hoshikagi - Sasori - Orochimaru - Zetsu - Hidan - Kakuzu                                                         | Postacie z okładki: - Naruto Uzumaki - Pain - Tobi - Konan - Itachi Uchiha - Deidara - Kisame Hoshikagi - Sasori - Orochimaru - Zetsu - Hidan - Kakuzu                                                         |
| Po zebraniu trochę informacji na temat Paina, Jiraiya idzie się z nim zmierzyć. Jednak zanim będzie mógł to zrobić, zostaje odnaleziony przez partnera Paina, Konan, byłą uczennicę Jiraiyi. Podczas krótkiej walki, Jiraiya zaczyna podejrzewać, że Pain również jest jego byłym uczniem, Nagato, mając nadzieję, że potwierdzi się to po pojawieniu się lidera Akatsuki. Konan wycofuje się, natomiast Pain rozpoczyna walkę z Jiraiyą. Obaj walczą za pomocą swoich przywołańców. Gdy Jiraiya przywołuje dwie żaby zaczyna zyskiwać przewagę, w wyniku czego Pain przywołuje dwa dodatkowe ciała Paina, aby walczyły u jego boku. Chociaż zaskoczony takim obrotem wydarzeń i większą ich liczbą, Jiraiya jest w stanie wykończyć wszystkie trzy ciała. Wierząc, że wygrał bitwę, Jiraiya zostaje nieoczekiwanie zaatakowany, przez co zostaje ciężko ranny. W tym samym momencie pojawiają się trzy kolejne Painy wraz z trójką, która została chwilę wcześniej zneutralizowana. | | | | |
| 42 | Tajemnica Mangekyō...!! Mangekyō no Himitsu...!! (万華鏡の秘密...!!) | 2 maja 2008 ISBN 978-4-08-874512-1 | 7 kwietnia 2009 ISBN 978-1-4215-2843-4 | 1 grudnia 2009 ISBN 978-83-7471-144-9 |
| Lista rozdziałów: - 380: „Rysy...!” (jap. その面影...!! Sono Omokage...!!) - 381: „Kim jest naprawdę...!” (jap. その正体...!! Sono Shōtai...!!)) - 382: „Prawdziwy wybór!” (jap. 本当の選択!! Hontō no Sentaku!!) - 383: „Ostatni rozdział...!” (jap. 最終章、そして...!! Saishūshō, Soshite...!!) - 384: „Na rozdrożu...” (jap. 二つの道... Futatsu no Michi...) - 385: „Tajemnica Mangekyō...!!” (jap. 万華鏡の秘密...!! Mangekyō no Himitsu...!!) - 386: „Nowe światło...!” (jap. 新たな光...!! Aratana Hikari...!!) - 387: „Rzeczywistość...!” (jap. 現実...!! Genjitsu...!!) - 388: „Różnica sił...!” (jap. 力の差...!! Chikara no Sa...!!) - 389: „Po myśli Sasuke!” (jap. サスケの流れ! Sasuke no Nagare!) | Lista rozdziałów: - 380: „Rysy...!” (jap. その面影...!! Sono Omokage...!!) - 381: „Kim jest naprawdę...!” (jap. その正体...!! Sono Shōtai...!!)) - 382: „Prawdziwy wybór!” (jap. 本当の選択!! Hontō no Sentaku!!) - 383: „Ostatni rozdział...!” (jap. 最終章、そして...!! Saishūshō, Soshite...!!) - 384: „Na rozdrożu...” (jap. 二つの道... Futatsu no Michi...) - 385: „Tajemnica Mangekyō...!!” (jap. 万華鏡の秘密...!! Mangekyō no Himitsu...!!) - 386: „Nowe światło...!” (jap. 新たな光...!! Aratana Hikari...!!) - 387: „Rzeczywistość...!” (jap. 現実...!! Genjitsu...!!) - 388: „Różnica sił...!” (jap. 力の差...!! Chikara no Sa...!!) - 389: „Po myśli Sasuke!” (jap. サスケの流れ! Sasuke no Nagare!) | Lista rozdziałów: - 380: „Rysy...!” (jap. その面影...!! Sono Omokage...!!) - 381: „Kim jest naprawdę...!” (jap. その正体...!! Sono Shōtai...!!)) - 382: „Prawdziwy wybór!” (jap. 本当の選択!! Hontō no Sentaku!!) - 383: „Ostatni rozdział...!” (jap. 最終章、そして...!! Saishūshō, Soshite...!!) - 384: „Na rozdrożu...” (jap. 二つの道... Futatsu no Michi...) - 385: „Tajemnica Mangekyō...!!” (jap. 万華鏡の秘密...!! Mangekyō no Himitsu...!!) - 386: „Nowe światło...!” (jap. 新たな光...!! Aratana Hikari...!!) - 387: „Rzeczywistość...!” (jap. 現実...!! Genjitsu...!!) - 388: „Różnica sił...!” (jap. 力の差...!! Chikara no Sa...!!) - 389: „Po myśli Sasuke!” (jap. サスケの流れ! Sasuke no Nagare!) | Postacie z okładki: - Naruto Uzumaki - Jiraiya | Postacie z okładki: - Naruto Uzumaki - Jiraiya |
| Mimo że Jiraiyi udaje się schwytać jedno z sześciu ciał Paina, to jednak nie jest w stanie pokonać pozostałych pięciu. Wiedząc, że będzie to jedyna okazja, aby poznać prawdę o Painie, wysyła przechwycone ciało do Tsunade oraz zamierza ostatecznie dowiedzieć kim jest lider Akatsuki. Jiraiyi udaje się to i wysyła swoje odkrycie do Naruto i reszty Konohy, jednak umiera z powodu odniesionych ran. Tymczasem, Sasuke spotyka się z Itachim, pozostawiając grupę Hebi, która ma zaczekać i ewentualnie zając się partnerem Itachiego, Kisame. Z kolei Naruto i spółka znajdują w pobliżu ich lokalizacji, lecz Tobi podejmuje kroki powstrzymania shinobi Konohy na tyle długo, aby dwaj bracia mogli walczyć bez przeszkód. Walka między Sasuke i Itachim rozpoczyna się. Sasuke jest w stanie wykorzystać swoje wieloletnią nienawiść do nacierania na Itachiego, doprowadzając go do granic możliwości. | | | | |
| 43 | Ten, który zna prawdę Shinjitsu o shiru mono (真実を知る者) | 4 sierpnia 2008 ISBN 978-4-08-874552-7 | 7 kwietnia 2009 ISBN 978-1-4215-2929-5 | 1 stycznia 2010 ISBN 978-83-7471-183-8 |
| Lista rozdziałów: - 390: „Ostatnia technika...!” (jap. 最後の術...!! Saigo no Jutsu...!!) - 391: „Wraz z grzmotem...!” (jap. 雷鳴と共に...!! Raimei to Tomo ni...!!)) - 392: „Bóg Nawałnic...!” (jap. 須佐能乎...!! Susanoo...!!) - 393: „Moje oczy...!” (jap. オレの眼...!! Ore no Me...!!) - 394: „Zwycięstwo Sasuke” (jap. サスケの勝利 Sasuke no Shōri) - 395: „Tajemnica Tobiego” (jap. トビの謎 Tobi no Nazo) - 396: „Przedstawię się” (jap. 自己紹介 Jiko Shōkai) - 397: „Ten, który zna prawdę” (jap. 真実を知る者 Shinjitsu o Shiru Mono) - 398: „Narodziny Konohy” (jap. 木ノ葉のはじまり Konoha no Hajimari) - 399: „Początek wszystkiego!” (jap. すべての始まり!! Subete no Hajimari!!) - 400: „W piekle” (jap. 地獄の中で Jigoku no Naka de) - 401: „Złudzenie” (jap. 幻術 Maboroshi) - 402: „Ostatnie słowa” (jap. 最後の言葉 Saigo no Kotoba) | Lista rozdziałów: - 390: „Ostatnia technika...!” (jap. 最後の術...!! Saigo no Jutsu...!!) - 391: „Wraz z grzmotem...!” (jap. 雷鳴と共に...!! Raimei to Tomo ni...!!)) - 392: „Bóg Nawałnic...!” (jap. 須佐能乎...!! Susanoo...!!) - 393: „Moje oczy...!” (jap. オレの眼...!! Ore no Me...!!) - 394: „Zwycięstwo Sasuke” (jap. サスケの勝利 Sasuke no Shōri) - 395: „Tajemnica Tobiego” (jap. トビの謎 Tobi no Nazo) - 396: „Przedstawię się” (jap. 自己紹介 Jiko Shōkai) - 397: „Ten, który zna prawdę” (jap. 真実を知る者 Shinjitsu o Shiru Mono) - 398: „Narodziny Konohy” (jap. 木ノ葉のはじまり Konoha no Hajimari) - 399: „Początek wszystkiego!” (jap. すべての始まり!! Subete no Hajimari!!) - 400: „W piekle” (jap. 地獄の中で Jigoku no Naka de) - 401: „Złudzenie” (jap. 幻術 Maboroshi) - 402: „Ostatnie słowa” (jap. 最後の言葉 Saigo no Kotoba) | Lista rozdziałów: - 390: „Ostatnia technika...!” (jap. 最後の術...!! Saigo no Jutsu...!!) - 391: „Wraz z grzmotem...!” (jap. 雷鳴と共に...!! Raimei to Tomo ni...!!)) - 392: „Bóg Nawałnic...!” (jap. 須佐能乎...!! Susanoo...!!) - 393: „Moje oczy...!” (jap. オレの眼...!! Ore no Me...!!) - 394: „Zwycięstwo Sasuke” (jap. サスケの勝利 Sasuke no Shōri) - 395: „Tajemnica Tobiego” (jap. トビの謎 Tobi no Nazo) - 396: „Przedstawię się” (jap. 自己紹介 Jiko Shōkai) - 397: „Ten, który zna prawdę” (jap. 真実を知る者 Shinjitsu o Shiru Mono) - 398: „Narodziny Konohy” (jap. 木ノ葉のはじまり Konoha no Hajimari) - 399: „Początek wszystkiego!” (jap. すべての始まり!! Subete no Hajimari!!) - 400: „W piekle” (jap. 地獄の中で Jigoku no Naka de) - 401: „Złudzenie” (jap. 幻術 Maboroshi) - 402: „Ostatnie słowa” (jap. 最後の言葉 Saigo no Kotoba) | Postacie z okładki: - Sasuke Uchiha - Itachi Uchiha | Postacie z okładki: - Sasuke Uchiha - Itachi Uchiha |
| Aby doprowadzić walkę do szybkiego końca, Sasuke wytwarza burzę, którą atakuje Itachiego z góry. Itachiemu udaje się przetrwać atak, jednak po usunięciu Orochimaru z ciała Sasuke i pożegnaniu się z młodszym bratem, umiera. Tobi zabiera Sasuke, który odniósł obrażenia podczas walki, natomiast Naruto, utraciwszy ślad Sasuke, jest zmuszony powrócić do domu. Gdy Sasuke odzyskuje przytomność, Tobi opowiada mu historię klanu Uchiha: on, Madara Uchiha, pomógł założyć Konohę wraz z przyszłym Pierwszym Hokage, Hashiramą Senju, jednak nieufność pomiędzy kierownictwem Konohy i Uchiha, która rosła przez pokolenia, po pojawieniu się Kyūbiego, pogłębiła się jeszcze bardziej. Gdy rok później Uchiha zaczęli planować obalenie przywództwa, Itachi został wysłany przez Konohę, aby wyeliminował swój własny klan i w ten sposób zapobiegł rebelii ze strony Uchiha. Jednakże Itachi wbrew rozkazom, postanawia oszczędzić swojego brata, a następnie żyć jako zbrodniarz zarazem kłamiąc Sasuke tak, aby ten go kiedyś zabił i pomścił swoją rodzinę. W pewnym momencie, Itachi zapada na nieuleczalną chorobę, która znacznie skraca jego żywotność, jednak zmusza się do życia, aby umrzeć z rąk Sasuke. Sasuke zdając sobie sprawę, że Itachi tak samo jak on, był ofiarą, zamierza zniszczyć Konohę. | | | | |
| 44 | Nauka sztuki pustelniczej...!! Senjutsu Denshō...!! (仙術伝承...!!) | 4 listopada 2008 ISBN 978-4-08-874589-3 | 7 kwietnia 2009 ISBN 978-1-4215-3134-2 | 1 lutego 2010 ISBN 978-83-7471-184-5 |
| Lista rozdziałów: - 403: „Łzy” (jap. 涙 Namida) - 404: „„Jastrząb” i „Brzask”” (jap. “鷹”と“暁” „Taka” to „Akatsuki”)) - 405: „Spadek” (jap. 遺されたもの Nokosareta Mono) - 406: „Klucz do przyszłości” (jap. 未来への鍵 Mirai e no Kagi) - 407: „Adresat – Naruto” (jap. ナルトに宛てて Naruto ni Atete) - 408: „Propozycja Fukasaku” (jap. フカサクの提案 Fukasaku no Teian) - 409: „Nauka sztuki pustelniczej...!” (jap. 仙術伝承...!! Senjutsu Denshō...!!) - 410: „Starcie w Przełęczy Burz!” (jap. 雲雷峡の闘い!! Unraikyō no Tatakai!!) - 411: „Ośmioogoniasty kontra Sasuke!” (jap. 八尾VSサスケ!! Hachibi Bāsasu Sasuke!!) - 412: „Dreszcz jak nigdy dotąd” (jap. かつてない戦慄 Katsutenai Senritsu) | Lista rozdziałów: - 403: „Łzy” (jap. 涙 Namida) - 404: „„Jastrząb” i „Brzask”” (jap. “鷹”と“暁” „Taka” to „Akatsuki”)) - 405: „Spadek” (jap. 遺されたもの Nokosareta Mono) - 406: „Klucz do przyszłości” (jap. 未来への鍵 Mirai e no Kagi) - 407: „Adresat – Naruto” (jap. ナルトに宛てて Naruto ni Atete) - 408: „Propozycja Fukasaku” (jap. フカサクの提案 Fukasaku no Teian) - 409: „Nauka sztuki pustelniczej...!” (jap. 仙術伝承...!! Senjutsu Denshō...!!) - 410: „Starcie w Przełęczy Burz!” (jap. 雲雷峡の闘い!! Unraikyō no Tatakai!!) - 411: „Ośmioogoniasty kontra Sasuke!” (jap. 八尾VSサスケ!! Hachibi Bāsasu Sasuke!!) - 412: „Dreszcz jak nigdy dotąd” (jap. かつてない戦慄 Katsutenai Senritsu) | Lista rozdziałów: - 403: „Łzy” (jap. 涙 Namida) - 404: „„Jastrząb” i „Brzask”” (jap. “鷹”と“暁” „Taka” to „Akatsuki”)) - 405: „Spadek” (jap. 遺されたもの Nokosareta Mono) - 406: „Klucz do przyszłości” (jap. 未来への鍵 Mirai e no Kagi) - 407: „Adresat – Naruto” (jap. ナルトに宛てて Naruto ni Atete) - 408: „Propozycja Fukasaku” (jap. フカサクの提案 Fukasaku no Teian) - 409: „Nauka sztuki pustelniczej...!” (jap. 仙術伝承...!! Senjutsu Denshō...!!) - 410: „Starcie w Przełęczy Burz!” (jap. 雲雷峡の闘い!! Unraikyō no Tatakai!!) - 411: „Ośmioogoniasty kontra Sasuke!” (jap. 八尾VSサスケ!! Hachibi Bāsasu Sasuke!!) - 412: „Dreszcz jak nigdy dotąd” (jap. かつてない戦慄 Katsutenai Senritsu) | Postacie z okładki: - Naruto Uzumaki - Gamakichi - Gamatatsu | Postacie z okładki: - Naruto Uzumaki - Gamakichi - Gamatatsu |
| Po powrocie do Konohy, Naruto dowiaduje się o śmierci Jiraiyi. Wiedząc, że Akatsuki w końcu przyjdzie po niego i chcąc pomścić swojego mistrza, Naruto postanawia nauczyć się korzystać z Senjutsu i przygotowywać się do nieuniknionego spotkania z Painem. Wyrusza do krainy żab aby trenować, tak jak Jiraiya lata wcześniej, natomiast swoim przyjaciołom w Konosze pozostawia zadanie rozszyfrowania tożsamości Paina. Gdzie indziej, Sasuke razem z grupą Hebi, obecnie pod nazwą „Taka” zgadza się na współpracę z Akatsuki w zamian za pomoc w zniszczeniu Konohy. Taka zostaje wysłana w celu schwytania Ośmioogoniastego, a po odnalezieniu jego nosiciela, Killera Bee, rozpoczyna z nim walkę. Mimo że Killer Bee okazuje się być potężniejszy od czterech przeciwników, to jednak decyduje się uwolnić bestię i przekształcić się w Ośmioogoniastego. | | | | |
| 45 | Konoha, Pole Bitwy!! Senjō, Konoha!! (戦場、木ノ葉!!) | 4 lutego 2009 ISBN 978-4-08-874627-2 | 7 lipca 2009 ISBN 978-1-4215-3135-9 | 1 maja 2010 ISBN 978-83-7471-185-2 |
| Lista rozdziałów: - 413: „Upadek” (jap. 崩落 Hōraku) - 414: „Wściekły Byk” (jap. 暴れ牛 Abare Ushi)) - 415: „Nowa siła!” (jap. 新しき力!! Atarashiki Chikara!!) - 416: „Opowieść o odwadze” (jap. ド根性忍伝 Dokonjō Ninden) - 417: „Raikage wychodzi z cienia!” (jap. 雷影、動く!! Raikage, Ugoku!!) - 418: „Pustelnik Naruto!” (jap. 仙人ナルト!! Sennin Naruto!!) - 419: „Inwazja!” (jap. 襲来!! Shūrai!!) - 420: „Konoha, pole bitwy!” (jap. 戦場、木ノ葉!! Senjō, Konoha!!) - 421: „Ściągnąć tu Naruto!” (jap. ナルトを呼び戻せ!! Naruto o Yobimodose!!) - 422: „Kakashi kontra Pain!” (jap. カカシVSペイン!! Kakashi Bāsasu Pein!!) | Lista rozdziałów: - 413: „Upadek” (jap. 崩落 Hōraku) - 414: „Wściekły Byk” (jap. 暴れ牛 Abare Ushi)) - 415: „Nowa siła!” (jap. 新しき力!! Atarashiki Chikara!!) - 416: „Opowieść o odwadze” (jap. ド根性忍伝 Dokonjō Ninden) - 417: „Raikage wychodzi z cienia!” (jap. 雷影、動く!! Raikage, Ugoku!!) - 418: „Pustelnik Naruto!” (jap. 仙人ナルト!! Sennin Naruto!!) - 419: „Inwazja!” (jap. 襲来!! Shūrai!!) - 420: „Konoha, pole bitwy!” (jap. 戦場、木ノ葉!! Senjō, Konoha!!) - 421: „Ściągnąć tu Naruto!” (jap. ナルトを呼び戻せ!! Naruto o Yobimodose!!) - 422: „Kakashi kontra Pain!” (jap. カカシVSペイン!! Kakashi Bāsasu Pein!!) | Lista rozdziałów: - 413: „Upadek” (jap. 崩落 Hōraku) - 414: „Wściekły Byk” (jap. 暴れ牛 Abare Ushi)) - 415: „Nowa siła!” (jap. 新しき力!! Atarashiki Chikara!!) - 416: „Opowieść o odwadze” (jap. ド根性忍伝 Dokonjō Ninden) - 417: „Raikage wychodzi z cienia!” (jap. 雷影、動く!! Raikage, Ugoku!!) - 418: „Pustelnik Naruto!” (jap. 仙人ナルト!! Sennin Naruto!!) - 419: „Inwazja!” (jap. 襲来!! Shūrai!!) - 420: „Konoha, pole bitwy!” (jap. 戦場、木ノ葉!! Senjō, Konoha!!) - 421: „Ściągnąć tu Naruto!” (jap. ナルトを呼び戻せ!! Naruto o Yobimodose!!) - 422: „Kakashi kontra Pain!” (jap. カカシVSペイン!! Kakashi Bāsasu Pein!!) | Postacie z okładki: - Naruto Uzumaki - Fukasaku - Pain | Postacie z okładki: - Naruto Uzumaki - Fukasaku - Pain |
| Z pełną mocą ośmioogoniastej bestii Killer Bee był w stanie zdziesiątkować Takę. Obawiając się śmierci kolegów z drużyny, Sasuke uaktywnia swojego nowo nabytego Mangekyō Sharingana do stłumienia mocy bestii i schwytania Killera Bee. Gdy Raikage, lider Kumogakure i brat Bee, się o tym dowiaduje, postanawia zwołać zebranie pięciu Kage w celu omówienia sposobów radzenia sobie z rosnącym zagrożeniem, którym jest Akatsuki. Gdy list o spotkaniu zostaje wysłany, Akatsuki próbuje wydobyć Ośmioogoniastego z ciała Killera Bee. Okazuje się, że ciało jest fałszywe, a Bee wędruje gdzieś wolny. Gdzie indziej, Naruto opanowuje Senjutsu i zaczyna wykorzystywać je do niektórych ze swoich technik. Podczas gdy trenuje, Pain i Konan przybywają do Konohy i atakują wioskę w poszukiwaniu go. Zaskoczona Konoha mobilizuje siły, nawet Kakashi angażuje się w walkę z dwoma ciałami Paina naraz. | | | | |
| 46 | Powrót Naruto!! Naruto Kikan!! (ナルト帰還!!) | 1 maja 2009 ISBN 978-4-08-874663-0 | 6 października 2009 ISBN 978-1-4215-3304-9 | 1 sierpnia 2010 ISBN 978-83-7471-186-9 |
| Lista rozdziałów: - 423: „Zdolności Tendō!” (jap. 天道の能力!! Tendō no Nōryoku!!) - 424: „Decyzja!” (jap. 決断!! Ketsudan!!)) - 425: „Kakashi Hatake” (jap. はたけカカシ Hatake Kakashi) - 426: „Naruto i Konoha!” (jap. ナルトと木ノ葉!! Naruto to Konoha!!) - 427: „Ponowne spotkanie” (jap. 再会 Saikai) - 428: „Rozmowa!” (jap. 対談!! Taidan!!) - 429: „Poznać „Ból”” (jap. ｢痛みを｣ „Itami o") - 430: „Powrót Naruto!” (jap. ナルト帰還!! Naruto Kikan!!) - 431: „Naruto eksploduje!” (jap. ナルト大噴火!! Naruto Daifunka!!) - 432: „Wirujący Shuriken raz jeszcze!” (jap. 螺旋手裏剣再び!! Rasenshuriken Futatabi!!) | Lista rozdziałów: - 423: „Zdolności Tendō!” (jap. 天道の能力!! Tendō no Nōryoku!!) - 424: „Decyzja!” (jap. 決断!! Ketsudan!!)) - 425: „Kakashi Hatake” (jap. はたけカカシ Hatake Kakashi) - 426: „Naruto i Konoha!” (jap. ナルトと木ノ葉!! Naruto to Konoha!!) - 427: „Ponowne spotkanie” (jap. 再会 Saikai) - 428: „Rozmowa!” (jap. 対談!! Taidan!!) - 429: „Poznać „Ból”” (jap. ｢痛みを｣ „Itami o") - 430: „Powrót Naruto!” (jap. ナルト帰還!! Naruto Kikan!!) - 431: „Naruto eksploduje!” (jap. ナルト大噴火!! Naruto Daifunka!!) - 432: „Wirujący Shuriken raz jeszcze!” (jap. 螺旋手裏剣再び!! Rasenshuriken Futatabi!!) | Lista rozdziałów: - 423: „Zdolności Tendō!” (jap. 天道の能力!! Tendō no Nōryoku!!) - 424: „Decyzja!” (jap. 決断!! Ketsudan!!)) - 425: „Kakashi Hatake” (jap. はたけカカシ Hatake Kakashi) - 426: „Naruto i Konoha!” (jap. ナルトと木ノ葉!! Naruto to Konoha!!) - 427: „Ponowne spotkanie” (jap. 再会 Saikai) - 428: „Rozmowa!” (jap. 対談!! Taidan!!) - 429: „Poznać „Ból”” (jap. ｢痛みを｣ „Itami o") - 430: „Powrót Naruto!” (jap. ナルト帰還!! Naruto Kikan!!) - 431: „Naruto eksploduje!” (jap. ナルト大噴火!! Naruto Daifunka!!) - 432: „Wirujący Shuriken raz jeszcze!” (jap. 螺旋手裏剣再び!! Rasenshuriken Futatabi!!) | Postacie z okładki: - Kakashi Hatake - Naruto Uzumaki - Pain | Postacie z okładki: - Kakashi Hatake - Naruto Uzumaki - Pain |
| Mimo że pokonuje jedno z ciał Paina, to jednak Kakashi nie jest w stanie poradzić sobie z drugim, w wyniku czego przegrywa i zostaje pozostawiony na skraju śmierci. Po jego walecznych staraniach w celu upewnienia się, że informacje zgromadzone o Painie nie zostaną zmarnowane, Hatake umiera i spotyka się z ojcem w zaświatach. W innych częściach wioski, ninja Konohy mają podobne problemy z pozostałymi ciałami, lecz cały czas starają się dowiedzieć o Painie jak najwięcej i chronić informację o miejscu pobytu Naruto. Jednak Pain w końcu odkrywa lokalizację Naruto i niszczy Konohę, chcąc nauczyć mieszkańców czym jest ból. Naruto wraca z treningu natychmiast po ataku Paina i bierze na siebie pomszczenie szkód wyrządzonych wiosce i jej mieszkańcom. Wykorzystując swoje nowe umiejętności Senjutsu, Naruto zmniejsza liczbę ciał Paina do dwóch. | | | | |
| 47 | Złamanie pieczęci!! Fūin Hakai!! (封印破壊!!) | 4 sierpnia 2009 ISBN 978-4-08-874711-8 | 2 lutego 2010 ISBN 978-1-4215-3305-6 | 1 października 2010 ISBN 978-83-7471-187-6 |
| Lista rozdziałów: - 433: „Porażka Trybu Pustelniczego...?!” (jap. 仙術失敗...!? Senjutsu Shippai...!?) - 434: „Naruto kontra Tendō!” (jap. ナルトVS天道!! Naruto Bāsasu Tendō!!)) - 435: „Wszechrzeczy Boskie Przyciąganie” (jap. 万象天引 Banshō Ten'in) - 436: „Pokój” (jap. 平和 Heiwa) - 437: „Wyznanie” (jap. 告白 Kokuhaku) - 438: „Złamanie pieczęci!” (jap. 封印破壊!! Fūin Hakai!!) - 439: „Niebiańska Gwiazda Eksplozji Ziemi” (jap. 地爆天星 Chibaku Tensei) - 440: „Rozmowa z Czwartym!” (jap. 四代目との会話!! Yondaime to no Kaiwa!!) - 441: „Wirujący Shuriken kontra Bogom Podporządkowanie!” (jap. 螺旋手裏剣VS神羅天征!! Rasenshuriken Bāsasu Shinra Tensei!!) - 442: „Ostatnia szansa!” (jap. 最後の賭け!! Saigo no Kake!!) | Lista rozdziałów: - 433: „Porażka Trybu Pustelniczego...?!” (jap. 仙術失敗...!? Senjutsu Shippai...!?) - 434: „Naruto kontra Tendō!” (jap. ナルトVS天道!! Naruto Bāsasu Tendō!!)) - 435: „Wszechrzeczy Boskie Przyciąganie” (jap. 万象天引 Banshō Ten'in) - 436: „Pokój” (jap. 平和 Heiwa) - 437: „Wyznanie” (jap. 告白 Kokuhaku) - 438: „Złamanie pieczęci!” (jap. 封印破壊!! Fūin Hakai!!) - 439: „Niebiańska Gwiazda Eksplozji Ziemi” (jap. 地爆天星 Chibaku Tensei) - 440: „Rozmowa z Czwartym!” (jap. 四代目との会話!! Yondaime to no Kaiwa!!) - 441: „Wirujący Shuriken kontra Bogom Podporządkowanie!” (jap. 螺旋手裏剣VS神羅天征!! Rasenshuriken Bāsasu Shinra Tensei!!) - 442: „Ostatnia szansa!” (jap. 最後の賭け!! Saigo no Kake!!) | Lista rozdziałów: - 433: „Porażka Trybu Pustelniczego...?!” (jap. 仙術失敗...!? Senjutsu Shippai...!?) - 434: „Naruto kontra Tendō!” (jap. ナルトVS天道!! Naruto Bāsasu Tendō!!)) - 435: „Wszechrzeczy Boskie Przyciąganie” (jap. 万象天引 Banshō Ten'in) - 436: „Pokój” (jap. 平和 Heiwa) - 437: „Wyznanie” (jap. 告白 Kokuhaku) - 438: „Złamanie pieczęci!” (jap. 封印破壊!! Fūin Hakai!!) - 439: „Niebiańska Gwiazda Eksplozji Ziemi” (jap. 地爆天星 Chibaku Tensei) - 440: „Rozmowa z Czwartym!” (jap. 四代目との会話!! Yondaime to no Kaiwa!!) - 441: „Wirujący Shuriken kontra Bogom Podporządkowanie!” (jap. 螺旋手裏剣VS神羅天征!! Rasenshuriken Bāsasu Shinra Tensei!!) - 442: „Ostatnia szansa!” (jap. 最後の賭け!! Saigo no Kake!!) | Postacie z okładki: - Kurama (Sześcioogoniasty Kyūbi) - Minato Namikaze (Czwarty Hokage) - Naruto Uzumaki | Postacie z okładki: - Kurama (Sześcioogoniasty Kyūbi) - Minato Namikaze (Czwarty Hokage) - Naruto Uzumaki |
| Naruto udaje się zlikwidować jedno z dwóch pozostałych ciał Paina, jednak zostaje pokonany i unieruchomiony przez ostatniego. Pain wyjaśnia swoje motywy i pyta, co Naruto zrobi, żeby nastąpił pokój, jednak Naruto nie jest w stanie odpowiedzieć na to pytanie. Hinata interweniuje, gotowa umrzeć broniąc Naruto, deklarując swoją miłość do niego. Niemal zostaje zabita. W przypływie gniewu wobec tego co zobaczył, Naruto prawie uwalnia lisiego demona ze swojego ciała, jednak zostaje powstrzymany przez duszę Czwartego Hokage, Minato Namikaze, który ujawnia, że jest ojcem Naruto. Minato udaje się uspokoić i przywrócić Naruto do własnych zmysłów, a podczas krótkiej rozmowy, wyraża swoje podejrzenia, że Pain i Akatsuki są tylko narzędziami w rękach Tobiego. Przed zniknięciem Czwarty przywraca pieczęć, hamując wpływ demona oraz ufa Naruto, że znajdzie drogę do osiągnięcia pokoju. Naruto ponownie staje do walki z ostatnim ciałem Paina, ostatecznie pokonując go. | | | | |
| 48 | Rozradowana wioska!! Kanko no Sato!! (歓呼の里!!) | 4 listopada 2009 ISBN 978-4-08-874748-4 | 2 czerwca 2010 ISBN 978-1-4215-3474-9 | 1 grudnia 2010 ISBN 978-83-7471-193-7 |
| Lista rozdziałów: - 443: „Spotkanie!” (jap. 対面!! Taimen!!) - 444: „Odpowiedź” (jap. 答 Kotae)) - 445: „Ponad światem” (jap. 世界の天辺 Sekai no Teppen) - 446: „Chcę ich chronić” (jap. ただ二人を守もりたい Tada Futari o Mamoritai) - 447: „Wierzyć” (jap. 信じる Shinjiru) - 448: „Pamiątka...!” (jap. 形見...!! Katami...!!) - 449: „Kwiat Nadziei” (jap. 希望の花 Kibō no Hana) - 450: „Rozradowana wioska!” (jap. 歓呼の里!! Kanko no Sato!!) - 451: „Likwidacja Sasuke!” (jap. サスケの処分!! Sasuke no Shobun!!) - 452: „Nadchodzi Danzō!” (jap. ダンゾウに迫る!! Danzō ni Semaru!!) - 453: „W przednoc spotkania na Szczycie...!” (jap. 五影会談前夜...!! Gokage Kaidan Zenya...!!) | Lista rozdziałów: - 443: „Spotkanie!” (jap. 対面!! Taimen!!) - 444: „Odpowiedź” (jap. 答 Kotae)) - 445: „Ponad światem” (jap. 世界の天辺 Sekai no Teppen) - 446: „Chcę ich chronić” (jap. ただ二人を守もりたい Tada Futari o Mamoritai) - 447: „Wierzyć” (jap. 信じる Shinjiru) - 448: „Pamiątka...!” (jap. 形見...!! Katami...!!) - 449: „Kwiat Nadziei” (jap. 希望の花 Kibō no Hana) - 450: „Rozradowana wioska!” (jap. 歓呼の里!! Kanko no Sato!!) - 451: „Likwidacja Sasuke!” (jap. サスケの処分!! Sasuke no Shobun!!) - 452: „Nadchodzi Danzō!” (jap. ダンゾウに迫る!! Danzō ni Semaru!!) - 453: „W przednoc spotkania na Szczycie...!” (jap. 五影会談前夜...!! Gokage Kaidan Zenya...!!) | Lista rozdziałów: - 443: „Spotkanie!” (jap. 対面!! Taimen!!) - 444: „Odpowiedź” (jap. 答 Kotae)) - 445: „Ponad światem” (jap. 世界の天辺 Sekai no Teppen) - 446: „Chcę ich chronić” (jap. ただ二人を守もりたい Tada Futari o Mamoritai) - 447: „Wierzyć” (jap. 信じる Shinjiru) - 448: „Pamiątka...!” (jap. 形見...!! Katami...!!) - 449: „Kwiat Nadziei” (jap. 希望の花 Kibō no Hana) - 450: „Rozradowana wioska!” (jap. 歓呼の里!! Kanko no Sato!!) - 451: „Likwidacja Sasuke!” (jap. サスケの処分!! Sasuke no Shobun!!) - 452: „Nadchodzi Danzō!” (jap. ダンゾウに迫る!! Danzō ni Semaru!!) - 453: „W przednoc spotkania na Szczycie...!” (jap. 五影会談前夜...!! Gokage Kaidan Zenya...!!) | Postacie z okładki: - Naruto Uzumaki - Nagato - Jiraiya | Postacie z okładki: - Naruto Uzumaki - Nagato - Jiraiya |
| Korzystając z wiedzy zebranej przez Jiraiyę i innych ninja Konohy, Naruto namierza miejsce pobytu Nagato, wychudzonego mężczyzny, kontrolującego wszystkie ciała Paina. Przed podjęciem decyzji, co z nim zrobić, Naruto pyta, jak Nagato, jeden z uczniów Jiraiyi, mógł się tak zmienić. Nagato wyjaśnia, w jaki sposób doświadczał różnych tragedii w swoim życiu, co doprowadziło go zaprowadzenia pokoju poprzez wojnę. Naruto odrzuca jego motywy, różniące się od ideałów Jiraiyi i postanawia odnaleźć pokój w inny sposób, aby zrealizować marzenie zarówno Nagato, jak i pustelnika. W wyniku tego, oszczędza on Nagato, ponieważ jego śmierć doprowadzi jedynie do kolejnej wojny. Zdumiony Nagato postanawia uwierzyć w metodę Naruto i poświęca swoje życie, aby ożywić wszystkich, którzy zginęli w obronie Konohy. W następstwie, Naruto ostatecznie zostaje uznany za bohatera, wioska zaczyna być odbudowywana, a Tsunade, po zużyciu całej swojej energii, aby chronić mieszkańców przez Painem, zapada w śpiączkę. Z kolei Danzō Shimura, przełożony Saia, zastępuje ją jako Hokage, a jednym z jego pierwszych zarządzeń jest pozwolenie na likwidację Sasuke jako zdrajcy wioski. | | | | |
| 49 | Spotkanie Pięciu Kage, rozpoczyna się...!! Gokage Kaidan, Kaimaku...!! (五影会談、開幕...!!) | 4 stycznia 2010 ISBN 978-4-08-874784-2 | 5 października 2010 ISBN 978-1-4215-3475-6 | 1 marca 2011 ISBN 978-83-7471-194-4 |
| Lista rozdziałów: - 454: „Przybywa Pięciu Kage...!” (jap. 五影登場...!! Gokage Tōjō...!!) - 455: „Więź...!!” (jap. 繋がり...!! Tsunagari...!!) - 456: „Naruto wyrusza...!” (jap. ナルト出発...!! Naruto Shuppatsu...!!) - 457: „Spotkanie Pięciu Kage, rozpoczyna się...!!” (jap. 五影会談、開幕...!! Gokage Kaidan, Kaimaku...!!) - 458: „Debata przywódców...!” (jap. 五影の大論戦...!! Sakura no Ketsui!!) - 459: „Decyzja Sakury!” (jap. サクラの決意!! Shin Chīmu, Hatsuninmu!!) - 460: „Osaczony Sasuke...!” (jap. サスケ包囲網...! Sasuke Hōimō...!) - 461: „Kumogakure kontra „Jastrzębie”!” (jap. 雲隠れVS“鷹”!! Kumogakure Bāsasu „Taka"!!) - 462: „Droga Ninjutsu Sasuke...!” (jap. サスケの忍道...!! Sasuke no Nindō...!!) - 463: „Sasuke kontra Raikage!” (jap. サスケVS雷影!! Sasuke Bāsasu Raikage!!) | Lista rozdziałów: - 454: „Przybywa Pięciu Kage...!” (jap. 五影登場...!! Gokage Tōjō...!!) - 455: „Więź...!!” (jap. 繋がり...!! Tsunagari...!!) - 456: „Naruto wyrusza...!” (jap. ナルト出発...!! Naruto Shuppatsu...!!) - 457: „Spotkanie Pięciu Kage, rozpoczyna się...!!” (jap. 五影会談、開幕...!! Gokage Kaidan, Kaimaku...!!) - 458: „Debata przywódców...!” (jap. 五影の大論戦...!! Sakura no Ketsui!!) - 459: „Decyzja Sakury!” (jap. サクラの決意!! Shin Chīmu, Hatsuninmu!!) - 460: „Osaczony Sasuke...!” (jap. サスケ包囲網...! Sasuke Hōimō...!) - 461: „Kumogakure kontra „Jastrzębie”!” (jap. 雲隠れVS“鷹”!! Kumogakure Bāsasu „Taka"!!) - 462: „Droga Ninjutsu Sasuke...!” (jap. サスケの忍道...!! Sasuke no Nindō...!!) - 463: „Sasuke kontra Raikage!” (jap. サスケVS雷影!! Sasuke Bāsasu Raikage!!)                                         | Lista rozdziałów: - 454: „Przybywa Pięciu Kage...!” (jap. 五影登場...!! Gokage Tōjō...!!) - 455: „Więź...!!” (jap. 繋がり...!! Tsunagari...!!) - 456: „Naruto wyrusza...!” (jap. ナルト出発...!! Naruto Shuppatsu...!!) - 457: „Spotkanie Pięciu Kage, rozpoczyna się...!!” (jap. 五影会談、開幕...!! Gokage Kaidan, Kaimaku...!!) - 458: „Debata przywódców...!” (jap. 五影の大論戦...!! Sakura no Ketsui!!) - 459: „Decyzja Sakury!” (jap. サクラの決意!! Shin Chīmu, Hatsuninmu!!) - 460: „Osaczony Sasuke...!” (jap. サスケ包囲網...! Sasuke Hōimō...!) - 461: „Kumogakure kontra „Jastrzębie”!” (jap. 雲隠れVS“鷹”!! Kumogakure Bāsasu „Taka"!!) - 462: „Droga Ninjutsu Sasuke...!” (jap. サスケの忍道...!! Sasuke no Nindō...!!) - 463: „Sasuke kontra Raikage!” (jap. サスケVS雷影!! Sasuke Bāsasu Raikage!!)                                         | Postacie z okładki: - Naruto Uzumaki - Danzō Shimura (Szósty Hokage (kandydat)) - Gaara (Piąty Kazekage) - Ōnoki (Trzeci Tsuchikage) - A (Czwarty Raikage) - Mei Terumī (Piąty Mizukage) - Gamatama            | Postacie z okładki: - Naruto Uzumaki - Danzō Shimura (Szósty Hokage (kandydat)) - Gaara (Piąty Kazekage) - Ōnoki (Trzeci Tsuchikage) - A (Czwarty Raikage) - Mei Terumī (Piąty Mizukage) - Gamatama            |
| Pięciu Kage zbiera się, aby zdecydować, jak najlepiej ochronić pozostałe ogoniaste bestie przed Akatsuki. Naruto, Kakashi i Yamato w tajemnicy wyruszają, chcąc przekonać Raikage, aby wybaczył Sasuke jego zbrodnie, z kolei Sai, Sakura, Lee i Kiba próbują powiedzieć Naruto o decyzji towarzyszy, którzy również chcą zlikwidować Sasuke. Podczas gdy Naruto spoczywa, Taka przybywa na spotkanie Kage w celu zabicia Danzō, spiskowca wplątanego w wybicie klanu Uchiha. Ich obecność zostaje natychmiast wykryta, w wyniku czego Kage mobilizują się, aby walczyć z nimi. Raikage, wierząc, że Killer Bee nadal jest w rękach Akatsuki, wykazuje szczególne zainteresowanie sprawą i walczy jeden na jednego z Sasuke. W międzyczasie dochodzi do krótkiej konfrontacji między Naruto i Madarą, który wyjawia mu prawdę o klanie Uchiha. | | | | |
| 50 | Zacięta walka w wodnym więzieniu!! Suirō no Shitō!! (水牢の死闘!!) | 4 marca 2010 ISBN 978-4-08-870011-3 | 1 lutego 2011 ISBN 978-1-4215-3497-8 | 1 lipca 2011 ISBN 978-83-7471-195-1 |
| Lista rozdziałów: - 464: „Moc ciemności...!” (jap. 闇の力...!! Yami no Chikara...!!) - 465: „Wtargnięcie do sali obrad!” (jap. 会談場襲撃! Kaidanjō Shūgeki!) - 466: „Bitwa w zamknięciu!” (jap. 密室の大攻防戦!! Misshitsu no Daikō Bōsen!!) - 467: „Deklaracja wojny” (jap. 宣戦 Sensen) - 468: „Osmioogoniasty i Dziewięcioogoniasty” (jap. 八尾と九尾 Hachibi to Kyūbi) - 469: „Wyznanie Sakury!” (jap. サクラの告白!! Sakura no Kokuhaku!!) - 470: „Killer Bee kontra Kisame!” (jap. キラービーVS鬼鮫!! Kirābī Bāsasu Kisame!!) - 471: „Ośmioogoniasty, wersja 2!” (jap. 八尾、バージョン2!! Hachibi, Bājon Tsū!!) - 472: „Zacięta walka w wodnym więzieniu!” (jap. 水牢の死闘!! Suirō no Shitō!!) - 473: „Brat” (jap. ブラザー Burazā) | Lista rozdziałów: - 464: „Moc ciemności...!” (jap. 闇の力...!! Yami no Chikara...!!) - 465: „Wtargnięcie do sali obrad!” (jap. 会談場襲撃! Kaidanjō Shūgeki!) - 466: „Bitwa w zamknięciu!” (jap. 密室の大攻防戦!! Misshitsu no Daikō Bōsen!!) - 467: „Deklaracja wojny” (jap. 宣戦 Sensen) - 468: „Osmioogoniasty i Dziewięcioogoniasty” (jap. 八尾と九尾 Hachibi to Kyūbi) - 469: „Wyznanie Sakury!” (jap. サクラの告白!! Sakura no Kokuhaku!!) - 470: „Killer Bee kontra Kisame!” (jap. キラービーVS鬼鮫!! Kirābī Bāsasu Kisame!!) - 471: „Ośmioogoniasty, wersja 2!” (jap. 八尾、バージョン2!! Hachibi, Bājon Tsū!!) - 472: „Zacięta walka w wodnym więzieniu!” (jap. 水牢の死闘!! Suirō no Shitō!!) - 473: „Brat” (jap. ブラザー Burazā) | Lista rozdziałów: - 464: „Moc ciemności...!” (jap. 闇の力...!! Yami no Chikara...!!) - 465: „Wtargnięcie do sali obrad!” (jap. 会談場襲撃! Kaidanjō Shūgeki!) - 466: „Bitwa w zamknięciu!” (jap. 密室の大攻防戦!! Misshitsu no Daikō Bōsen!!) - 467: „Deklaracja wojny” (jap. 宣戦 Sensen) - 468: „Osmioogoniasty i Dziewięcioogoniasty” (jap. 八尾と九尾 Hachibi to Kyūbi) - 469: „Wyznanie Sakury!” (jap. サクラの告白!! Sakura no Kokuhaku!!) - 470: „Killer Bee kontra Kisame!” (jap. キラービーVS鬼鮫!! Kirābī Bāsasu Kisame!!) - 471: „Ośmioogoniasty, wersja 2!” (jap. 八尾、バージョン2!! Hachibi, Bājon Tsū!!) - 472: „Zacięta walka w wodnym więzieniu!” (jap. 水牢の死闘!! Suirō no Shitō!!) - 473: „Brat” (jap. ブラザー Burazā) | Postacie z okładki: - Sabu - Naruto Uzumaki - Killer Bee - Kisame Hoshikagi | Postacie z okładki: - Sabu - Naruto Uzumaki - Killer Bee - Kisame Hoshikagi |
| Nie mogąc pokonać Raikage i jego sojuszników, Sasuke ucieka. Próbuje skupić swoje wysiłki na Danzō, jednak pozostali Kage interweniują i pokonują go. Z kolei Danzō również wycofuje się ze szczytu, po tym jak zostaje ujawnione, że manipulował Kage za pomocą swojego Sharingana. Gdy niewiele brakuje, żeby Sasuke został zabity przez Kage, zostaje uratowany przez Madarę Uchiha, który zwraca się do Kage, aby dali mu Killera Bee i Naruto w celu wykorzystania ogoniastych bestii do tego, aby świat znalazł się pod jego kontrolą. Kage odmawiają, więc wypowiada wojnę przeciwko nim. Madara znika wraz z Sasuke, a Kage decydują się połączyć siły przeciwko Akatsuki. Kiedy zaczynają przygotowania do wojny, Kisame Hoshigaki lokalizuje Bee i próbuje go schwytać. Jego misja niemal kończy się powodzeniem, jednak gdy pojawia się Raikage, aby ukarać Killera za wcześniejsze udawanie, że dostał się niewoli, Kisame zostaje zabity przez dwóch braci. | | | | |
| 51 | Sasuke kontra Danzō...!! Sasuke Bāsasu Danzō...!! (サスケVSダンゾウ...!!) | 30 kwietnia 2010 ISBN 978-4-08-870033-5 | 7 czerwca 2011 ISBN 978-1-4215-3498-5 | 1 października 2011 ISBN 978-83-7471-196-8 |
| Lista rozdziałów: - 474: „Gotowość Hokage...!” (jap. 火影としての覚悟...!! Hokage Toshite no Kakugo...!!) - 475: „Prawdziwe oblicze Madary!” (jap. マダラの真骨頂!! Madara no Shinkotchō!!) - 476: „Sasuke kontra Danzō...!” (jap. サスケVSダンゾウ...!! Sasuke Bāsasu Danzō...!!) - 477: „Ani słowa o Itachim” (jap. イタチを語るな Itachi o Kataruna) - 478: „Bóg Nawałnic Sasuke...!” (jap. サスケの"須佐能乎”...!! Sasuke no „Susanoo”...!!) - 479: „Bóg Nieba” (jap. イザナギ Izanagi) - 480: „Ofiara” (jap. 犠牲 Gisei) - 481: „Śmierć Danzō!” (jap. ダンゾウ死す!! Danzō Shisu!!) - 482: „Raz jeszcze...” (jap. もう一度... Mō Ichido...) - 483: „Mistrz i uczeń raz jeszcze!” (jap. 再びの師弟!! Futatabi no Shitei!!) | Lista rozdziałów: - 474: „Gotowość Hokage...!” (jap. 火影としての覚悟...!! Hokage Toshite no Kakugo...!!) - 475: „Prawdziwe oblicze Madary!” (jap. マダラの真骨頂!! Madara no Shinkotchō!!) - 476: „Sasuke kontra Danzō...!” (jap. サスケVSダンゾウ...!! Sasuke Bāsasu Danzō...!!) - 477: „Ani słowa o Itachim” (jap. イタチを語るな Itachi o Kataruna) - 478: „Bóg Nawałnic Sasuke...!” (jap. サスケの"須佐能乎”...!! Sasuke no „Susanoo”...!!) - 479: „Bóg Nieba” (jap. イザナギ Izanagi) - 480: „Ofiara” (jap. 犠牲 Gisei) - 481: „Śmierć Danzō!” (jap. ダンゾウ死す!! Danzō Shisu!!) - 482: „Raz jeszcze...” (jap. もう一度... Mō Ichido...) - 483: „Mistrz i uczeń raz jeszcze!” (jap. 再びの師弟!! Futatabi no Shitei!!) | Lista rozdziałów: - 474: „Gotowość Hokage...!” (jap. 火影としての覚悟...!! Hokage Toshite no Kakugo...!!) - 475: „Prawdziwe oblicze Madary!” (jap. マダラの真骨頂!! Madara no Shinkotchō!!) - 476: „Sasuke kontra Danzō...!” (jap. サスケVSダンゾウ...!! Sasuke Bāsasu Danzō...!!) - 477: „Ani słowa o Itachim” (jap. イタチを語るな Itachi o Kataruna) - 478: „Bóg Nawałnic Sasuke...!” (jap. サスケの"須佐能乎”...!! Sasuke no „Susanoo”...!!) - 479: „Bóg Nieba” (jap. イザナギ Izanagi) - 480: „Ofiara” (jap. 犠牲 Gisei) - 481: „Śmierć Danzō!” (jap. ダンゾウ死す!! Danzō Shisu!!) - 482: „Raz jeszcze...” (jap. もう一度... Mō Ichido...) - 483: „Mistrz i uczeń raz jeszcze!” (jap. 再びの師弟!! Futatabi no Shitei!!) | Postacie z okładki: - Danzō Shimura (Szósty Hokage (kandydat)) - Tobi - Sasuke Uchiha | Postacie z okładki: - Danzō Shimura (Szósty Hokage (kandydat)) - Tobi - Sasuke Uchiha |
| Gdy Danzō wraca do Konohy, zostaje skonfrontowany ze zregenerowanym Sasuke. Sasuke, podsycany przez nienawiść, robi wszystko, co w jego mocy, aby zabić Danzō. Danzō przez jakiś czas jest w stanie uniknąć jakichkolwiek poważnych obrażeń, ale ostatecznie zostaje sprowadzony do defensywy. Przy wysiłku ostatniej szansy, aby przetrwać, bierze Karin za zakładnika. Mimo tego Sasuke nie wykazuje żadnego wahania i śmiertelnie rani obydwoje. Wiedząc, że dłużej nie da rady oszukać śmierci, Danzō inicjuje samobójczą technikę, mającą wraz z nim pochłonąć Sasuke i Madarę. Ostatecznie udaje im się uciec. Pozostawiony sam przez Madarę, Sasuke zamierza zakończyć życie Karin, jednak zostaje zatrzymany przez Sakurę, która nie przekonała Naruto oraz uciekła od grupy, z którą wyruszyła z Konohy. Chwilę przed momentem, w którym mieli pozabijać się nawzajem, Kakashi dociera na miejsce i bierze zabicie Sasuke na siebie. | | | | |
| 52 | Oblicza Drużyny 7.!! Sorezore no Dainanahan!! (それぞれの第七班!!) | 4 sierpnia 2010 ISBN 978-4-08-870084-7 | 6 września 2011 ISBN 978-1-4215-3957-7 | 1 stycznia 2012 ISBN 978-83-7471-197-5 |
| Lista rozdziałów: - 484: „Oblicza Drużyny 7.!” (jap. それぞれの第七版!! Sorezore no Dainanahan!!) - 485: „Blisko... Daleko...” (jap. 近く...遠く... Chikaku... Tōku...) - 486: „Pięści” (jap. 拳 Kobushi) - 487: „Początek walki...!” (jap. 戦いの始まり...!! Tatakai no Hajimari...!!) - 488: „Każdy do swojej wioski” (jap. それぞれの里へ Sorezore no Sato e) - 489: „Ku Wojnie Światowej...!” (jap. 忍界大戦へ向けて...!! Ninkai Taisen e Mukete...!!) - 490: „Prawda o Dziewięcioogoniastym!” (jap. 九尾の真実!! Kyūbi no Shinjitsu!!) - 491: „Uwięzienie Sakryfikanta!” (jap. 人柱力監禁!! Jinchūriki Kankin!!) - 492: „Pozdrowienie” (jap. あいさつ Aisatsu) - 493: „Mroczny Naruto” (jap. 闇ナルト!! Yami Naruto!!) - 494: „Killer Bee i Motoi” (jap. キラービーとモトイ Kirābī to Motoi) | Lista rozdziałów: - 484: „Oblicza Drużyny 7.!” (jap. それぞれの第七版!! Sorezore no Dainanahan!!) - 485: „Blisko... Daleko...” (jap. 近く...遠く... Chikaku... Tōku...) - 486: „Pięści” (jap. 拳 Kobushi) - 487: „Początek walki...!” (jap. 戦いの始まり...!! Tatakai no Hajimari...!!) - 488: „Każdy do swojej wioski” (jap. それぞれの里へ Sorezore no Sato e) - 489: „Ku Wojnie Światowej...!” (jap. 忍界大戦へ向けて...!! Ninkai Taisen e Mukete...!!) - 490: „Prawda o Dziewięcioogoniastym!” (jap. 九尾の真実!! Kyūbi no Shinjitsu!!) - 491: „Uwięzienie Sakryfikanta!” (jap. 人柱力監禁!! Jinchūriki Kankin!!) - 492: „Pozdrowienie” (jap. あいさつ Aisatsu) - 493: „Mroczny Naruto” (jap. 闇ナルト!! Yami Naruto!!) - 494: „Killer Bee i Motoi” (jap. キラービーとモトイ Kirābī to Motoi)                                                            | Lista rozdziałów: - 484: „Oblicza Drużyny 7.!” (jap. それぞれの第七版!! Sorezore no Dainanahan!!) - 485: „Blisko... Daleko...” (jap. 近く...遠く... Chikaku... Tōku...) - 486: „Pięści” (jap. 拳 Kobushi) - 487: „Początek walki...!” (jap. 戦いの始まり...!! Tatakai no Hajimari...!!) - 488: „Każdy do swojej wioski” (jap. それぞれの里へ Sorezore no Sato e) - 489: „Ku Wojnie Światowej...!” (jap. 忍界大戦へ向けて...!! Ninkai Taisen e Mukete...!!) - 490: „Prawda o Dziewięcioogoniastym!” (jap. 九尾の真実!! Kyūbi no Shinjitsu!!) - 491: „Uwięzienie Sakryfikanta!” (jap. 人柱力監禁!! Jinchūriki Kankin!!) - 492: „Pozdrowienie” (jap. あいさつ Aisatsu) - 493: „Mroczny Naruto” (jap. 闇ナルト!! Yami Naruto!!) - 494: „Killer Bee i Motoi” (jap. キラービーとモトイ Kirābī to Motoi)                                                            | Postacie z okładki: - Naruto Uzumaki - Sasuke Uchiha - Kabuto Yakushi | Postacie z okładki: - Naruto Uzumaki - Sasuke Uchiha - Kabuto Yakushi |
| Po poznaniu intencji Sakury od Saia oraz działaniach Sasuke od Gaary, Naruto ratuje Sakurę przed zabiciem przez Sasuke i uspokaja sytuację. Uznając, że same słowa nie zmienią Sasuke, Naruto zauważa, że nieuchronnie spotkają się na polu bitwy, tak jak przepowiedział mu Madara. Mimo że Naruto mówi, że oboje umrą kiedy to się stanie, Sasuke zapowiada że będzie silniejszy niż Naruto. Następnie Sasuke odchodzi z Madarą, a Naruto wraca do Konohy wraz z Sakurą i Kakashim, biorąc Karin do niewoli. Wojujące frakcje w Konosze przygotowują się na przyszłość, z kolei Tsunade wybudza się ze śpiączki i niechętnie zgadza się z pozostałymi Kage, aby wysłać nieświadomego Naruto oraz Bee na wyspę w celu ukrycia ich przed Akatsuki i zapewnienia im bezpieczeństwa. Kiedy dochodzi do spotkania dwóch sakryfikantów, Naruto pyta Bee jak oswoić Kyūbiego (jak Bee ujarzmił swojego Ośmioogoniastego), jednak Bee nie może zrobić nic dla niego, dopóki nie pokona zła w swoim sercu, wynikającego z życia w samotności. | | | | |
| 53 | Narodziny Naruto Naruto no Shusshō (ナルトの出生) | 4 listopada 2010 ISBN 978-4-08-870126-4 | 6 grudnia 2011 ISBN 978-1-4215-4049-8 | 1 marca 2012 ISBN 978-83-7471-198-2 |
| Lista rozdziałów: - 495: „Atak Mrocznego Naruto!” (jap. 闇ナルト撃破!! Yami Naruto Gekiha!!) - 496: „Ponowne spotkanie z Dziewięcioogoniastym!” (jap. 再会九尾!! Saikai Kyūbi!!) - 497: „Dziewięcioogoniasty kontra Naruto!” (jap. 九尾VSナルト!! Kyūbi Bāsasu Naruto!!) - 498: „Czerwone włosy mamy” (jap. 母ちゃんの赤い髪 Kaa-Chan no Akai Kami) - 499: „Nowa Pieczęć!” (jap. 新たなる封印!! Aratanaru Fūin!!) - 500: „Narodziny Naruto” (jap. ナルトの出生 Naruto no Shusshō) - 501: „Atak Dziewięcioogoniastego!” (jap. 九尾襲来!! Kyūbi Shūrai!!) - 502: „Czwartego walka na śmierć i życie!” (jap. 四代目の死闘!! Yondaime no Shitō!!) - 503: „Ducha Zamknięcie autorstwa Minato” (jap. ミナトの屍鬼封尽!! Minato no Shiki Fūjin!!) - 504: „Dziękuję” (jap. ありがとう Arigatō) | Lista rozdziałów: - 495: „Atak Mrocznego Naruto!” (jap. 闇ナルト撃破!! Yami Naruto Gekiha!!) - 496: „Ponowne spotkanie z Dziewięcioogoniastym!” (jap. 再会九尾!! Saikai Kyūbi!!) - 497: „Dziewięcioogoniasty kontra Naruto!” (jap. 九尾VSナルト!! Kyūbi Bāsasu Naruto!!) - 498: „Czerwone włosy mamy” (jap. 母ちゃんの赤い髪 Kaa-Chan no Akai Kami) - 499: „Nowa Pieczęć!” (jap. 新たなる封印!! Aratanaru Fūin!!) - 500: „Narodziny Naruto” (jap. ナルトの出生 Naruto no Shusshō) - 501: „Atak Dziewięcioogoniastego!” (jap. 九尾襲来!! Kyūbi Shūrai!!) - 502: „Czwartego walka na śmierć i życie!” (jap. 四代目の死闘!! Yondaime no Shitō!!) - 503: „Ducha Zamknięcie autorstwa Minato” (jap. ミナトの屍鬼封尽!! Minato no Shiki Fūjin!!) - 504: „Dziękuję” (jap. ありがとう Arigatō)                                                                       | Lista rozdziałów: - 495: „Atak Mrocznego Naruto!” (jap. 闇ナルト撃破!! Yami Naruto Gekiha!!) - 496: „Ponowne spotkanie z Dziewięcioogoniastym!” (jap. 再会九尾!! Saikai Kyūbi!!) - 497: „Dziewięcioogoniasty kontra Naruto!” (jap. 九尾VSナルト!! Kyūbi Bāsasu Naruto!!) - 498: „Czerwone włosy mamy” (jap. 母ちゃんの赤い髪 Kaa-Chan no Akai Kami) - 499: „Nowa Pieczęć!” (jap. 新たなる封印!! Aratanaru Fūin!!) - 500: „Narodziny Naruto” (jap. ナルトの出生 Naruto no Shusshō) - 501: „Atak Dziewięcioogoniastego!” (jap. 九尾襲来!! Kyūbi Shūrai!!) - 502: „Czwartego walka na śmierć i życie!” (jap. 四代目の死闘!! Yondaime no Shitō!!) - 503: „Ducha Zamknięcie autorstwa Minato” (jap. ミナトの屍鬼封尽!! Minato no Shiki Fūjin!!) - 504: „Dziękuję” (jap. ありがとう Arigatō)                                                                       | Postacie z okładki: - Minato Namikaze (Czwarty Hokage) - Kushina Uzumaki - Naruto Uzumaki | Postacie z okładki: - Minato Namikaze (Czwarty Hokage) - Kushina Uzumaki - Naruto Uzumaki |
| Naruto udaje się pokonać zło w swoim sercu faktem, że samotność, która je stworzyła należy już do przeszłości. Killer Bee pokazuje Naruto jak oswoić Dziewięcioogoniastego: musi usunąć pieczęć, która utrzymuje lisa zapieczętowanego w nim oraz pokonać go. Wytrzymałość i ogromna nienawiść lisa okazują się zbyt potężne dla Naruto i niemal zostaje pokonany. Jednakże interweniuje duch/chakra Kushiny Uzumaki, która powstrzymuje lisa oraz ujawnia się jako matka Naruto. Następnie pomaga Uzumakiemu w pokonaniu Kyūbiego oraz przedstawia historię, jak ona i Minato zakochali się w sobie, po czym mówi Naruto, że demon początkowo był zapieczętowany w niej, jednak Madara Uchiha wykorzystał lisa, aby zaatakować Konohę. Z kolei Kushina i Minato, wierząc, że pewnego dnia Naruto uda się pokonać Madarę, oddali swoje życie w celu zapieczętowania w nim lisa. Kushina czuje się winna, że skazali go na cierpienie i brak rodziców, jednak Naruto stwierdza, że to nie jej wina i nie ma za to żalu do swoich rodziców. | | | | |
| 54 | Pomost na rzecz pokoju Heiwa e no Kakehashi (平和への架け橋) | 29 grudnia 2010 ISBN 978-4-08-870143-1 | 3 stycznia 2012 ISBN 978-1-4215-4102-0 | 1 czerwca 2012 ISBN 978-83-7471-199-9 |
| Lista rozdziałów: - 505: „Chakra Dziewięcioogoniastego, uwolniona!” (jap. 九尾チャクラ、開放!! Kyūbi Chakura, Kaihō!!) - 506: „Gai kontra Kisame!” (jap. ガイVS鬼鮫!! Gai Bāsasu Kisame!!) - 507: „Fałszywa postać...!” (jap. 偽りの存在...!! Itsuwari no Sonzai...!!) - 508: „Umrzeć jak shinobi” (jap. 忍の死に様 Shinobi no Shinizama) - 509: „Pomost na rzecz pokoju” (jap. 平和への架け橋 Heiwa e no Kakehashi) - 510: „Niespodziewana zakazana technika!” (jap. まさかの禁術!! Masaka no Kinjutsu!!) - 511: „Wracajmy do domu” (jap. 帰ってこよう Kaette Koyō) - 512: „Prawda o Zetsu!” (jap. ゼツの真実!! Zetsu no Shinjitsu!!) - 513: „Kabuto kontra Tsuchikage!” (jap. カブトVS土影!! Kabuto Bāsasu Tsuchikage!!) - 514: „Plan Kabuto!” (jap. カブトの目論見!! Kabuto no Mokuromi!!) | Lista rozdziałów: - 505: „Chakra Dziewięcioogoniastego, uwolniona!” (jap. 九尾チャクラ、開放!! Kyūbi Chakura, Kaihō!!) - 506: „Gai kontra Kisame!” (jap. ガイVS鬼鮫!! Gai Bāsasu Kisame!!) - 507: „Fałszywa postać...!” (jap. 偽りの存在...!! Itsuwari no Sonzai...!!) - 508: „Umrzeć jak shinobi” (jap. 忍の死に様 Shinobi no Shinizama) - 509: „Pomost na rzecz pokoju” (jap. 平和への架け橋 Heiwa e no Kakehashi) - 510: „Niespodziewana zakazana technika!” (jap. まさかの禁術!! Masaka no Kinjutsu!!) - 511: „Wracajmy do domu” (jap. 帰ってこよう Kaette Koyō) - 512: „Prawda o Zetsu!” (jap. ゼツの真実!! Zetsu no Shinjitsu!!) - 513: „Kabuto kontra Tsuchikage!” (jap. カブトVS土影!! Kabuto Bāsasu Tsuchikage!!) - 514: „Plan Kabuto!” (jap. カブトの目論見!! Kabuto no Mokuromi!!)                                                                | Lista rozdziałów: - 505: „Chakra Dziewięcioogoniastego, uwolniona!” (jap. 九尾チャクラ、開放!! Kyūbi Chakura, Kaihō!!) - 506: „Gai kontra Kisame!” (jap. ガイVS鬼鮫!! Gai Bāsasu Kisame!!) - 507: „Fałszywa postać...!” (jap. 偽りの存在...!! Itsuwari no Sonzai...!!) - 508: „Umrzeć jak shinobi” (jap. 忍の死に様 Shinobi no Shinizama) - 509: „Pomost na rzecz pokoju” (jap. 平和への架け橋 Heiwa e no Kakehashi) - 510: „Niespodziewana zakazana technika!” (jap. まさかの禁術!! Masaka no Kinjutsu!!) - 511: „Wracajmy do domu” (jap. 帰ってこよう Kaette Koyō) - 512: „Prawda o Zetsu!” (jap. ゼツの真実!! Zetsu no Shinjitsu!!) - 513: „Kabuto kontra Tsuchikage!” (jap. カブトVS土影!! Kabuto Bāsasu Tsuchikage!!) - 514: „Plan Kabuto!” (jap. カブトの目論見!! Kabuto no Mokuromi!!)                                                                | Postacie z okładki: - Naruto Uzumaki - Maito Gai - Kisame Hoshikagi - Konan | Postacie z okładki: - Naruto Uzumaki - Maito Gai - Kisame Hoshikagi - Konan |
| Po przejęciu mocy lisiego demona, Naruto jest w stanie wykryć Kisame, który upozorował swoją śmierć i ukrył się w swoim mieczu, tak aby móc szpiegować Bee. Gdy próbuje uciec z zebranymi informacji, po raz trzeci zostaje wciągnięty do walki z Maito Gaiem i tym razem zostaje pokonany. Aby zapobiec wydobyciu z niego przez Konohę informacji na temat Akatsuki, Kisame popełnia samobójstwo i wysyła informacje, które zebrał dla Madary. Tymczasem Madara zmierza do Amegakure, aby odzyskać ciało Nagato, zabijając przy tym Konan, która próbuje go powstrzymać. Gdy dostaje informacje zabrane przez Kisame, Madara wysyła Kabuto Yakushiego, który sprzymierzył się z Akatsuki, aby schwytał Naruto i Bee. Obaj są dobrze bronieni, więc Kabuto ostatecznie decyduje się na porwanie Yamato. | | | | |
| 55 | Początek Wielkiej Wojny! Taisen, Kaisen! (大戦、開戦!) | 21 kwietnia 2011 ISBN 978-4-08-870185-1 | 6 marca 2012 ISBN 978-1-4215-4152-5 | 1 sierpnia 2012 ISBN 978-83-7471-255-2 |
| Lista rozdziałów: - 505: „Początek Wielkiej Wojny!” (jap. 大戦、開戦! Taisen, Kaisen!) - 516: „Przemowa Gaary” (jap. 我愛羅の演説 Gaara no Enzetsu) - 517: „„Wojna” Omoia!” (jap. オモイの｢戦争｣!! Omoi no 'Sensō'!!) - 518: „Oddział Nagłego Uderzenia!” (jap. 奇襲部隊の攻防!! Kishū Butai no Kōbō!!) - 519: „Kula Ogoniastej Bestii” (jap. 尾獣玉 Bijūdama) - 520: „Tajemnica Transmigracji Padołu” (jap. 穢土転生の秘密 Edo Tensei no Himitsu) - 521: „Alianci w natarciu” (jap. 大連隊、戦闘開始! Dairentai, Sentō Kaishi!) - 522: „Jestem martwy” (jap. 伝説の忍刀七人衆!! Densetsu no Shinobigatana Shichininshū!!) - 523: „Siedmiu Legendarnych Mistrzów Miecza!” (jap. 伝説の忍刀七人衆!! Densetsu no Shinobigatana Shichininshū!!) - 524: „Ci, których trzeba chronić” (jap. 守るべきもの Mamorubeki Mono) | Lista rozdziałów: - 505: „Początek Wielkiej Wojny!” (jap. 大戦、開戦! Taisen, Kaisen!) - 516: „Przemowa Gaary” (jap. 我愛羅の演説 Gaara no Enzetsu) - 517: „„Wojna” Omoia!” (jap. オモイの｢戦争｣!! Omoi no 'Sensō'!!) - 518: „Oddział Nagłego Uderzenia!” (jap. 奇襲部隊の攻防!! Kishū Butai no Kōbō!!) - 519: „Kula Ogoniastej Bestii” (jap. 尾獣玉 Bijūdama) - 520: „Tajemnica Transmigracji Padołu” (jap. 穢土転生の秘密 Edo Tensei no Himitsu) - 521: „Alianci w natarciu” (jap. 大連隊、戦闘開始! Dairentai, Sentō Kaishi!) - 522: „Jestem martwy” (jap. 伝説の忍刀七人衆!! Densetsu no Shinobigatana Shichininshū!!) - 523: „Siedmiu Legendarnych Mistrzów Miecza!” (jap. 伝説の忍刀七人衆!! Densetsu no Shinobigatana Shichininshū!!) - 524: „Ci, których trzeba chronić” (jap. 守るべきもの Mamorubeki Mono)                                         | Lista rozdziałów: - 505: „Początek Wielkiej Wojny!” (jap. 大戦、開戦! Taisen, Kaisen!) - 516: „Przemowa Gaary” (jap. 我愛羅の演説 Gaara no Enzetsu) - 517: „„Wojna” Omoia!” (jap. オモイの｢戦争｣!! Omoi no 'Sensō'!!) - 518: „Oddział Nagłego Uderzenia!” (jap. 奇襲部隊の攻防!! Kishū Butai no Kōbō!!) - 519: „Kula Ogoniastej Bestii” (jap. 尾獣玉 Bijūdama) - 520: „Tajemnica Transmigracji Padołu” (jap. 穢土転生の秘密 Edo Tensei no Himitsu) - 521: „Alianci w natarciu” (jap. 大連隊、戦闘開始! Dairentai, Sentō Kaishi!) - 522: „Jestem martwy” (jap. 伝説の忍刀七人衆!! Densetsu no Shinobigatana Shichininshū!!) - 523: „Siedmiu Legendarnych Mistrzów Miecza!” (jap. 伝説の忍刀七人衆!! Densetsu no Shinobigatana Shichininshū!!) - 524: „Ci, których trzeba chronić” (jap. 守るべきもの Mamorubeki Mono)                                         | Postacie z okładki: - Naruto Uzumaki - Zabuza Momochi - Haku - Sasori - Deidara - Kurama (Kyūbi) | Postacie z okładki: - Naruto Uzumaki - Zabuza Momochi - Haku - Sasori - Deidara - Kurama (Kyūbi) |
| Akatsuki i Armia Sojuszu Ninja kończą swoje przygotowania i mobilizują się do wojny. Dowiedziawszy się, jak korzystać z najpotężniejszych technik Orochimaru, Kabuto ożywia szereg niegdyś słynnych ninja w celu uzupełnienia armii Akatsuki. Niewielkie siły Grupy Uderzeniowej napotykają niektórych z tych shinobi (w tym Sasoriego i Deidarę) i udaje się im ich pokonać. Jednakże pojawiają się kłopoty, gdy napotykają drugą grupę przyzwanych (w tym Zabuzę Momochiego i Haku). Wówczas Kakashi i jego 3. Dywizja zapewniają wsparcie części Grupy Uderzeniowej. W międzyczasie na pole bitwy zostaje przyzwana poprzednia generacja Siedmiu Mistrzów Miecza. Z kolei 3. Dywizji ostatecznie udaje się pokonać Zabuzę i Haku. | | | | |
| 56 | Drużyna Asumy znów w komplecie! Saikai, Asuma-Han! (再会、アスマ班!) | 3 lipca 2011 ISBN 978-4-08-870218-6 | 8 maja 2012 ISBN 978-1-4215-4207-2 | 1 października 2012 ISBN 978-83-7471-256-9 |
| Lista rozdziałów: - 525: „Odrodzeni Kage” (jap. 影、復活!! Kage, Fukkatsu!!) - 526: „Zażarta walka! Dywizja Daruia!” (jap. 激戦!ダルイ部隊!! Gekisen! Darui Butai!!) - 527: „Zakazane słowa” (jap. NGワード Enujī Wādo) - 528: „Więcej niż „męczący”” (jap. ｢だるい｣を超えて „Darui” o Koete) - 529: „Złote więzi” (jap. 金色の絆 Konjiki no Kizuna) - 530: „Determinacja Chōjiego” (jap. チョウジの決意 Chōji no Ketsui) - 531: „Drużyna Asumy znów w komplecie!” (jap. 再会、アスマ班! Saikai, Asuma-Han!) - 532: „Mifune kontra Hanzō, rozstrzygnięcie” (jap. ミフネVS半蔵、決着!! Mifunecenter> ISBN 978-1-4215-3305-6; Bāsasu Hanzō, Ketchaku!!) - 533: „Czas przysięgi” (jap. 誓いの時 Chikai no Toki) - 534: „Żegnaj formacjo Ino-Shika-Chō!” (jap. さらば猪鹿蝶!! Saraba Ino–Shika–Chō!!) | Lista rozdziałów: - 525: „Odrodzeni Kage” (jap. 影、復活!! Kage, Fukkatsu!!) - 526: „Zażarta walka! Dywizja Daruia!” (jap. 激戦!ダルイ部隊!! Gekisen! Darui Butai!!) - 527: „Zakazane słowa” (jap. NGワード Enujī Wādo) - 528: „Więcej niż „męczący”” (jap. ｢だるい｣を超えて „Darui” o Koete) - 529: „Złote więzi” (jap. 金色の絆 Konjiki no Kizuna) - 530: „Determinacja Chōjiego” (jap. チョウジの決意 Chōji no Ketsui) - 531: „Drużyna Asumy znów w komplecie!” (jap. 再会、アスマ班! Saikai, Asuma-Han!) - 532: „Mifune kontra Hanzō, rozstrzygnięcie” (jap. ミフネVS半蔵、決着!! Mifunecenter> ISBN 978-1-4215-3305-6; Bāsasu Hanzō, Ketchaku!!) - 533: „Czas przysięgi” (jap. 誓いの時 Chikai no Toki) - 534: „Żegnaj formacjo Ino-Shika-Chō!” (jap. さらば猪鹿蝶!! Saraba Ino–Shika–Chō!!)                                                            | Lista rozdziałów: - 525: „Odrodzeni Kage” (jap. 影、復活!! Kage, Fukkatsu!!) - 526: „Zażarta walka! Dywizja Daruia!” (jap. 激戦!ダルイ部隊!! Gekisen! Darui Butai!!) - 527: „Zakazane słowa” (jap. NGワード Enujī Wādo) - 528: „Więcej niż „męczący”” (jap. ｢だるい｣を超えて „Darui” o Koete) - 529: „Złote więzi” (jap. 金色の絆 Konjiki no Kizuna) - 530: „Determinacja Chōjiego” (jap. チョウジの決意 Chōji no Ketsui) - 531: „Drużyna Asumy znów w komplecie!” (jap. 再会、アスマ班! Saikai, Asuma-Han!) - 532: „Mifune kontra Hanzō, rozstrzygnięcie” (jap. ミフネVS半蔵、決着!! Mifunecenter> ISBN 978-1-4215-3305-6; Bāsasu Hanzō, Ketchaku!!) - 533: „Czas przysięgi” (jap. 誓いの時 Chikai no Toki) - 534: „Żegnaj formacjo Ino-Shika-Chō!” (jap. さらば猪鹿蝶!! Saraba Ino–Shika–Chō!!)                                                            | Postacie z okładki: - Naruto Uzumaki - Ginkaku - Kinkaku - Darui - Chōji Akimichi | Postacie z okładki: - Naruto Uzumaki - Ginkaku - Kinkaku - Darui - Chōji Akimichi |
| Darui, jeden z generałów w Armii Sojuszu Ninja, angażuje się walkę z najbardziej osławionym duetem kryminalnym w Kumogakure, Złoto-Srebrnymi Braćmi, Ginkaku i Kinkaku, którzy zostali wskrzeszeni i wykorzystani przez Akatsuki. Następnie ożywiony Asuma Sarutobi staje do walki ze swoimi byłymi uczniami, Shikamaru Narą, Ino Yamanaką i Chojim Akimichim. W międzyczasie Mifune, samurajski generał Armii Sojuszu, walczy ze swoim długoletnim rywalem ninja, Hanzō Salamadrą, którego ostatecznie pokonuje. Jako że Ginkaku i Kinkaku posiadają chakrę Kyūbiego, Naruto wyczuwa ich ataki. Jednakże nie wie, że Armia Sojuszu Ninja ukrywa go. | | | | |
| 57 | Naruto na front...!! Naruto Senjō e...!! (ナルト戦場へ...!!) | 4 sierpnia 2011 ISBN 978-4-08-870271-1 | 10 lipca 2012 ISBN 978-1-4215-4306-2 | 1 grudnia 2012 ISBN 978-83-7471-257-6 |
| Lista rozdziałów: - 535: „Perswazja Iruki” (jap. イルカの説得 Iruka no Settoku) - 536: „Naruto na front...!” (jap. ナルト戦場へ...!! Naruto Senjō e...!!) - 537: „Zapada zmrok...!” (jap. 夜へ...!! Yoru e...!!) - 538: „W krzyżowym ogniu pytań” (jap. 詰問 Kitsumon) - 539: „Krwawa noc...!” (jap. 血の夜...!! Chi no Yoru...!!) - 540: „Strategia Madary!” (jap. マダラの作戦!! Madara no Sakusen!!) - 541: „Raikage kontra Naruto?!” (jap. 雷影VSナルト!? Raikage Bāsasu Naruto!?) - 542: „Nieznana historia najpotężniejszej Pary Zapaśniczej!” (jap. 最強タッグ秘話!! Saikyō Taggu Hiwa!!) - 543: „Rada, której się nie zapomina” (jap. 捨てられねェ言葉 Suterarenee Kotoba) - 544: „Dwa Słońca!” (jap. 二つの太陽!! Futatsu no Taiyō!!) | Lista rozdziałów: - 535: „Perswazja Iruki” (jap. イルカの説得 Iruka no Settoku) - 536: „Naruto na front...!” (jap. ナルト戦場へ...!! Naruto Senjō e...!!) - 537: „Zapada zmrok...!” (jap. 夜へ...!! Yoru e...!!) - 538: „W krzyżowym ogniu pytań” (jap. 詰問 Kitsumon) - 539: „Krwawa noc...!” (jap. 血の夜...!! Chi no Yoru...!!) - 540: „Strategia Madary!” (jap. マダラの作戦!! Madara no Sakusen!!) - 541: „Raikage kontra Naruto?!” (jap. 雷影VSナルト!? Raikage Bāsasu Naruto!?) - 542: „Nieznana historia najpotężniejszej Pary Zapaśniczej!” (jap. 最強タッグ秘話!! Saikyō Taggu Hiwa!!) - 543: „Rada, której się nie zapomina” (jap. 捨てられねェ言葉 Suterarenee Kotoba) - 544: „Dwa Słońca!” (jap. 二つの太陽!! Futatsu no Taiyō!!) | Lista rozdziałów: - 535: „Perswazja Iruki” (jap. イルカの説得 Iruka no Settoku) - 536: „Naruto na front...!” (jap. ナルト戦場へ...!! Naruto Senjō e...!!) - 537: „Zapada zmrok...!” (jap. 夜へ...!! Yoru e...!!) - 538: „W krzyżowym ogniu pytań” (jap. 詰問 Kitsumon) - 539: „Krwawa noc...!” (jap. 血の夜...!! Chi no Yoru...!!) - 540: „Strategia Madary!” (jap. マダラの作戦!! Madara no Sakusen!!) - 541: „Raikage kontra Naruto?!” (jap. 雷影VSナルト!? Raikage Bāsasu Naruto!?) - 542: „Nieznana historia najpotężniejszej Pary Zapaśniczej!” (jap. 最強タッグ秘話!! Saikyō Taggu Hiwa!!) - 543: „Rada, której się nie zapomina” (jap. 捨てられねェ言葉 Suterarenee Kotoba) - 544: „Dwa Słońca!” (jap. 二つの太陽!! Futatsu no Taiyō!!) | Postacie z okładki: - Naruto Uzumaki - Killer Bee - Kurama (Kyūbi) - Gyūki (Hachibi) - Gedō Mazō - Tobi | Postacie z okładki: - Naruto Uzumaki - Killer Bee - Kurama (Kyūbi) - Gyūki (Hachibi) - Gedō Mazō - Tobi |
| Na wieść o trwającej wojnie, Naruto i Killer Bee konfrontują się z Iruką i uciekają ze swojej kryjówki, aby wesprzeć swoich towarzyszy. Madara chwilowo przerywa wojnę, aby ukraść chakrę Złoto-Srebrnych Braci, a kiedy zapada noc, żołnierze obu frakcji robią sobie przerwę, aby przygotować się do kolejnego starcia. Obie strony wojny tracą po około połowie swoich wojsk. Na drodze Naruto i Killera Bee stają Raikage i Tsunade, którzy upierają się, że nosiciele ogoniastych bestii nie powinni uczestniczyć w wojnie. Podczas gdy Tsunade niemal od początku decyduje się polegać na sile Naruto, ostatecznie Bee i Naruto udaje się przekonać również Raikage, który pozwala im podążyć dalej, gdy pokazują jak rozwinęli swoje umiejętności dzięki najdroższym im osobom. | | | | |
| 58 | Naruto kontra Itachi!! Naruto Bāsasu Itachi!! (ナルトVSイタチ!!) | 4 listopada 2011 ISBN 978-4-08-870302-2 | 11 września 2012 ISBN 978-1-4215-4328-4 | 1 lutego 2013 ISBN 978-83-7471-258-3 |
| Lista rozdziałów: - 545: „Armia nieśmiertelnych!” (jap. 不死身軍団!! Fushimi Gundan!!) - 546: „Konfrontacja starych i nowych Kage!” (jap. 新旧影対決!! Shinkyūkage Taiketsu!!) - 547: „To, co posiada wartość!” (jap. 価値あるもの!! Kachi Aru Mono!!) - 548: „Naruto kontra Itachi!” (jap. ナルトVSイタチ!! Naruto Bāsasu Itachi!!) - 549: „Pytanie Itachiego!” (jap. イタチの問い!! Itachi no Toi!!) - 550: „Wyróżnione Duchy Nieba” (jap. 別天神 Kotoamatsukami) - 551: „Powstrzymać Nagato!” (jap. 長門を止めろ!! Nagato o Tomero!!) - 552: „Warunek Hokage...!” (jap. 火影の条件...!! Hokage no Jōken...!!) - 553: „Główne pole bitwy!” (jap. 主戦場到着!! Shusenjō Tōchaku!!) - 554: „Limit Wirującego Shurikena...!” (jap. 螺旋手裏剣の限界...!! Rasen Shuriken no Genkai...!!) - 555: „Sprzeczność” (jap. 矛盾 Mujun) | Lista rozdziałów: - 545: „Armia nieśmiertelnych!” (jap. 不死身軍団!! Fushimi Gundan!!) - 546: „Konfrontacja starych i nowych Kage!” (jap. 新旧影対決!! Shinkyūkage Taiketsu!!) - 547: „To, co posiada wartość!” (jap. 価値あるもの!! Kachi Aru Mono!!) - 548: „Naruto kontra Itachi!” (jap. ナルトVSイタチ!! Naruto Bāsasu Itachi!!) - 549: „Pytanie Itachiego!” (jap. イタチの問い!! Itachi no Toi!!) - 550: „Wyróżnione Duchy Nieba” (jap. 別天神 Kotoamatsukami) - 551: „Powstrzymać Nagato!” (jap. 長門を止めろ!! Nagato o Tomero!!) - 552: „Warunek Hokage...!” (jap. 火影の条件...!! Hokage no Jōken...!!) - 553: „Główne pole bitwy!” (jap. 主戦場到着!! Shusenjō Tōchaku!!) - 554: „Limit Wirującego Shurikena...!” (jap. 螺旋手裏剣の限界...!! Rasen Shuriken no Genkai...!!) - 555: „Sprzeczność” (jap. 矛盾 Mujun)                                | Lista rozdziałów: - 545: „Armia nieśmiertelnych!” (jap. 不死身軍団!! Fushimi Gundan!!) - 546: „Konfrontacja starych i nowych Kage!” (jap. 新旧影対決!! Shinkyūkage Taiketsu!!) - 547: „To, co posiada wartość!” (jap. 価値あるもの!! Kachi Aru Mono!!) - 548: „Naruto kontra Itachi!” (jap. ナルトVSイタチ!! Naruto Bāsasu Itachi!!) - 549: „Pytanie Itachiego!” (jap. イタチの問い!! Itachi no Toi!!) - 550: „Wyróżnione Duchy Nieba” (jap. 別天神 Kotoamatsukami) - 551: „Powstrzymać Nagato!” (jap. 長門を止めろ!! Nagato o Tomero!!) - 552: „Warunek Hokage...!” (jap. 火影の条件...!! Hokage no Jōken...!!) - 553: „Główne pole bitwy!” (jap. 主戦場到着!! Shusenjō Tōchaku!!) - 554: „Limit Wirującego Shurikena...!” (jap. 螺旋手裏剣の限界...!! Rasen Shuriken no Genkai...!!) - 555: „Sprzeczność” (jap. 矛盾 Mujun)                                | Postacie z okładki: - Naruto Uzumaki - Itachi Uchiha | Postacie z okładki: - Naruto Uzumaki - Itachi Uchiha |
| Naruto i Killer Bee mają do czynienia z oddziałem Zetsu, istot stworzonych przez Madarę z DNA Pierwszego Hokage, które miały za zadanie podszywać się pod żołnierzy Armii Sojuszu. Tymczasem Gaara i Tsuchikage Ōnoki wraz z 4. Dywizją natykają się na czterech Kage ożywionych przez Kabuto. Po tym, jak Gaara pokonał swojego ojca, Czwartego Kazekage, Naruto i Bee spotykają na swojej drodze Nagato i Itachiego, którzy są pod kontrolą Kabuto. Itachiemu udaje uwolnić się spod kontroli i pomaga dwóm nosicielom pokonać Nagato. Następnie Itachi postanawia sam zająć się Kabuto w celu dezaktywacji Edo Tensei oraz zostawia sprawę Sasuke w rękach Naruto. Naruto i Bee dołączają do Armii Ninja wraz z klonami Uzumakiego. Jeden z klonów Naruto angażuje się w walkę z Drugim Tsuchikage Mū i Trzecim Raikage A. | | | | |
| 59 | Pięciu Kage ramię w ramię...!! Gokage Shūketsu...!! (五影集結...!!) | 3 lutego 2012 ISBN 978-4-08-870368-8 | 6 listopada 2012 ISBN 978-1-4215-4942-2 | 1 kwietnia 2013 ISBN 978-83-7471-259-0 |
| Lista rozdziałów: - 556: „Gaara kontra Mizukage!” (jap. 我愛羅VS水影!! Gaara Bāsasu Mizukage!!) - 557: „Pary Tyrania!” (jap. 蒸危暴威!! Jōki Bōi!!) - 558: „As w rękach Kabuto...!” (jap. カブトの切り札...!! Kabuto no Kirifuda...!!) - 559: „Przybywają posiłki...!” (jap. 増援到着...!! Zōen Tōchaku...!!) - 560: „Madara Uchiha” (jap. うちはマダラ Uchiha Madara) - 561: „Siła imienia” (jap. その名の力 Sono Na no Chikara) - 562: „Tam gdzie odnajdujesz samego siebie” (jap. 己を拾う場所 Onore o Hirou Basho) - 563: „Pięciu Kage ramię w ramię...!” (jap. 五影集結...!! Gokage Shūketsu...!!) - 564: „Człowiek, który jest nikim” (jap. 誰でもない男 Dare demo Nai Otoko) - 565: „Sakryfikanci kontra Sakryfikanci!” (jap. 人柱力VS人柱力!! Jinchūriki Bāsasu Jinchūriki!!) | Lista rozdziałów: - 556: „Gaara kontra Mizukage!” (jap. 我愛羅VS水影!! Gaara Bāsasu Mizukage!!) - 557: „Pary Tyrania!” (jap. 蒸危暴威!! Jōki Bōi!!) - 558: „As w rękach Kabuto...!” (jap. カブトの切り札...!! Kabuto no Kirifuda...!!) - 559: „Przybywają posiłki...!” (jap. 増援到着...!! Zōen Tōchaku...!!) - 560: „Madara Uchiha” (jap. うちはマダラ Uchiha Madara) - 561: „Siła imienia” (jap. その名の力 Sono Na no Chikara) - 562: „Tam gdzie odnajdujesz samego siebie” (jap. 己を拾う場所 Onore o Hirou Basho) - 563: „Pięciu Kage ramię w ramię...!” (jap. 五影集結...!! Gokage Shūketsu...!!) - 564: „Człowiek, który jest nikim” (jap. 誰でもない男 Dare demo Nai Otoko) - 565: „Sakryfikanci kontra Sakryfikanci!” (jap. 人柱力VS人柱力!! Jinchūriki Bāsasu Jinchūriki!!)                                                                        | Lista rozdziałów: - 556: „Gaara kontra Mizukage!” (jap. 我愛羅VS水影!! Gaara Bāsasu Mizukage!!) - 557: „Pary Tyrania!” (jap. 蒸危暴威!! Jōki Bōi!!) - 558: „As w rękach Kabuto...!” (jap. カブトの切り札...!! Kabuto no Kirifuda...!!) - 559: „Przybywają posiłki...!” (jap. 増援到着...!! Zōen Tōchaku...!!) - 560: „Madara Uchiha” (jap. うちはマダラ Uchiha Madara) - 561: „Siła imienia” (jap. その名の力 Sono Na no Chikara) - 562: „Tam gdzie odnajdujesz samego siebie” (jap. 己を拾う場所 Onore o Hirou Basho) - 563: „Pięciu Kage ramię w ramię...!” (jap. 五影集結...!! Gokage Shūketsu...!!) - 564: „Człowiek, który jest nikim” (jap. 誰でもない男 Dare demo Nai Otoko) - 565: „Sakryfikanci kontra Sakryfikanci!” (jap. 人柱力VS人柱力!! Jinchūriki Bāsasu Jinchūriki!!)                                                                        | Postacie z okładki: - Naruto Uzumaki - Mei Terumī (Piąty Mizukage) - Tsunade (Piąty Hokage) - Gaara (Piąty Kazekage) - Ōnoki (Trzeci Tsuchikage) - A (Czwarty Raikage) - Madara Uchiha                         | Postacie z okładki: - Naruto Uzumaki - Mei Terumī (Piąty Mizukage) - Tsunade (Piąty Hokage) - Gaara (Piąty Kazekage) - Ōnoki (Trzeci Tsuchikage) - A (Czwarty Raikage) - Madara Uchiha                         |
| Po tym, jak Gaara pokonuje Drugiego Mizukage, Sojusz Ninja udaje się zdobyć przewagę w wojnie dzięki klonom Naruto, identyfikujących wszystkich Zetsu. Następnie Kabuto używa Drugiego Tsuchikage, aby ożywić swojego najsilniejszego wojownika, prawdziwego Madarę Uchihę. To pokazuje, że obecny lider Akatsuki, Tobi, używa imienia Madary w celu pokazania swojej siły. Z kolei sam Madara swoją potęgą przytłacza siły Gaary i Ōnokiego, w wyniku czego pozostali trzej Kage przybywają na miejsce z pomocą. Tymczasem Naruto i Bee spotykają Tobiego, który próbuje ich schwytać. Korzystając z Rinnegana Nagato, Tobi manipuluje zwłokami dawnych nosicieli w celu zastawienia sideł na Naruto i Bee. Z kolei ożywione ciała walczą, wykorzystując ponownie zapieczętowane w nich ogoniaste bestie. | | | | |
| 60 | Kurama!! (九喇嘛!!) | 2 maja 2012 ISBN 978-4-08-870417-3 | 5 lutego 2013 ISBN 978-1-4215-4943-9 | 1 lipca 2013 ISBN 978-83-7471-304-7 |
| Lista rozdziałów: - 566: „Oczy i Bestie” (jap. 眼と獣 Me to Kemono) - 567: „Sakryfikant z Konohagakure” (jap. 木ノ葉の里の人柱力 Konoha no Sato no Jinchūriki) - 568: „Czteroogoniasty: Pustelniczy Małpi Król” (jap. 四尾・仙猿の王 Yonbi: Sen'en no Ō) - 569: „Demonstracja woli!” (jap. 意志の証明!! Ishi no Shōmei!!) - 570: „Kurama!” (jap. 九喇嘛!! Kurama!!) - 571: „Tryb Ogoniastej Bestii” (jap. 尾獣モード!! Bijū Mōdo!!) - 572: „Dziewięć imion” (jap. 九つの名前 Kokonotsu no Namae) - 573: „Droga prowadząca do świetności” (jap. 輝きへと続く道 Kagayaki e to Tsuzuku Michi) - 574: „Oczy patrzące w mrok” (jap. 闇を見る眼 Yami o Miru Me) - 575: „Wola Kamienia” (jap. 石の意思 Ishi no Ishi) | Lista rozdziałów: - 566: „Oczy i Bestie” (jap. 眼と獣 Me to Kemono) - 567: „Sakryfikant z Konohagakure” (jap. 木ノ葉の里の人柱力 Konoha no Sato no Jinchūriki) - 568: „Czteroogoniasty: Pustelniczy Małpi Król” (jap. 四尾・仙猿の王 Yonbi: Sen'en no Ō) - 569: „Demonstracja woli!” (jap. 意志の証明!! Ishi no Shōmei!!) - 570: „Kurama!” (jap. 九喇嘛!! Kurama!!) - 571: „Tryb Ogoniastej Bestii” (jap. 尾獣モード!! Bijū Mōdo!!) - 572: „Dziewięć imion” (jap. 九つの名前 Kokonotsu no Namae) - 573: „Droga prowadząca do świetności” (jap. 輝きへと続く道 Kagayaki e to Tsuzuku Michi) - 574: „Oczy patrzące w mrok” (jap. 闇を見る眼 Yami o Miru Me) - 575: „Wola Kamienia” (jap. 石の意思 Ishi no Ishi) | Lista rozdziałów: - 566: „Oczy i Bestie” (jap. 眼と獣 Me to Kemono) - 567: „Sakryfikant z Konohagakure” (jap. 木ノ葉の里の人柱力 Konoha no Sato no Jinchūriki) - 568: „Czteroogoniasty: Pustelniczy Małpi Król” (jap. 四尾・仙猿の王 Yonbi: Sen'en no Ō) - 569: „Demonstracja woli!” (jap. 意志の証明!! Ishi no Shōmei!!) - 570: „Kurama!” (jap. 九喇嘛!! Kurama!!) - 571: „Tryb Ogoniastej Bestii” (jap. 尾獣モード!! Bijū Mōdo!!) - 572: „Dziewięć imion” (jap. 九つの名前 Kokonotsu no Namae) - 573: „Droga prowadząca do świetności” (jap. 輝きへと続く道 Kagayaki e to Tsuzuku Michi) - 574: „Oczy patrzące w mrok” (jap. 闇を見る眼 Yami o Miru Me) - 575: „Wola Kamienia” (jap. 石の意思 Ishi no Ishi) | Postacie z okładki: - Naruto Uzumaki - Kurama (Kyūbi) - Gyūki (Hachibi) - Shukaku (Ichibi) - Matatabi (Nibi) - Isobu (Sanbi) - Son Gokū (Yonbi) - Kokuō (Gobi) - Saiken (Rokubi) - Chōmei (Nanabi)             | Postacie z okładki: - Naruto Uzumaki - Kurama (Kyūbi) - Gyūki (Hachibi) - Shukaku (Ichibi) - Matatabi (Nibi) - Isobu (Sanbi) - Son Gokū (Yonbi) - Kokuō (Gobi) - Saiken (Rokubi) - Chōmei (Nanabi)             |
| Kakashi Hatake i Maito Gai dołączają do walki, ale mimo ich pomocy, Naruto i Killer Bee nadal nie są w stanie zatrzymać ogoniastych bestii manipulowanych przez Tobiego. Gdy Naruto zostaje połknięty przez Czteroogoniastego Son Gokū, udaje mu się usunąć odbiornik chakry umieszczony w ciele demona, który Tobi używał do jego kontrolowania. Zszokowany jego działaniami, Dziewięcioogoniasty lis Kurama, postanawia po raz pierwszy połączyć siły z Naruto, pomagając mu zatrzymać pięć pozostałych ogoniastych bestii. Na pole zmierza również cały Sojusz, aby pomóc Naruto w walce. Tymczasem pięciu Kage kontynuuje swoją przegraną walkę z Madarą, z kolei Sasuke dowiaduje się o trwającej wojnie. | | | | |
| 61 | Walka braci!! Kyōdai, Kyōtō!! (兄弟、共闘!!) | 27 lipca 2012 ISBN 978-4-08-870477-7 | 7 maja 2013 ISBN 978-1-4215-5248-4 | 1 września 2013 ISBN 978-83-7471-305-4 |
| Lista rozdziałów: - 576: „Droga do spotkania” (jap. 再会の道標 Saikai no Michishirube) - 577: „Ostrze nienawiści” (jap. 憎しみの刃 Nikushimi no Yaiba) - 578: „Śmiertelna słabostka!” (jap. 絶望の弱点!! Zetsubō no Jakuten!!) - 579: „Walka braci!” (jap. 兄弟、共闘!! Kyōdai, Kyōtō!!) - 580: „Czas dla braci” (jap. 兄弟の時間 Kyōdai no Jikan) - 581: „Różne wizje Konohy” (jap. それぞれの木ノ葉 Sorezore no Konoha) - 582: „Nic” (jap. 何も無い Nani mo nai) - 583: „Kto to jest?” (jap. これは誰だ? Kore wa Dare da?) - 584: „Kabuto Yakushi” (jap. 薬師カブト Yakushi Kabuto) - 585: „By być sobą” (jap. ボクがボクであるために Boku ga Boku de Aru Tame ni) - 586: „Aktywacja Bogini Nieba” (jap. イザナミ発動 Izanami Hatsudō) - 587: „Gdy nastanie godzina 9” (jap. 9時になったら 9-Ji ni Nattara) | Lista rozdziałów: - 576: „Droga do spotkania” (jap. 再会の道標 Saikai no Michishirube) - 577: „Ostrze nienawiści” (jap. 憎しみの刃 Nikushimi no Yaiba) - 578: „Śmiertelna słabostka!” (jap. 絶望の弱点!! Zetsubō no Jakuten!!) - 579: „Walka braci!” (jap. 兄弟、共闘!! Kyōdai, Kyōtō!!) - 580: „Czas dla braci” (jap. 兄弟の時間 Kyōdai no Jikan) - 581: „Różne wizje Konohy” (jap. それぞれの木ノ葉 Sorezore no Konoha) - 582: „Nic” (jap. 何も無い Nani mo nai) - 583: „Kto to jest?” (jap. これは誰だ? Kore wa Dare da?) - 584: „Kabuto Yakushi” (jap. 薬師カブト Yakushi Kabuto) - 585: „By być sobą” (jap. ボクがボクであるために Boku ga Boku de Aru Tame ni) - 586: „Aktywacja Bogini Nieba” (jap. イザナミ発動 Izanami Hatsudō) - 587: „Gdy nastanie godzina 9” (jap. 9時になったら 9-Ji ni Nattara)                                                | Lista rozdziałów: - 576: „Droga do spotkania” (jap. 再会の道標 Saikai no Michishirube) - 577: „Ostrze nienawiści” (jap. 憎しみの刃 Nikushimi no Yaiba) - 578: „Śmiertelna słabostka!” (jap. 絶望の弱点!! Zetsubō no Jakuten!!) - 579: „Walka braci!” (jap. 兄弟、共闘!! Kyōdai, Kyōtō!!) - 580: „Czas dla braci” (jap. 兄弟の時間 Kyōdai no Jikan) - 581: „Różne wizje Konohy” (jap. それぞれの木ノ葉 Sorezore no Konoha) - 582: „Nic” (jap. 何も無い Nani mo nai) - 583: „Kto to jest?” (jap. これは誰だ? Kore wa Dare da?) - 584: „Kabuto Yakushi” (jap. 薬師カブト Yakushi Kabuto) - 585: „By być sobą” (jap. ボクがボクであるために Boku ga Boku de Aru Tame ni) - 586: „Aktywacja Bogini Nieba” (jap. イザナミ発動 Izanami Hatsudō) - 587: „Gdy nastanie godzina 9” (jap. 9時になったら 9-Ji ni Nattara)                                                | Postacie z okładki: - Kabuto Yakushi - Itachi Uchiha - Sasuke Uchiha - Naruto Uzumaki - Tobi | Postacie z okładki: - Kabuto Yakushi - Itachi Uchiha - Sasuke Uchiha - Naruto Uzumaki - Tobi |
| Sasuke natyka się na odrodzonego Itachiego i podąża za nim do kryjówki Kabuto. Gdy Itachi chce złapać Kabuto w pułapkę z iluzji w celu zmuszenia go do odesłania swoich wskrzeszonych wojska z powrotem do życia pozagrobowego, Sasuke zgadza się mu pomóc, pod warunkiem, że brat wyjawi mu swoje uczucia dotyczące masakry Uchiha. Podczas walki Kabuto blokuje swój własny wzrok, czyniąc techniki iluzji rodzeństwa tworzone za pomocą Sharingana, bezużyteczne przeciwko niemu. Zarówno Sasuke, jak i Itachi pozostają w defensywie, aż ten drugi aktywuje zakazaną technikę, która więzi umysł Kabuto w pętli, w której walka z Uchiha nigdy się nie kończy. Na Kabuto, który nie może się poruszać, Itachi używa genjutsu, aby dowiedzieć się od niego, jak odesłać wszystkich zmarłych ninja. | | | | |
| 62 | Pęknięcie Hibi (皹) | 4 października 2012 ISBN 978-4-08-870515-6 | 6 sierpnia 2013 ISBN 978-1-4215-5619-2 | 1 grudnia 2013 ISBN 978-83-7471-306-1 |
| Lista rozdziałów: - 588: „Waga miana Kage” (jap. 影を背負う Kage o Seou) - 589: „Transmigracji Padołu: Rozwiązanie” (jap. 穢土転生の術・解 Edo Tensei no Jutsu: Kai) - 590: „Zawsze będę Cię kochał” (jap. お前をずっと愛している Omae o Zutto Aishiteiru) - 591: „Ryzyko” (jap. リスク Risuku) - 592: „Trzecia siła” (jap. 第三勢力 Daisan Seiryoku) - 593: „Wskrzeszony Orochimaru” (jap. 復活の大蛇丸 Fukkatsu no Orochimaru) - 594: „Protoplasta” (jap. 祖たるもの Sotarumono) - 595: „Pęknięcie” (jap. 皹 Hibi) - 596: „Jedna technika” (jap. 一つの術 Hitotsu no Jutsu) - 597: „Tajemnica Ninjutsu Czasoprzestrzeni” (jap. ボクがボクであるために Jikūkan Ninjutsu no Himitsu) | Lista rozdziałów: - 588: „Waga miana Kage” (jap. 影を背負う Kage o Seou) - 589: „Transmigracji Padołu: Rozwiązanie” (jap. 穢土転生の術・解 Edo Tensei no Jutsu: Kai) - 590: „Zawsze będę Cię kochał” (jap. お前をずっと愛している Omae o Zutto Aishiteiru) - 591: „Ryzyko” (jap. リスク Risuku) - 592: „Trzecia siła” (jap. 第三勢力 Daisan Seiryoku) - 593: „Wskrzeszony Orochimaru” (jap. 復活の大蛇丸 Fukkatsu no Orochimaru) - 594: „Protoplasta” (jap. 祖たるもの Sotarumono) - 595: „Pęknięcie” (jap. 皹 Hibi) - 596: „Jedna technika” (jap. 一つの術 Hitotsu no Jutsu) - 597: „Tajemnica Ninjutsu Czasoprzestrzeni” (jap. ボクがボクであるために Jikūkan Ninjutsu no Himitsu) | Lista rozdziałów: - 588: „Waga miana Kage” (jap. 影を背負う Kage o Seou) - 589: „Transmigracji Padołu: Rozwiązanie” (jap. 穢土転生の術・解 Edo Tensei no Jutsu: Kai) - 590: „Zawsze będę Cię kochał” (jap. お前をずっと愛している Omae o Zutto Aishiteiru) - 591: „Ryzyko” (jap. リスク Risuku) - 592: „Trzecia siła” (jap. 第三勢力 Daisan Seiryoku) - 593: „Wskrzeszony Orochimaru” (jap. 復活の大蛇丸 Fukkatsu no Orochimaru) - 594: „Protoplasta” (jap. 祖たるもの Sotarumono) - 595: „Pęknięcie” (jap. 皹 Hibi) - 596: „Jedna technika” (jap. 一つの術 Hitotsu no Jutsu) - 597: „Tajemnica Ninjutsu Czasoprzestrzeni” (jap. ボクがボクであるために Jikūkan Ninjutsu no Himitsu) | Postacie z okładki: - Kakashi Hatake - Maito Gai - Naruto Uzumaki - Madara Uchiha | Postacie z okładki: - Kakashi Hatake - Maito Gai - Naruto Uzumaki - Madara Uchiha |
| Itachi odsyła wszystkich nieumarłych wojowników Kabuto z wyjątkiem Madary, któremu udaje się pozostać na polu bitwy poprzez zerwanie połączenia z techniką Kabuto. Itachi powraca w zaświaty po pożegnaniu Sasuke, natomiast on sam zaczyna zastanawiać się nad swoimi motywami. W międzyczasie Suigetsu i Jūgo dostarczają mu pewien zwój, w którym może znaleźć odpowiedzi. W wyniku tego Sasuke wskrzesza Orochimaru. Podczas gdy Orochimaru zabiera swoją chakrę z Kabuto i postanawia pomóc Sasuke w uzyskaniu odpowiedzi na trapiące go pytania, Naruto, Kakashi, Gai i Bee kontynuują walkę z Tobim. Nie mając wyboru, Tobi pieczętuje śladowe ilości chakry Kuramy i Gyūkiego w Gedō Mazō, aby rozpocząć wskrzeszenie Dziesięcioogoniastego. | | | | |
| 63 | Świat Marzeń Yume no Sekai (夢の世界) | 28 grudnia 2012 ISBN 978-4-08-870550-7 | 6 listopada 2013 ISBN 978-1-4215-5885-1 | 1 marca 2014 ISBN 978-83-7471-307-8 |
| Lista rozdziałów: - 598: „Roztrzaskanie!!” (jap. 粉砕!!!! Funsai!!!!) - 599: „Obito Uchiha” (jap. うちはオビト Uchiha Obito) - 600: „Dlaczego do tej pory?” (jap. なぜ今まで? Naze Ima Made?) - 601: „Obito i Madara” (jap. オビトとマダラ Obito to Madara) - 602: „Ja żyję” (jap. 生きている Ikite iru) - 603: „Rehabilitacja” (jap. リハビリ Rihabiri) - 604: „Ponowne spotkanie i...” (jap. 再会、そして... Saikai, Soshite...) - 605: „Piekło” (jap. 地獄 Jigoku) - 606: „Świat Marzeń” (jap. 夢の世界 Yume no Sekai) - 607: „Jest mi obojętny” (jap. どうでもいいんだよ Dō Demo Īn da yo) | Lista rozdziałów: - 598: „Roztrzaskanie!!” (jap. 粉砕!!!! Funsai!!!!) - 599: „Obito Uchiha” (jap. うちはオビト Uchiha Obito) - 600: „Dlaczego do tej pory?” (jap. なぜ今まで? Naze Ima Made?) - 601: „Obito i Madara” (jap. オビトとマダラ Obito to Madara) - 602: „Ja żyję” (jap. 生きている Ikite iru) - 603: „Rehabilitacja” (jap. リハビリ Rihabiri) - 604: „Ponowne spotkanie i...” (jap. 再会、そして... Saikai, Soshite...) - 605: „Piekło” (jap. 地獄 Jigoku) - 606: „Świat Marzeń” (jap. 夢の世界 Yume no Sekai) - 607: „Jest mi obojętny” (jap. どうでもいいんだよ Dō Demo Īn da yo) | Lista rozdziałów: - 598: „Roztrzaskanie!!” (jap. 粉砕!!!! Funsai!!!!) - 599: „Obito Uchiha” (jap. うちはオビト Uchiha Obito) - 600: „Dlaczego do tej pory?” (jap. なぜ今まで? Naze Ima Made?) - 601: „Obito i Madara” (jap. オビトとマダラ Obito to Madara) - 602: „Ja żyję” (jap. 生きている Ikite iru) - 603: „Rehabilitacja” (jap. リハビリ Rihabiri) - 604: „Ponowne spotkanie i...” (jap. 再会、そして... Saikai, Soshite...) - 605: „Piekło” (jap. 地獄 Jigoku) - 606: „Świat Marzeń” (jap. 夢の世界 Yume no Sekai) - 607: „Jest mi obojętny” (jap. どうでもいいんだよ Dō Demo Īn da yo) | Postacie z okładki: - Naruto Uzumaki - Kakashi Hatake - Obito Uchiha (Tobi) | Postacie z okładki: - Naruto Uzumaki - Kakashi Hatake - Obito Uchiha (Tobi) |
| Naruto udaje się zniszczyć maskę Tobiego, ujawniając jego tożsamość jako Obito Uchiha, jeden z członków drużyny Kakashiego, który podobno miał zginąć podczas poprzedniej wojny. Po pokonaniu pięciu Kage, Madara przychodzi z pomocą Obito. Następnie ujawnia, że kilka lat temu stary Madara znalazł i uratował Obito, który był w stanie krytycznym po przygnieceniu głazem. Obito poszukując rehabilitacji chciał ponownie dołączyć do swojego zespołu, gdy dowiedział się, że Kakashi i Rin byli w niebezpieczeństwie. Gdy ich odnalazł, Obito widział jak Kakashi zabija Rin a następnie zostali otoczeni przez wrogów. Obito uratował Kakashiego i zaczął realizować cele Madary o jego iluzorycznym świecie, aby przerwać „ciąg przyczynowo-skutkowy” świata. Po tym jak Madara umiera, Obito przyjmuje jego nazwisko i manipuluje Nagato w celu stworzenia Akatsuki i schwytania dziewięciu ogoniastych bestii wymaganych do wypełnienia tego celu. | | | | |
| 64 | Dziesięcioogoniasty Jūbi (十尾) | 4 kwietnia 2013 ISBN 978-4-08-870628-3 | 7 stycznia 2014 ISBN 978-1-4215-6139-4 | 1 czerwca 2014 ISBN 978-83-7471-308-5 |
| Lista rozdziałów: - 608: „Decyzja Kakashiego!” (jap. カカシの決意!! Kakashi no Ketsui!!) - 609: „Koniec” (jap. 終わり Owari) - 610: „Dziesięcioogoniasty” (jap. 十尾 Jūbi) - 611: „Przybycie” (jap. 到着 Tōchaku) - 612: „Technika Wojsk Sprzymierzonych!” (jap. 忍連合軍の術!! Shinobi Rengōgun no Jutsu!!) - 613: „Mózg” (jap. 頭 Atama) - 614: „Tobie” (jap. お前に Omae ni) - 615: „To, co wiąże” (jap. 繋がれるもの Tsunagareru Mono) - 616: „Wytrzymali w ukryciu” (jap. 忍び舞う者たち Shinobimau Mono-Tachi) - 617: „Wytrzymali w ukryciu, część 2" (jap. 忍び舞う者たち 其ノ弐 Shinobimau Mono-Tachi – Sono Ni) | Lista rozdziałów: - 608: „Decyzja Kakashiego!” (jap. カカシの決意!! Kakashi no Ketsui!!) - 609: „Koniec” (jap. 終わり Owari) - 610: „Dziesięcioogoniasty” (jap. 十尾 Jūbi) - 611: „Przybycie” (jap. 到着 Tōchaku) - 612: „Technika Wojsk Sprzymierzonych!” (jap. 忍連合軍の術!! Shinobi Rengōgun no Jutsu!!) - 613: „Mózg” (jap. 頭 Atama) - 614: „Tobie” (jap. お前に Omae ni) - 615: „To, co wiąże” (jap. 繋がれるもの Tsunagareru Mono) - 616: „Wytrzymali w ukryciu” (jap. 忍び舞う者たち Shinobimau Mono-Tachi) - 617: „Wytrzymali w ukryciu, część 2" (jap. 忍び舞う者たち 其ノ弐 Shinobimau Mono-Tachi – Sono Ni) | Lista rozdziałów: - 608: „Decyzja Kakashiego!” (jap. カカシの決意!! Kakashi no Ketsui!!) - 609: „Koniec” (jap. 終わり Owari) - 610: „Dziesięcioogoniasty” (jap. 十尾 Jūbi) - 611: „Przybycie” (jap. 到着 Tōchaku) - 612: „Technika Wojsk Sprzymierzonych!” (jap. 忍連合軍の術!! Shinobi Rengōgun no Jutsu!!) - 613: „Mózg” (jap. 頭 Atama) - 614: „Tobie” (jap. お前に Omae ni) - 615: „To, co wiąże” (jap. 繋がれるもの Tsunagareru Mono) - 616: „Wytrzymali w ukryciu” (jap. 忍び舞う者たち Shinobimau Mono-Tachi) - 617: „Wytrzymali w ukryciu, część 2" (jap. 忍び舞う者たち 其ノ弐 Shinobimau Mono-Tachi – Sono Ni) | Postacie z okładki: - Naruto Uzumaki - Hinata Hyūga - Neji Hyūga - Jūbi | Postacie z okładki: - Naruto Uzumaki - Hinata Hyūga - Neji Hyūga - Jūbi |
| Walka między grupą Naruto a Obito i Madarą zostaje przerwana przez pojawienie się niepełnego Dziesięcioogoniastego. Obito i Madara poskramiają potwora, aby zaatakować grupę Naruto, sprowadzając ją do ostatecznej defensywy. Przed porażką ratuje ich Sojusz Ninja, który przychodzi z pomocą dla Naruto. Wspólnie wykonują różnorodne techniki kombinacyjne, jednak ich wysiłki stają się daremne, gdy demon ewoluuje do bardziej zaawansowanej formy. W rezultacie ginie wielu shinobi, w tym Neji, który poświęcił swoje życie chroniąc Naruto. W wyniku tego Uzumaki jest zszokowany, jednak Hinata zachęca go do kontynuowania walki w celu ochrony więzi i przyjaciół. Naruto rozpoczyna dzielenie się czakrą Kuramy ze swymi towarzyszami, aby utworzyć inną kombinację, która ostatecznie zrywa połączenie pomiędzy Obito i Madarą a Dziesięcioogoniastym. | | | | |
| 65 | Hashirama i Madara Hashirama to Madara (柱間とマダラ) | 4 lipca 2013 ISBN 978-4-08-870661-0 | 1 kwietnia 2014 ISBN 978-1-4215-6455-5 | 1 września 2014 ISBN 978-83-7471-309-2 |
| Lista rozdziałów: - 618: „Ci, którzy wiedzą wszystko” (jap. 全てを知る者たち Subete o Shiru Monotachi) - 619: „Klan opętany przez zło” (jap. 悪に憑かれた一族 Aku ni Tsukareta Ichizoku) - 620: „Hashirama Senju” (jap. 千手柱間 Senju Hashirama) - 621: „Hashirama i Madara” (jap. 柱間とマダラ Hashirama to Madara) - 622: „Dotarłem” (jap. 届いた Todoita) - 623: „Niewidzenie” (jap. 一望 Atama) - 624: „Remis” (jap. 相子 Aiko) - 625: „Prawdziwe marzenie” (jap. 本当の夢 Hontō no Yume) - 626: „Hashirama i Madara, część 2" (jap. 柱間とマダラ 其ノ弐 Hashirama to Madara – Sono Ni) - 627: „Odpowiedź Sasuke” (jap. サスケの答え Sasuke no Kotae) | Lista rozdziałów: - 618: „Ci, którzy wiedzą wszystko” (jap. 全てを知る者たち Subete o Shiru Monotachi) - 619: „Klan opętany przez zło” (jap. 悪に憑かれた一族 Aku ni Tsukareta Ichizoku) - 620: „Hashirama Senju” (jap. 千手柱間 Senju Hashirama) - 621: „Hashirama i Madara” (jap. 柱間とマダラ Hashirama to Madara) - 622: „Dotarłem” (jap. 届いた Todoita) - 623: „Niewidzenie” (jap. 一望 Atama) - 624: „Remis” (jap. 相子 Aiko) - 625: „Prawdziwe marzenie” (jap. 本当の夢 Hontō no Yume) - 626: „Hashirama i Madara, część 2" (jap. 柱間とマダラ 其ノ弐 Hashirama to Madara – Sono Ni) - 627: „Odpowiedź Sasuke” (jap. サスケの答え Sasuke no Kotae) | Lista rozdziałów: - 618: „Ci, którzy wiedzą wszystko” (jap. 全てを知る者たち Subete o Shiru Monotachi) - 619: „Klan opętany przez zło” (jap. 悪に憑かれた一族 Aku ni Tsukareta Ichizoku) - 620: „Hashirama Senju” (jap. 千手柱間 Senju Hashirama) - 621: „Hashirama i Madara” (jap. 柱間とマダラ Hashirama to Madara) - 622: „Dotarłem” (jap. 届いた Todoita) - 623: „Niewidzenie” (jap. 一望 Atama) - 624: „Remis” (jap. 相子 Aiko) - 625: „Prawdziwe marzenie” (jap. 本当の夢 Hontō no Yume) - 626: „Hashirama i Madara, część 2" (jap. 柱間とマダラ 其ノ弐 Hashirama to Madara – Sono Ni) - 627: „Odpowiedź Sasuke” (jap. サスケの答え Sasuke no Kotae) | Postacie z okładki: - Sasuke Uchiha - Hashirama Senju (Pierwszy Hokage) - Madara Uchiha - Tobirama Senju (Drugi Hokage) - Hiruzen Sarutobi (Trzeci Hokage) - Minato Namikaze (Czwarty Hokage)                  | Postacie z okładki: - Sasuke Uchiha - Hashirama Senju (Pierwszy Hokage) - Madara Uchiha - Tobirama Senju (Drugi Hokage) - Hiruzen Sarutobi (Trzeci Hokage) - Minato Namikaze (Czwarty Hokage)                  |
| W Konosze Orochimaru przywołuje Boga Śmierci, aby ożywić czterech poprzednich Hokage. Przed podjęciem decyzji, co zrobić z nimi zrobić, Sasuke pyta ich, co wiedzą o Konosze i pochodzeniu klanu Uchiha. Pierwszy Hokage, Senju Hashirama, opowiada Sasuke, że w dzieciństwie klany Senju i Uchiha były w stanie wojny, ale w sekrecie widywał się z Madarą. Dzieląc ten sam cel, jakim jest świat bez wojen, Hashirama i Madara zaprzyjaźnili się. Jednak obydwaj zostali odkryci przez ich krewnych, a następnie zostali wrogami w wojnie jako przywódcy swoich klanów. Po latach walk, Madara przyjął propozycję Hashiramy, aby zakończyć wojnę i utworzyć Konohę. Mimo tego nienawiść między dwoma klanami doprowadziła Madarę do porzucenia Konohy. Madara co raz atakował wioskę, aż w końcu został „zabity” przez Hashiramę. Zdając sobie sprawę, że zarówno Hashirama, jak i Itachi mają te same marzenia, Sasuke postanawia chronić Konohę i zmierza wraz z Orochimaru, grupą Taka i Hokage na pole bitwy. | | | | |
| 66 | Nowy Potrójny Pat Aratanaru Sansukumi (新たなる三竦み) | 4 września 2013 ISBN 978-4-08-870801-0 | 1 lipca 2014 ISBN 978-1-4215-6948-2 | 1 stycznia 2015 ISBN 978-83-7471-466-2 |
| Lista rozdziałów: - 628: „Teraz i przyszłość” (jap. ここに、そしてこれから Koko ni, Soshite Kore Kara) - 629: „Dziura” (jap. 風穴 Kazaana) - 630: „Coś do zatkania” (jap. 埋めるもの Umeru Mono) - 631: „Drużyna 7.” (jap. 第七班 Dainanahan) - 632: „Walka ramię w ramię” (jap. 共闘 Kyōtō) - 633: „Naprzód” (jap. 前へ Mae e) - 634: „Nowy potrójny pat” (jap. 新たなる三竦み Aratanaru Sansukumi) - 635: „Nowy wiatr” (jap. 新しい風 Atarashii Kaze) - 636: „Obecny Obito” (jap. 今のオビトを Ima no Obito o) - 637: „Sakryfikant Dziesięcioogoniastego” (jap. 十尾の人柱力 Jūbi no Jinchūriki) | Lista rozdziałów: - 628: „Teraz i przyszłość” (jap. ここに、そしてこれから Koko ni, Soshite Kore Kara) - 629: „Dziura” (jap. 風穴 Kazaana) - 630: „Coś do zatkania” (jap. 埋めるもの Umeru Mono) - 631: „Drużyna 7.” (jap. 第七班 Dainanahan) - 632: „Walka ramię w ramię” (jap. 共闘 Kyōtō) - 633: „Naprzód” (jap. 前へ Mae e) - 634: „Nowy potrójny pat” (jap. 新たなる三竦み Aratanaru Sansukumi) - 635: „Nowy wiatr” (jap. 新しい風 Atarashii Kaze) - 636: „Obecny Obito” (jap. 今のオビトを Ima no Obito o) - 637: „Sakryfikant Dziesięcioogoniastego” (jap. 十尾の人柱力 Jūbi no Jinchūriki) | Lista rozdziałów: - 628: „Teraz i przyszłość” (jap. ここに、そしてこれから Koko ni, Soshite Kore Kara) - 629: „Dziura” (jap. 風穴 Kazaana) - 630: „Coś do zatkania” (jap. 埋めるもの Umeru Mono) - 631: „Drużyna 7.” (jap. 第七班 Dainanahan) - 632: „Walka ramię w ramię” (jap. 共闘 Kyōtō) - 633: „Naprzód” (jap. 前へ Mae e) - 634: „Nowy potrójny pat” (jap. 新たなる三竦み Aratanaru Sansukumi) - 635: „Nowy wiatr” (jap. 新しい風 Atarashii Kaze) - 636: „Obecny Obito” (jap. 今のオビトを Ima no Obito o) - 637: „Sakryfikant Dziesięcioogoniastego” (jap. 十尾の人柱力 Jūbi no Jinchūriki) | Postacie z okładki: - Naruto Uzumaki - Sasuke Uchiha - Sakura Haruno - Gamakichi - Aoda - Katsuyu | Postacie z okładki: - Naruto Uzumaki - Sasuke Uchiha - Sakura Haruno - Gamakichi - Aoda - Katsuyu |
| Gdy bitwa pomiędzy Sojuszem Ninja a Uchiha jest w pełnym rozkwicie, Obito wysyła Kakashiego do innego wymiaru, aby zatrzymać go przed atakowaniem Dziesięcioogoniastego. Podczas ich walki jeden na jednego w wymiarze Kamui, Sojusz nadal stara się powstrzymać rozjuszonego demona przed niszczeniem wszystkiego dookoła. Do walczących dołączają wskrzeszeni Hokage oraz Sasuke z Jūgo. Hokage tworzą barierę wokół obszaru, a Sasuke spotyka się ze swoimi byłymi kolegami z Konohy, aby zatrzymać Dziesięcioogoniastego. Tymczasem Kakashiemu udaje się pokonać Obito, zadając mu śmiertelny cios, jednak Uchiha wraca z powrotem na pole bitwy. Madara próbuje wymusić na nim, aby poświęcił swoje życie w celu przywrócenia go do żywych. Jednakże Obito zamiast wskrzesić Madarę pieczętuje Dziesięcioogoniastego w sobie, stając się jego nosicielem. | | | | |
| 67 | Wyłom Toppakō (突破口) | 4 grudnia 2013 ISBN 978-4-08-870849-2 | 7 października 2014 ISBN 978-1-4215-7384-7 | 1 kwietnia 2015 ISBN 978-83-7471-467-9 |
| Lista rozdziałów: - 638: „Sakryfikant Dziesięcioogoniastego: Obito” (jap. 十尾の人柱力・オビト Jūbi no Jinchūriki: Obito) - 639: „Atak” (jap. 襲 Osō) - 640: „Nareszcie” (jap. やっとだよ Yatto da yo) - 641: „Jesteście główną siłą!” (jap. 君らがメインだ!! Kimi-ra ga Mein da!!) - 642: „Wyłom” (jap. 突破口 Toppakō) - 643: „Złączone pięści...!” (jap. 合わせる拳...!! Awaseru Kobushi...!!) - 644: „Wiem” (jap. 分かってる Wakatteru) - 645: „Dwie siły...!” (jap. 二つの力...!! Futatsu no Chikara...!!) - 646: „Drzewo Bogów” (jap. 神樹 Shinju) - 647: „Żal” (jap. 後悔 Kōkai) | Lista rozdziałów: - 638: „Sakryfikant Dziesięcioogoniastego: Obito” (jap. 十尾の人柱力・オビト Jūbi no Jinchūriki: Obito) - 639: „Atak” (jap. 襲 Osō) - 640: „Nareszcie” (jap. やっとだよ Yatto da yo) - 641: „Jesteście główną siłą!” (jap. 君らがメインだ!! Kimi-ra ga Mein da!!) - 642: „Wyłom” (jap. 突破口 Toppakō) - 643: „Złączone pięści...!” (jap. 合わせる拳...!! Awaseru Kobushi...!!) - 644: „Wiem” (jap. 分かってる Wakatteru) - 645: „Dwie siły...!” (jap. 二つの力...!! Futatsu no Chikara...!!) - 646: „Drzewo Bogów” (jap. 神樹 Shinju) - 647: „Żal” (jap. 後悔 Kōkai) | Lista rozdziałów: - 638: „Sakryfikant Dziesięcioogoniastego: Obito” (jap. 十尾の人柱力・オビト Jūbi no Jinchūriki: Obito) - 639: „Atak” (jap. 襲 Osō) - 640: „Nareszcie” (jap. やっとだよ Yatto da yo) - 641: „Jesteście główną siłą!” (jap. 君らがメインだ!! Kimi-ra ga Mein da!!) - 642: „Wyłom” (jap. 突破口 Toppakō) - 643: „Złączone pięści...!” (jap. 合わせる拳...!! Awaseru Kobushi...!!) - 644: „Wiem” (jap. 分かってる Wakatteru) - 645: „Dwie siły...!” (jap. 二つの力...!! Futatsu no Chikara...!!) - 646: „Drzewo Bogów” (jap. 神樹 Shinju) - 647: „Żal” (jap. 後悔 Kōkai) | Postacie z okładki: - Naruto Uzumaki - Minato Namikaze (Czwarty Hokage) - Obito Uchiha | Postacie z okładki: - Naruto Uzumaki - Minato Namikaze (Czwarty Hokage) - Obito Uchiha |
| Po zostaniu nosicielem Dziesięcioogoniastego, Obito atakuje Drugiego, Trzeciego i Czwartego Hokages, z kolei Madara rozpoczyna walkę z Pierwszym. Gdy Hokage zostają pokonani, Naruto i Sasuke przechodzą im z pomocą, jednak nie są w stanie wyrządzić większych szkód sakryfikantowi Dziesięcioogoniastego. Gdy Naruto odzyskuje siły, Minato wraz zapieczętowaną w nim drugą połową Kuramy pomaga mu w walce, dzięki czemu mogą razem walczyć z Obito. Jednakże Obito uwalnia prawdziwą formę Dziesięcioogoniastego, Boskie Drzewo, które zaczyna atakować wszystkich członków Sojuszu Ninja w celu odebrania im czakry i stworzenia świata iluzji. Nie chcąc się poddać, Naruto i Sasuke po raz kolejny konfrontują się z Obito, po tym jak Uzumaki przekazuje swoje uczucia wszystkim obecnym na polu walki ninja poprzez technikę Ino. | | | | |
| 68 | Wpływ Wadachi (轍) | 4 marca 2014 ISBN 978-4-08-880023-3 | 2 grudnia 2014 ISBN 978-1-4215-7682-4 | 1 maja 2015 ISBN 978-83-7471-468-6 |
| Lista rozdziałów: - 648: „Marzenie shinobi...!” (jap. 忍の夢...!! Shinobi no Yume...!!) - 649: „Wola shinobi” (jap. 忍の意志 Shinobi no Ishi) - 650: „Będę spał” (jap. 眠るのは Nemuru no Wa) - 651: „To, co zakopano” (jap. 埋めたもの Umeta Mono) - 652: „Wpływ Naruto” (jap. ナルトの轍 Naruto no Wadachi) - 653: „Obserwuję Cię” (jap. ちゃんと見てる Chanto Miteru) - 654: „Jestem Obito Uchiha” (jap. うちはオビトだ Uchiha Obito Da) - 655: „Wpływ” (jap. 轍 Wadachi) - 656: „Zmiana” (jap. 交代 Kōtai) - 657: „Nadchodzi Madara Uchiha” (jap. うちはマダラ、参る Uchiha Madara, Mairu) | Lista rozdziałów: - 648: „Marzenie shinobi...!” (jap. 忍の夢...!! Shinobi no Yume...!!) - 649: „Wola shinobi” (jap. 忍の意志 Shinobi no Ishi) - 650: „Będę spał” (jap. 眠るのは Nemuru no Wa) - 651: „To, co zakopano” (jap. 埋めたもの Umeta Mono) - 652: „Wpływ Naruto” (jap. ナルトの轍 Naruto no Wadachi) - 653: „Obserwuję Cię” (jap. ちゃんと見てる Chanto Miteru) - 654: „Jestem Obito Uchiha” (jap. うちはオビトだ Uchiha Obito Da) - 655: „Wpływ” (jap. 轍 Wadachi) - 656: „Zmiana” (jap. 交代 Kōtai) - 657: „Nadchodzi Madara Uchiha” (jap. うちはマダラ、参る Uchiha Madara, Mairu) | Lista rozdziałów: - 648: „Marzenie shinobi...!” (jap. 忍の夢...!! Shinobi no Yume...!!) - 649: „Wola shinobi” (jap. 忍の意志 Shinobi no Ishi) - 650: „Będę spał” (jap. 眠るのは Nemuru no Wa) - 651: „To, co zakopano” (jap. 埋めたもの Umeta Mono) - 652: „Wpływ Naruto” (jap. ナルトの轍 Naruto no Wadachi) - 653: „Obserwuję Cię” (jap. ちゃんと見てる Chanto Miteru) - 654: „Jestem Obito Uchiha” (jap. うちはオビトだ Uchiha Obito Da) - 655: „Wpływ” (jap. 轍 Wadachi) - 656: „Zmiana” (jap. 交代 Kōtai) - 657: „Nadchodzi Madara Uchiha” (jap. うちはマダラ、参る Uchiha Madara, Mairu) | Postacie z okładki: - Naruto Uzumaki - Obito Uchiha - Rin Nohara - Kakashi Hatake | Postacie z okładki: - Naruto Uzumaki - Obito Uchiha - Rin Nohara - Kakashi Hatake |
| Naruto i Sasuke kontynuują walkę z Obito, natomiast Sojusz łączy siły z aktualnymi Kage oraz Orochimaru, aby zniszczyć Boskie Drzewo. Ostatecznie Naruto i Sasuke pokonują Obito, dzięki czemu Naruto może uwolnić ogoniaste bestie zamknięte wewnątrz Uchihy. Kakashi próbuje zabić pokonanego Obito, jednak zostaje zatrzymany przez Minato. Następnie Naruto i Sasuke pomagają Pierwszemu Hokage Hashiramie walczyć przeciwko Madarze. Jako pokutę za swoje czyny, Obito poświęca swoje życie w celu ożywienia ninja, których zabił, jednak Czarny Zetsu zmusza go, aby ten zamiast nich wskrzesił Madarę. | | | | |
| 69 | Początek Karmazynowej Wiosny Akaki Haru no Hajimari (紅き春の始まり) | 2 maja 2014 ISBN 978-4-08-880054-7 | 3 marca 2015 ISBN 978-1-4215-7856-9 | 1 czerwca 2015 ISBN 978-83-7471-469-3 |
| Lista rozdziałów: - 658: „Ogoniaste bestie kontra Madara...!” (jap. 尾獣VSマダラ...!! Bijū Bāsasu Madara...!!) - 659: „W Czyśćcu Więzienie...!” (jap. 輪墓・辺獄...!! Rinbo: Hengoku...!!) - 660: „Ukryte serce” (jap. 裏の心 Ura no Kokoro) - 661: „Świat, który zawiódł” (jap. 失敗した世界 Shippaishita Sekai) - 662: „Prawdziwy koniec” (jap. 本当の終わり Hontō no Owari) - 663: „Absolutnie” (jap. 絶対に Zettai ni) - 664: „Ponieważ jestem ojcem” (jap. 父親だから Chichi Oya Dakara) - 665: „Aktulny Ja” (jap. 今のオレは Ima no Ore wa) - 666: „Dwa Kalejdoskopy” (jap. 2つの万華鏡 Futatsu no Mangekyō) - 667: „Koniec młodzieńczych dni” (jap. 碧き日の終わり Aoki Hi no Owari) - 668: „Początek karmazynowej wiosny” (jap. 紅き春の始まり Akaki Haru no Hajimari) | Lista rozdziałów: - 658: „Ogoniaste bestie kontra Madara...!” (jap. 尾獣VSマダラ...!! Bijū Bāsasu Madara...!!) - 659: „W Czyśćcu Więzienie...!” (jap. 輪墓・辺獄...!! Rinbo: Hengoku...!!) - 660: „Ukryte serce” (jap. 裏の心 Ura no Kokoro) - 661: „Świat, który zawiódł” (jap. 失敗した世界 Shippaishita Sekai) - 662: „Prawdziwy koniec” (jap. 本当の終わり Hontō no Owari) - 663: „Absolutnie” (jap. 絶対に Zettai ni) - 664: „Ponieważ jestem ojcem” (jap. 父親だから Chichi Oya Dakara) - 665: „Aktulny Ja” (jap. 今のオレは Ima no Ore wa) - 666: „Dwa Kalejdoskopy” (jap. 2つの万華鏡 Futatsu no Mangekyō) - 667: „Koniec młodzieńczych dni” (jap. 碧き日の終わり Aoki Hi no Owari) - 668: „Początek karmazynowej wiosny” (jap. 紅き春の始まり Akaki Haru no Hajimari)                                                                               | Lista rozdziałów: - 658: „Ogoniaste bestie kontra Madara...!” (jap. 尾獣VSマダラ...!! Bijū Bāsasu Madara...!!) - 659: „W Czyśćcu Więzienie...!” (jap. 輪墓・辺獄...!! Rinbo: Hengoku...!!) - 660: „Ukryte serce” (jap. 裏の心 Ura no Kokoro) - 661: „Świat, który zawiódł” (jap. 失敗した世界 Shippaishita Sekai) - 662: „Prawdziwy koniec” (jap. 本当の終わり Hontō no Owari) - 663: „Absolutnie” (jap. 絶対に Zettai ni) - 664: „Ponieważ jestem ojcem” (jap. 父親だから Chichi Oya Dakara) - 665: „Aktulny Ja” (jap. 今のオレは Ima no Ore wa) - 666: „Dwa Kalejdoskopy” (jap. 2つの万華鏡 Futatsu no Mangekyō) - 667: „Koniec młodzieńczych dni” (jap. 碧き日の終わり Aoki Hi no Owari) - 668: „Początek karmazynowej wiosny” (jap. 紅き春の始まり Akaki Haru no Hajimari)                                                                               | Postacie z okładki: - Maito Gai - Maito Dai - Rock Lee - Naruto Uzumaki | Postacie z okładki: - Maito Gai - Maito Dai - Rock Lee - Naruto Uzumaki |
| Z pomocą Rinnegana i swojego odzyskanego życia, Madara pochłania czakrę Hashiramy i wykorzystuje Gedō Mazō, aby ponownie zapieczętować wszystkie ogoniaste bestie. Wliczając w to również Dziewięcioogoniastego Lisa Naruto, w wyniku czego prawie powoduje jego śmierć. Sasuke i Drugi Hokage próbują walczyć z Madarą, ale także zostają pokonani. Z kolei Spiralny-biały Zetsu o nazwie Tobi, który zaprzyjaźnił się z Obito podczas jego rekonwalescencji u Madary, pojawia się i atakuje Sojusz Ninja. Gaara zabiera półmartwego Naruto i zmierza do Sakury, która wykonuje RKO. Następnie Gaara doprowadza Uzumakiego do Czwartego Hokage, aby ten przekazał mu swoją część chakry dziewięcioogoniastego Lisa, która jednak zostaje skradziona przez Czarnego Zetsu. Po chwili dochodzi do konfrontacji Madary z grupą Minato w celu odzyskania jego Rinnegana od Obito. Jednak teraz odmieniony Obito sprzymierza się z Kakashim oraz zamierza odciągnąć Madarę i przekazać Naruto chakrę ogoniastych bestii. W międzyczasie Gai postanawia poświęcić swoje życie, aby walczyć z Madarą. | | | | |
| 70 | Naruto i Mędrzec Sześciu Ścieżek...!! Naruto to Rikudō Sennin...!! (ナルトと六道仙人...!!) | 4 sierpnia 2014 ISBN 978-4-08-880151-3 | 2 czerwca 2015 ISBN 978-1-4215-7975-7 | 1 sierpnia 2015 ISBN 978-83-7471-470-9 |
| Lista rozdziałów: - 669: „Ośmiu Bram Otwarcia Formacja...!” (jap. 八門遁甲の陣...!! Hachimon Tonkō no Jin...!!) - 670: „Początek...!” (jap. 始まりのもの...!! Hajimari no Mono...!!) - 671: „Naruto i Mędrzec Sześciu Ścieżek...!” (jap. ナルトと六道仙人...!! Naruto to Rikudō Sennin...!!) - 672: „Nocny Gai...!” (jap. 夜ガイ...!! Yagai...!!) - 673: „Przyszliśmy...!” (jap. オレらで...!! Orera de...!!) - 674: „Rinnegan Sasuke...!” (jap. サスケの輪廻眼...!! Sasuke no Rinnegan...!!) - 675: „Aktualny sen” (jap. 今の夢 Ima no Yume) - 676: „Nieskończony sen” (jap. 無限の夢 Mugen no Yume) - 677: „Nieskończony Bóg Nocy” (jap. 無限月読 Mugen Tsukuyomi) - 678: „Moja wola” (jap. オレノ意志ハ Ore no Ishi wa) - 679: „Początek” (jap. はじまりのもの Hajimari no Mono) | Lista rozdziałów: - 669: „Ośmiu Bram Otwarcia Formacja...!” (jap. 八門遁甲の陣...!! Hachimon Tonkō no Jin...!!) - 670: „Początek...!” (jap. 始まりのもの...!! Hajimari no Mono...!!) - 671: „Naruto i Mędrzec Sześciu Ścieżek...!” (jap. ナルトと六道仙人...!! Naruto to Rikudō Sennin...!!) - 672: „Nocny Gai...!” (jap. 夜ガイ...!! Yagai...!!) - 673: „Przyszliśmy...!” (jap. オレらで...!! Orera de...!!) - 674: „Rinnegan Sasuke...!” (jap. サスケの輪廻眼...!! Sasuke no Rinnegan...!!) - 675: „Aktualny sen” (jap. 今の夢 Ima no Yume) - 676: „Nieskończony sen” (jap. 無限の夢 Mugen no Yume) - 677: „Nieskończony Bóg Nocy” (jap. 無限月読 Mugen Tsukuyomi) - 678: „Moja wola” (jap. オレノ意志ハ Ore no Ishi wa) - 679: „Początek” (jap. はじまりのもの Hajimari no Mono)                                                                          | Lista rozdziałów: - 669: „Ośmiu Bram Otwarcia Formacja...!” (jap. 八門遁甲の陣...!! Hachimon Tonkō no Jin...!!) - 670: „Początek...!” (jap. 始まりのもの...!! Hajimari no Mono...!!) - 671: „Naruto i Mędrzec Sześciu Ścieżek...!” (jap. ナルトと六道仙人...!! Naruto to Rikudō Sennin...!!) - 672: „Nocny Gai...!” (jap. 夜ガイ...!! Yagai...!!) - 673: „Przyszliśmy...!” (jap. オレらで...!! Orera de...!!) - 674: „Rinnegan Sasuke...!” (jap. サスケの輪廻眼...!! Sasuke no Rinnegan...!!) - 675: „Aktualny sen” (jap. 今の夢 Ima no Yume) - 676: „Nieskończony sen” (jap. 無限の夢 Mugen no Yume) - 677: „Nieskończony Bóg Nocy” (jap. 無限月読 Mugen Tsukuyomi) - 678: „Moja wola” (jap. オレノ意志ハ Ore no Ishi wa) - 679: „Początek” (jap. はじまりのもの Hajimari no Mono)                                                                          | Postacie z okładki: - Naruto Uzumaki - Sasuke Uchiha - Hashirama Senju (Pierwszy Hokage) - Madara Uchiha - Asura Ōtsutsuki - Indra Ōtsutsuki - Hagoromo Ōtsutsuki (Mędrzec Sześciu Ścieżek) - Kaguya Ōtsutsuki | Postacie z okładki: - Naruto Uzumaki - Sasuke Uchiha - Hashirama Senju (Pierwszy Hokage) - Madara Uchiha - Asura Ōtsutsuki - Indra Ōtsutsuki - Hagoromo Ōtsutsuki (Mędrzec Sześciu Ścieżek) - Kaguya Ōtsutsuki |
| Gai walczy z Madarą, a Naruto i Sasuke, będąc w stanie śmierci klinicznej, w podświadomości spotykają Mędrca Sześciu Ścieżek, który identyfikuje ich jako reinkarnacje jego dwójki dzieci, Asury i Indry. Jako że Madara również jest reinkarnacją, Mędrzec przekazuje Naruto i Sasuke swoją czakrę w celu powstrzymania Madary. Po przebudzeniu Naruto ratuje Gaia od pewnej śmierci i zaczyna wraz z Sasuke walczyć z Madarą. Obaj sprowadzają Madarę do defensywy oraz zmuszają go do odwrotu do innego wymiaru w celu kradzieży drugiego Rinnegana, który nadal jest w rękach Obito. Następnie wykorzystuje swoje dwa Rinnegany, aby aktywować Nieskończone Tsukuyomi i umieścić ludzkość w iluzji. Madara staje do walki z Drużyną 7., która uniknęła złapania w iluzję, jednak zostaje zaatakowany i przebity z tyłu przez Czarnego Zetsu. Następnie Madara zaczyna mutować i ostatecznie przeobraża się w Kaguyę Ōtsutsuki, matkę Mędrca Sześciu Ścieżek, która chce przekształcić ludzkość w Białych Zetsu. | | | | |
| 71 | Kocham Was Daisuki da (大好きだ) | 4 listopada 2014 ISBN 978-4-08-880208-4 | 4 sierpnia 2015 ISBN 978-1-4215-8176-7 | 1 września 2015 ISBN 978-83-7471-471-6 |
| Lista rozdziałów: - 680: „Jeszcze raz” (jap. もう一度 Mō Ichido) - 681: „Łzy Kaguyi” (jap. カグヤの涙 Kaguya no Namida) - 682: „Nigdy nie widziała tego” (jap. 見たことねーだろ Mita Koto nē Daro) - 683: „Miałem taki sam sen, jak Ty” (jap. お前と同じ夢を見た Omae to Onaji Yume o Mita) - 684: „Należy zabić go pierwszego (jap. 殺しておくべきだ Koroshite Okubeki da) - 685: „Całą, jaką mam...!” (jap. ありったけの...!! Arittake no...!!) - 686: „Ci, którzy zostawili, Ci, którzy zostawiają” (jap. 残せし者と継ぎし者 Nokoseshi Mono to Tsugishi Mono) - 687: „Na pewno zostaniesz” (jap. お前は必ず Omae wa Kanarazu) - 688: „Sharingan...!” (jap. 写輪眼の...!! Sharingan no...!!) - 689: „Kocham Was” (jap. 大好きだ Daisuki da) - 690: „Ninja...!” (jap. 忍者の...!! Ninja no...!!) | Lista rozdziałów: - 680: „Jeszcze raz” (jap. もう一度 Mō Ichido) - 681: „Łzy Kaguyi” (jap. カグヤの涙 Kaguya no Namida) - 682: „Nigdy nie widziała tego” (jap. 見たことねーだろ Mita Koto nē Daro) - 683: „Miałem taki sam sen, jak Ty” (jap. お前と同じ夢を見た Omae to Onaji Yume o Mita) - 684: „Należy zabić go pierwszego (jap. 殺しておくべきだ Koroshite Okubeki da) - 685: „Całą, jaką mam...!” (jap. ありったけの...!! Arittake no...!!) - 686: „Ci, którzy zostawili, Ci, którzy zostawiają” (jap. 残せし者と継ぎし者 Nokoseshi Mono to Tsugishi Mono) - 687: „Na pewno zostaniesz” (jap. お前は必ず Omae wa Kanarazu) - 688: „Sharingan...!” (jap. 写輪眼の...!! Sharingan no...!!) - 689: „Kocham Was” (jap. 大好きだ Daisuki da) - 690: „Ninja...!” (jap. 忍者の...!! Ninja no...!!)                                                            | Lista rozdziałów: - 680: „Jeszcze raz” (jap. もう一度 Mō Ichido) - 681: „Łzy Kaguyi” (jap. カグヤの涙 Kaguya no Namida) - 682: „Nigdy nie widziała tego” (jap. 見たことねーだろ Mita Koto nē Daro) - 683: „Miałem taki sam sen, jak Ty” (jap. お前と同じ夢を見た Omae to Onaji Yume o Mita) - 684: „Należy zabić go pierwszego (jap. 殺しておくべきだ Koroshite Okubeki da) - 685: „Całą, jaką mam...!” (jap. ありったけの...!! Arittake no...!!) - 686: „Ci, którzy zostawili, Ci, którzy zostawiają” (jap. 残せし者と継ぎし者 Nokoseshi Mono to Tsugishi Mono) - 687: „Na pewno zostaniesz” (jap. お前は必ず Omae wa Kanarazu) - 688: „Sharingan...!” (jap. 写輪眼の...!! Sharingan no...!!) - 689: „Kocham Was” (jap. 大好きだ Daisuki da) - 690: „Ninja...!” (jap. 忍者の...!! Ninja no...!!)                                                            | Postacie z okładki: - Naruto Uzumaki - Sasuke Uchiha - Sakura Haruno - Kakashi Hatake | Postacie z okładki: - Naruto Uzumaki - Sasuke Uchiha - Sakura Haruno - Kakashi Hatake |
| Kaguya staje twarzą w twarz z Naruto i Sasuke, którzy planują wykorzystać swoje nowe umiejętności, aby zapieczętować ją w jej rodzimym wymiarze. W rezultacie, Kaguya wysyła Sasuke do innego wymiaru, aby ich powstrzymać. Podczas gdy Kaguya walczy z Naruto jeden na jednego, Sakura i Obito zajmują się poszukiwaniem Sasuke za pomocą dużych zasobów czakry tej pierwszej oraz umiejętności ocznych Uchihy. Mimo że poszukiwania Sasuke powiodły się, sprowadzając go z powrotem na pole bitwy, Obito ginie, poświęcając swoje życie dla ochrony Drużyny 7. przed atakiem Kaguyi. Przekazując swoje marzenie o zostaniu Hokage Naruto, Obito przemija i spotyka się z Rin w zaświatach. Jednak przed ostatecznym odejściem przekazuje jeszcze swoją chakrę Kakashiemu, w wyniku czego może on tymczasowo korzystać z jego Mangekyō Sharingana. Przy pomocy Kakashiego oraz Sakury, Naruto i Sasuke udaje się ponownie zapieczętować Kaguyę. | | | | |
| 72 | Naruto Uzumaki!! Uzumaki Naruto!! (うずまきナルト!!) | 4 lutego 2015 ISBN 978-4-08-880220-6 | 6 października 2015 ISBN 978-1-4215-8284-9 | 1 listopada 2015 ISBN 978-83-7471-472-3 |
| Lista rozdziałów: - 691: „Gratulacje” (jap. おめでとう Omedetō) - 692: „Rewolucja” (jap. 革命 Kakumei) - 693: „I znowu” (jap. ここでまた Koko de mata) - 694: „Naruto i Sasuke 1" (jap. ナルトとサスケ① Naruto i Sasuke 1) - 695: „Naruto i Sasuke 2" (jap. ナルトとサスケ② Naruto i Sasuke 2) - 696: „Naruto i Sasuke 3" (jap. ナルトとサスケ③ Naruto i Sasuke 3) - 697: „Naruto i Sasuke 4" (jap. ナルトとサスケ④ Naruto i Sasuke 4) - 698: „Naruto i Sasuke 5" (jap. ナルトとサスケ⑤ Naruto i Sasuke 5) - 699: „Pieczęć kompromisu” (jap. 和解の印 Wakai no In) - 700: „Naruto Uzumaki!” (jap. うずまきナルト!! Uzumaki Naruto!!) | Lista rozdziałów: - 691: „Gratulacje” (jap. おめでとう Omedetō) - 692: „Rewolucja” (jap. 革命 Kakumei) - 693: „I znowu” (jap. ここでまた Koko de mata) - 694: „Naruto i Sasuke 1" (jap. ナルトとサスケ① Naruto i Sasuke 1) - 695: „Naruto i Sasuke 2" (jap. ナルトとサスケ② Naruto i Sasuke 2) - 696: „Naruto i Sasuke 3" (jap. ナルトとサスケ③ Naruto i Sasuke 3) - 697: „Naruto i Sasuke 4" (jap. ナルトとサスケ④ Naruto i Sasuke 4) - 698: „Naruto i Sasuke 5" (jap. ナルトとサスケ⑤ Naruto i Sasuke 5) - 699: „Pieczęć kompromisu” (jap. 和解の印 Wakai no In) - 700: „Naruto Uzumaki!” (jap. うずまきナルト!! Uzumaki Naruto!!) | Lista rozdziałów: - 691: „Gratulacje” (jap. おめでとう Omedetō) - 692: „Rewolucja” (jap. 革命 Kakumei) - 693: „I znowu” (jap. ここでまた Koko de mata) - 694: „Naruto i Sasuke 1" (jap. ナルトとサスケ① Naruto i Sasuke 1) - 695: „Naruto i Sasuke 2" (jap. ナルトとサスケ② Naruto i Sasuke 2) - 696: „Naruto i Sasuke 3" (jap. ナルトとサスケ③ Naruto i Sasuke 3) - 697: „Naruto i Sasuke 4" (jap. ナルトとサスケ④ Naruto i Sasuke 4) - 698: „Naruto i Sasuke 5" (jap. ナルトとサスケ⑤ Naruto i Sasuke 5) - 699: „Pieczęć kompromisu” (jap. 和解の印 Wakai no In) - 700: „Naruto Uzumaki!” (jap. うずまきナルト!! Uzumaki Naruto!!) | Postacie z okładki: - Naruto Uzumaki | Postacie z okładki: - Naruto Uzumaki |
| Drużyna 7. powraca do swojego świata, Hokage i Obito żegnają się i odchodzą do życia pozagrobowego, a Madara umiera. Przed dezaktywowaniem Wiecznego Tsukuyomi wraz z Naruto, Sasuke ujawnia swój zamiar zamordowania pięciu Kage oraz Naruto. Ponadto przejmuje kontrolę nad ogoniastymi bestiami, które później również planuje zabić. Sasuke wyjaśnia zamiar rozpoczęcia światowej rewolucji, mającej na celu zreformowanie systemu ninja. Jednak na jego drodze staje Naruto, który mu na to nie pozwala. Następnie Sakura zostaje znokautowana przez genjutsu Sasuke, tak aby nie wtrącała się, natomiast Naruto i Sasuke zmierzają do Doliny Końca, gdzie odbyła się ich pierwsza walka. Dochodzi do wielkiej bitwy, w której każdy z nich wykorzystuje swoje najpotężniejsze techniki, a następnie przechodzi do walki na wyczerpanie. Ostatecznie walka kończy się tym, że obaj tracą swoje dominujące ręce, a Sasuke wreszcie wraca na ścieżkę dobra pod wpływem Naruto. Sakura ratuje ich od wykrwawienia się na śmierć, a Naruto i Sasuke w końcu dezaktywują Nieskończone Tsukuyomi. W następstwie, Kakashi zostaje Szóstym Hokage oraz przebacza Sasuke, który decyduje się podróżować po świecie. Kilkanaście lat później, odzyskawszy swoją rękę i po ożenieniu się z Hinatą, Naruto, już jako Siódmy Hokage, uczestniczy w zjeździe pięciu Kage, który odbywa się w Konosze, zaraz po tym jak przerywa wybryki swego syna, Boruto Uzumakiego. | | | | |

## Shūeisha Jump Remix
| #  | Tytuł | Data wydania                                | Zawartość             |
| -- | --- | ------------------------------------------- | --------------------- |
| 1  | Naruto First Legend: Formation!! Kakashi's Team 7 Naruto Den no Ichi: Kessei!! Kakashi Dainana-han (NARUTO－ナルト－伝ノ一 結成!!カカシ第七班) | 24 kwietnia 2015 ISBN 978-4-08-113438-0     | Rozdziały #1 – #33    |
| 2  | Naruto Second Legend: The Chūnin Exams 1 Naruto Den no Ni: Chūnin Shiken 1 (NARUTO－ナルト－伝ノ二 中忍試験①)                                  | 24 kwietnia 2015 ISBN 978-4-08-113439-7     | Rozdziały #34 – #64   |
| 3  | Naruto Third Legend: The Chūnin Exams 2 Naruto Den no San: Chūnin Shiken 2 (NARUTO－ナルト－伝ノ三 中忍試験②)                                  | 8 maja 2015 ISBN 978-4-08-113442-7          | Rozdziały #65 – #90   |
| 4  | Naruto Fourth Legend: The Chūnin Exams 3 Naruto Den no Yon: Chūnin Shiken 3 (NARUTO－ナルト－伝ノ四 中忍試験③)                                 | 22 maja 2015 ISBN 978-4-08-113443-4         | Rozdziały #91 – #115  |
| 5  | Naruto Fifth Legend: Konoha Crush Naruto Den no Go: Konoha Kuzushi (NARUTO－ナルト－伝ノ五 木ノ葉崩し)                                         | 5 czerwca 2015 ISBN 978-4-08-113450-2       | Rozdziały #116 – #145 |
| 6  | Naruto Sixth Legend: Clash! The Legendary Sannin Naruto Den no Roku: Gekitotsu! Densetsu no Sannin (NARUTO－ナルト－伝ノ六 激突！伝説の三忍)   | 19 czerwca 2015 ISBN 978-4-08-113451-9      | Rozdziały #146 – #173 |
| 7  | Naruto Seventh Legend: Sasuke's Recovery 1 Naruto Den no Nana: Sasuke Dakkan 1 (NARUTO－ナルト－伝ノ七 サスケ奪還①)                            | 3 lipca 2015 ISBN 978-4-08-113456-4         | Rozdziały #174 – #200 |
| 8  | Naruto Eighth Legend: Sasuke's Recovery 2 Naruto Den no Hachi: Sasuke Dakkan 2 (NARUTO－ナルト－伝ノ八 サスケ奪還②)                            | 17 lipca 2015 ISBN 978-4-08-113457-1        | Rozdziały #201 – #225 |
| 9  | Naruto Ninth Legend: Duel! The Valley of the End Naruto Den no Kyū: Kettō! Shūmatsu no Tani (NARUTO－ナルト－伝ノ九 決闘！終末の谷)            | 31 lipca 2015 ISBN 978-4-08-113458-8        | Rozdziały #226 – #250 |
| 10 | Naruto Tenth Legend: Gaara's Rescue! Naruto Den no Jū: Gaara Kyūshutsu! (NARUTO－ナルト－伝ノ十 我愛羅救出！)                                  | 21 sierpnia 2015 ISBN 978-4-08-113465-6     | Rozdziały #251 – #281 |
| 11 | Naruto Eleventh Legend: The New Team 7 Naruto Den no Jūichi: Shin: Dainanahan (NARUTO－ナルト－伝ノ十一 新・第七班)                            | 4 września 2015 ISBN 978-4-08-113470-0      | Rozdziały #282 – #312 |
| 13 | Naruto 13th Legend: Sasuke's Rebellion!! Naruto Den no Jūsan: Sasuke Hanran!! (NARUTO－ナルト－伝ノ十三 サスケ反乱!!)                          | 2 października 2015 ISBN 978-4-08-113479-3  | Rozdziały #343 – #367 |
| 14 | Naruto 14th Legend: The Truth About Itachi Naruto Den no Jūshi: Itachi no Shinjitsu (NARUTO－ナルト－伝ノ十四 イタチの真実)                    | 16 października 2015 ISBN 978-4-08-113480-9 | Rozdziały #368 – #402 |
| 15 | Naruto 15th Legend: Pain's Attack 1 Naruto Den no Jūgo: Pein Raishū 1 (NARUTO－ナルト－伝ノ十五 ペイン来襲①)                                   | 30 października 2015 ISBN 978-4-08-113481-6 | Rozdziały #403 – #430 |
| 16 | Naruto 16th Legend: Pain's Attack 2 Naruto Den no Jūroku: Pein Raishū 2 (NARUTO－ナルト－伝ノ十六 ペイン来襲②)                                 | 13 listopada 2015 ISBN 978-4-08-113493-9    | Rozdziały #431 – #457 |
| 17 | Naruto 17th Legend: Five Kage Summit Naruto Den no Jūnana: Gokage Kaidan (NARUTO－ナルト－伝ノ十七 五影会談)                                   | 27 listopada 2015 ISBN 978-4-08-113494-6    | Rozdziały #458 – #487 |
| 18 | Naruto 18th Legend: The Nine-Tails' Vessel Naruto Den no Jūhachi: Kyūbi no Utsuwa (NARUTO－ナルト－伝ノ十八 九尾の器)                          | 11 grudnia 2015 ISBN 978-4-08-113504-2      | Rozdziały #488 – #514 |
| 19 | Naruto 19th Legend: Outbreak of the Ninja World War!! Naruto Den no Jūkyū: Ninkai Taisen Kaisen (NARUTO－ナルト－伝ノ十九 忍界大戦開戦!!)      | 25 grudnia 2015 ISBN 978-4-08-113505-9      | Rozdziały #513 – #544 |
| 20 | Naruto 20th Legend: The Name is Kurama Naruto Den no Nijū: Sono Na wa Kurama (NARUTO－ナルト－伝ノ二十 その名は九喇嘛)                         | 15 stycznia 2016 ISBN 978-4-08-113514-1     | Rozdziały #545 – #575 |
| 21 | Naruto 21st Legend: Two Madara Naruto Den no Nijūichi: Futari no Madara (NARUTO－ナルト－伝ノ二十一 二人のマダラ)                              | 29 stycznia 2016 ISBN 978-4-08-113515-8     | Rozdziały #576 – #599 |
| 22 | Naruto 22nd Legend: Sasuke's Answer Naruto Den no Nijūni: Sasuke no Kotae (NARUTO－ナルト－伝ノ二十二 サスケの答え)                            | 12 lutego 2016 ISBN 978-4-08-113514-1       | Rozdziały #600 – #637 |
| 23 | Naruto 23rd Legend: The Last Battle!! Naruto Den no Nijūsan: Saishū Kessen!! (NARUTO－ナルト－伝ノ二十三 最終決戦!!)                           | 26 lutego 2016 ISBN 978-4-08-113525-7       | Rozdziały #638 – #673 |
| 24 | Naruto 24th Legend: Naruto Uzumaki Naruto Den no Nijūyon: Uzumaki Naruto (NARUTO－ナルト－伝ノ二十四 うずまきナルト)                           | 11 marca 2016 ISBN 978-4-08-113531-8        | Rozdziały #674 – #700 |